# Napoli
Napoli (/ˈnaːpoli/ ⓘ; tiếng Hy Lạp cổ đại: Νεάπολις – Neapolis có nghĩa là "thành phố mới", còn phổ biến với tên gọi Naples trong tiếng Anh và tiếng Pháp) là thành phố lớn thứ ba của Ý sau Roma và Milano cũng như là thành phố lớn nhất miền Nam nước này, với dân số 940.398 người sống bên trong phạm vi thành phố (tính đến năm 2021), đồng thời đóng vai trò thủ phủ của vùng Campania. Napoli là trung tâm của Thành phố đô thị Napoli với 3.115.320 dân cư, do đó là thành phố đô thị đông dân thứ ba của quốc gia. Vùng đại đô thị Napoli vươn ra bên ngoài cương vực của Thành phố đô thị Napoli là khu vực đô thị đông dân thứ hai của Ý và thứ 7 tại Liên minh châu Âu.
Khởi nguồn từ những người Hy Lạp định cư đầu tiên vào khoảng thiên niên kỷ thứ 2 trước Công Nguyên, Napoli là một trong những khu đô thị lâu đời nhất trên thế giới có dân cư liên tục sinh sống. Vào thế kỷ thứ 8 TCN, một thuộc địa có tên Parthenope được thiết lập trên hòn đảo Megaride mà sau này được tái lập thành Neapolis vào thế kỷ 6 TCN. Thành phố từng là một phần thuộc Magna Graecia tức "Đại Hy Lạp", đóng vai trò quan trọng trong việc giao thoa gắn kết giữa xã hội Hy Lạp và La Mã, trở thành trung tâm văn hóa chiến lược dưới sự cai trị của người La Mã. Theo sau sự sụp đổ của Đế quốc La Mã, Napoli dần hình thành nền công quốc tự chủ dưới quyền của Đế quốc Byzantine, và bắt đầu từ thế kỷ 14 trong suốt hơn 500 năm kế tiếp, nơi đây lần lượt là kinh đô của Vương quốc Napoli và Vương quốc Hai Sicilia cho đến khi thống nhất nước Ý vào năm 1861.
Suốt hàng thế kỷ, Napoli trở thành một trong những cái nôi tiên phong của nền học thuật hàn lâm và trung tâm tri thức lớn của phương Tây với Đại học Napoli "Federico II" là viện đại học công lập đầu tiên trên toàn thế giới. Ngoài ra còn là nơi tọa lạc của Đại học Đông phương Napoli là ngôi trường cổ nhất tại châu Âu về lĩnh vực Đông phương học và Hán học, và Nunziatella – học viện đào tạo quân sự lâu đời nhất vẫn còn hoạt động trên thế giới. Thành phố được xem là một trong những kinh đô của nghệ thuật Baroque, bắt đầu với sự nghiệp của nghệ sĩ Caravaggio vào thế kỷ 17 và cuộc cách mạng nghệ thuật mà ông truyền cảm hứng, đồng thời là trung tâm quan trọng của chủ nghĩa nhân văn Phục Hưng và thế kỷ Ánh Sáng, và từ lâu đã là địa điểm tham chiếu toàn cầu về âm nhạc cổ điển và opera thông qua trường phái Napoli.
Trong những năm 1925 đến 1936, Napoli được chính quyền phát xít của Benito Mussolini mở rộng và nâng cấp nhưng sau đó chịu thiệt hại nặng nề do các cuộc đánh bom của quân Đồng Minh trong Chiến tranh thế giới thứ hai, dẫn đến công cuộc tái thiết diện rộng hậu 1945. Từ nửa sau thế kỷ 20, Napoli đã trải qua sự tăng trưởng kinh tế đáng kể trong những thập kỷ gần đây, nhờ xây dựng khu vực trung tâm tài chính và mạng lưới giao thông tiên tiến, bao gồm tuyến đường sắt cao tốc kết nối đến Roma và Salerno cùng hệ thống tàu điện ngầm mở rộng. Cảng Napoli là một trong những hải cảng quan trọng nhất ở châu Âu cũng như khu vực Địa Trung Hải. Ngoài các hoạt động giao thương, nơi đây còn là trụ sở của Bộ Tư lệnh Quân Đồng Minh Napoli, bộ phận NATO có sứ mệnh giám sát Bắc Phi, Sahel và Trung Đông.
Trung tâm lịch sử của Napoli là khu vực trung tâm lịch sử lớn nhất tại châu Âu và là một Di sản thế giới thuộc UNESCO, song song với một loạt các địa điểm văn hóa và lịch sử quan trọng khác xung quanh thành phố như Đại cung điện hoàng gia Caserta và tàn tích La Mã Pompeii và Herculaneum. Napoli đồng thời nổi tiếng với những thắng cảnh tự nhiên hùng vĩ như Posillipo, cánh đồng Phlegraei, Nisida, và đặc biệt Vườn quốc gia núi lửa Vesuvius được trao tặng danh hiệu khu dự trữ sinh quyển thế giới. Thành phố nổi tiếng với bề dày truyền thống, di sản và văn hóa độc đáo của riêng mình, là cội nguồn của thể loại ca khúc vang danh quốc tế cũng như hình thức trình diễn sân khấu mang dấu ấn riêng. Tiếng Napoli, được xem là ngôn ngữ khá khác biệt so với tiếng Ý, vẫn đóng vai trò rất quan trọng trong nhiều lĩnh vực kiến thức, văn hóa, hình thái xã hội và lối sống của người dân thành phố. Đặc biệt nền ẩm thực Napoli nổi tiếng với pizza – món ăn mang tính biểu tượng toàn cầu được khai sinh từ thành phố này và nghệ thuật của những người làm bánh pizza ở Napoli được UNESCO công nhận là di sản văn hóa phi vật thể của nhân loại. Cùng với nhiều món địa phương đặc sắc, các nhà hàng tại Napoli đạt được số lượng ngôi sao Michelin nhiều hơn bất kỳ thành phố Ý nào khác. Bên cạnh đó, Napoli tồn đọng những vấn đề rất lớn như mafia và tội phạm có tổ chức – là lực cản đối với sự phát triển kinh tế, xã hội; hay về mặt tự nhiên, thành phố đã và đang có nguy cơ phải hứng chịu những trận động đất lớn và mối đe dọa từ hoạt động núi lửa. Đường chân trời quận tài chính Centro Direzionale là quang cảnh các tòa nhà chọc trời đầu tiên của nước Ý. Đội thể thao nổi tiếng nhất ở Napoli là câu lạc bộ S.S.C. Napoli, hai lần vô địch Giải bóng đá vô địch quốc gia Ý Serie A tại sân vận động Diego Armando Maradona nằm ở phía tây nam thành phố.

## Thần thoại và từ nguyên

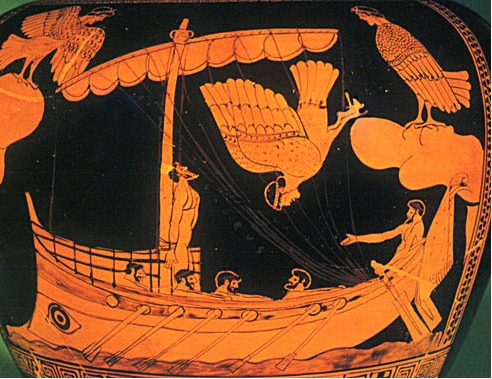
Cảnh phác họa siren Parthenope (bản tiên chim) gieo mình xuống biển. Mô tả rất cổ của Hy Lạp có Odysseus với các Sirens. Trong đó có Parthenope, một người sáng lập ra thần thoại và là còi báo động của Naples. Những chiếc stamnos hình màu đỏ trên gác mái, cỡ. 480-470 trước Công nguyên. Từ Vulci.

Neapolis (Tân Thành, "thành phố mới") được xây dựng cách vài mét từ một thành phố đã tồn tại trước đó, có tên là "Parthenope" hay được xem là Paleopolis (tiếng Hy Lạp cổ: Παλαιόπολις – Cựu Thành, "thành phố cũ").
Theo thần thoại của người Hy Lạp, Parthenope (Παρθενόπη, nghĩa là "giọng ca trinh nữ") là một trong 3 nàng siren (tiên chim hoặc tiên cá tùy theo dị bản), là con gái của thần Achelous – vị thần của dòng sông lớn nhất Hy Lạp, và thần nàng thơ (muse) Terpsichore. Từ những hang động trên đảo Capri, nàng cùng với hai người chị em dùng tiếng hát ngân nga tuyệt vời của mình để quyến rũ người anh hùng Odysseus và đoàn tùy tùng của chàng trên thuyền nhưng thất bại. Tuyệt vọng và buồn đau, nàng trẫm mình xuống biển và xác của nàng trôi dạt vào bờ biển ở hòn đảo Megaride, chính là nơi tọa lạc của Lâu đài Trứng ngày nay. Khi người dân từ Cumae đến định cư tại đây, họ đã đặt tên cho thành phố là Parthenope để tưởng nhớ nàng. Người Hy Lạp sau đó đã chọn vùng đất bên cạnh để tái lập thành phố mới và đặt tên Neapolis, mà từ đó chính là nguồn gốc trực tiếp của tên gọi "Napoli" hay "Naples". Hiện tại cái tên Parthenope được sử dụng như biệt danh của thành phố Napoli, và người dân Napoli vẫn được gọi là "Partenopeo/Partenopei" trong tiếng Ý, đồng nghĩa với "Napoletano/Napoletani". Các thành trì Parthenope (cũ) và Neapolis (mới) thời cổ đại tương ứng với khu vực cốt lõi trung tâm của thành phố Napoli rộng lớn ngày nay.
Thần thoại La Mã kể một phiên bản khác của câu chuyện trên, trong đó chàng nhân mã tên là Vesuvius say mê đắm đuối nàng Parthenope. Trong cơn giận, thần Jupiter đã biến chàng nhân mã kia thành ngọn núi lửa và nàng Parthenope biến thành thành phố Napoli. Vì bị ngăn cấm khỏi ham muốn của mình, cơn thịnh nộ của Vesuvius được thể hiện qua những đợt phun trào dữ dội thường xuyên của ngọn núi lửa.

## Lịch sử
Thời La Mã (Cộng hòa La Mã, Đế quốc La Mã, Tây La Mã) 326 TCN - 476

 Vương quốc của Odoacer 476–493

 Vương quốc Ostrogoth 493–542

 Đế quốc Byzantine 542-763

 Công quốc Napoli 661–1137 (lập ra bởi Byzantine, về sau được tự chủ và độc lập)
 Vương quốc Sicilia 1137-1302
 Vương triều Norman 1137-1197
 Nhà Hohenstaufen 1197-1266
 Nhà Anjou Angevin 1268-1302
 Vương quốc Napoli 1302-1816
 Nhà Anjou Angevin 1302-1442
 Vương triều Aragon 1442-1501
 Chế độ phó vương Tây Ban Nha nhà Habsburg 1503-1707
-  Cộng hòa Napoli 1647-1648

 Đế quốc Áo-Habsburg 1707-1734
 Nhà Bourbon Tây Ban Nha 1734-1816
-  Cộng hòa Parthenope 1799
-  Thuộc Napoléon 1806-1815

 Vương quốc Hai Sicilia (Bourbon phục hoàng) 1816-1861

 Vương quốc Ý 1861-1946

### Hy Lạp khai sinh và La Mã thu nhận
Napoli đã có mặt con người sinh sống từ thời kỳ đồ đá mới. Các khu định cư sớm nhất tại khu vực Napoli thuộc nền văn minh Mycenae được thành lập trong thiên niên kỷ thứ hai trước Công Nguyên. Về sau, những thực dân đảo Rhodes và Euboea ở thành phố Cumae gần đó (thuộc địa đầu tiên của người Hy Lạp trên bán đảo Ý) đã đến thành lập một cảng thương mại nhỏ gọi là Parthenope vào khoảng thế kỷ 8 TCN tại hòn đảo Megaride – mỏm đất chiến lược cho phép kiểm soát giao thông đường biển trong khu vực và phát triển thành một địa điểm giao thương thịnh vượng cũng như vai trò cảng quân sự trong hai thế kỷ tiếp theo, từ đây khu định cư phố cảng dần được mở rộng bao gồm cả khu vực đồi Echia lân cận. Vào thế kỷ 6 TCN, Parthenope được tái lập thành Neapolis, dần dần trở thành một trong những thành phố quan trọng nhất của Magna Graecia và hình thành cội nguồn cơ sở mà qua đó nền văn minh Hy Lạp đã nuôi dưỡng cho văn hóa La Mã non trẻ.
Neapolis phát triển nhanh chóng nhờ ảnh hưởng từ thành bang Siracusa hùng mạnh của Hy Lạp và trở thành đồng minh với Cộng hòa La Mã. Trong các cuộc Chiến tranh Samnite, thành phố lúc bấy giờ là một trung tâm buôn bán sầm uất đã bị người Samnite đánh chiếm; tuy nhiên, người La Mã sau đó sớm chiếm được thành trì từ tay họ và biến Neapolis trở thành thuộc địa của La Mã sau cuộc chinh phạt năm 326 TCN. Trong các cuộc Chiến tranh Punic, những bức tường thành vững chắc bao quanh Neapolis đã đẩy lùi lực lượng xâm lược của quân đội Cathage dưới sự chỉ huy của tướng Hannibal. Dù là thuộc địa nhưng Neapolis rất được người La Mã tôn trọng và vươn lên với vai trò trung tâm văn hóa hưng thịnh thu hút những người La Mã mong muốn hoàn thiện kiến thức về văn hóa Hy Lạp. Đại hội Isolympic tại Neapolis do Augustus khởi xướng vào năm 2 Công nguyên là phiên bản tương đương với các cuộc thi đấu thể thao tại Olympia, Hy Lạp (tiền thân của Thế vận hội Olympic ngày nay) và trở thành một trong những sự kiện thi đấu quan trọng nhất ở phần phía Tây của Đế quốc.
| “ | Napoli là thành phố duy nhất tại Tây La Mã tổ chức các cuộc thi đấu thể thao để vinh danh Augustus. Điều này không phải là do uy thế cá nhân của vị Hoàng đế hay vì bất cứ mục tiêu chính trị nào, mà là do bản sắc văn hóa Hy Lạp của thành phố. Trên thực tế, trong thời kỳ suy tàn chung của Chủ nghĩa Hy Lạp ở khắp các khu vực thuộc Magna Graecia và Sicilia, người dân thành Neapolis vẫn sử dụng ngôn ngữ, thể chế, tôn giáo, lễ nghi và tập quán Hy Lạp. Chính vì vậy, Neapolis có thể được xem là "Thành trì của nền văn minh Hy Lạp" tại phương Tây trong thời kỳ đầu tiên của Đế quốc La Mã. | ” |

Song song với việc duy trì ngôn ngữ và phong tục Hy Lạp của mình, Neapolis tiếp tục được mở rộng với các biệt thự La Mã trang nhã, đền đài, hệ thống cầu dẫn nước và nhà tắm công cộng. Thời kỳ này Kitô giáo bắt đầu nổi lên khi các tông đồ Phêrô và Phaolô đến thành phố. Hoàng đế cuối cùng của Tây La Mã, Romulus Augustulus, bị vua man tộc Odoacer đày đến Napoli vào thế kỷ 5.

### Byzantine và Công quốc Napoli

Bản đồ Nam Ý đầu thế kỷ 12.

Sau khi Đế quốc Tây La Mã sụp đổ, Napoli bị tộc người Giéc-manh xâm lược và sáp nhập vào Vương quốc Ostrogoth. Tuy nhiên, Belisarius của Đế quốc Đông La Mã đã tái chiếm lại Napoli vào năm 536. Trong các cuộc Chiến tranh Gothic, Totila chiếm được thành phố cho người Ostrogoth trong một thời gian ngắn, nhưng người Byzantine tiếp tục giành quyền kiểm soát khu vực này sau trận đồi Lactarius. Napoli được trông đợi sẽ giữ mối liên hệ với Quan trấn thủ Ravenna, đại diện quyền lực của Đông La Mã trên bán đảo Ý.
Sau khi Ravenna thất thủ, Công quốc Napoli được thành lập. Mặc dù văn hóa Hy Lạp vẫn tồn tại lâu dài nhưng Napoli dần chuyển lòng trung thành từ Constantinopolis sang Roma dưới thời Công tước Stefano II, đặt thể chế dưới quyền tôn chủ của giáo hoàng vào năm 763. Đầu thế kỷ 9 xảy ra nhiều xáo trộn với Đông La Mã về quyền kế vị của Napoli, công quốc dần giành được độc lập hoàn toàn vào cùng thế kỷ. Napoli liên minh với người Hồi Saracen vào năm 836 để đẩy lùi cuộc bao vây của quân Lombard từ Công quốc Benevento lân cận. Tuy nhiên trong những năm 850, người Hồi Ả Rập đã tiến hành cướp phá thành phố và lấy đi một lượng lớn tài sản. Công quốc nằm dưới sự kiểm soát trực tiếp của người Lombard trong một thời gian ngắn trước khi các công tước chịu ảnh hưởng văn hóa Hy-La phục hồi chức vị. Đến thế kỷ 11, Napoli sử dụng lính đánh thuê người Norman để chiến đấu với các đối thủ mình. Đến năm 1137, người Norman gây được ảnh hưởng lớn ở Ý, chiếm được các thành trì và công quốc như Capua, Benevento, Salerno, Amalfi, Sorrento và Gaeta; cũng vào năm này, Napoli – công quốc độc lập cuối cùng ở phía nam bán đảo Ý đã phải đầu hàng người Norman, do đó sáp nhập vào Vương quốc Sicilia, với Palermo là thủ đô.

### Người Norman và nhà Hohenstaufen
Năm 1189, Vương quốc Sicilia nằm trong cuộc tranh chấp kế vị giữa Tancredi (ngoài giá thú) với Nhà Hohenstaufen hoàng tộc người Đức, vì Hoàng tử Heinrich đã kết hôn với Công chúa Constanza là người thừa kế hợp pháp ngai vàng Sicilia. Năm 1191, Heinrich xâm lược Sicilia sau khi đăng quang với hiệu là Heinrich VI của Thánh chế La Mã và nhiều thành phố đầu hàng, nhưng Napoli đã kháng cự ông từ tháng 5 đến tháng 8 trước khi quân Đức bị dịch bệnh và buộc phải rút lui. Nhờ đó, Tancredi bất ngờ bắt được đương kim hoàng hậu Constanza và giam lỏng bà tại Lâu đài Trứng trước khi bà được thả vào tháng 5 năm 1192 dưới áp lực của Giáo hoàng Cêlestinô III. Năm 1194, cái chết của Tancredi mở đường cho vị hoàng đế bắt đầu chiến dịch mới và lần này Napoli đã đầu hàng mà không kháng cự, và cuối cùng Heinrich chinh phục thành công Sicilia, đặt toàn bộ vương quốc dưới sự cai trị của nhà Staufer.
Hoàng đế Fedirico đệ Nhị nhà Hohenstaufen chọn Palermo là nơi cư ngụ cũng như trung tâm quyền lực chính trị của mình, nhưng ông quyết định biến Napoli trở thành thành trung tâm tri thức của toàn vương quốc. Năm 1224, ông cho thành lập viện Đại học Napoli – đại học công lập đầu tiên của thế giới và trường đào tạo quản lý thế tục đầu tiên ở châu Âu, với mục đích độc lập khỏi quyền lực của Giáo hoàng. Xung đột giữa Nhà Staufer và Giáo hội đã khiến cho Napoli trở thành một phần của Đế quốc Angevin, sau khi Charles I nhà Anjou người Pháp – được Giáo hoàng tấn phong và ủng hộ, chiến thắng trước vua Manfredi con của Federico II (chết trong Trận Benevento 1266) và Conradin (nam thừa tự cuối cùng của Hohenstaufen, bị bắt và chém đầu năm 1288), chấm dứt thời trị vì của vương tộc Đức.

### Vương quốc Napoli và thời kỳ Angevin
Năm 1282, sau khi Sicilia nổ ra khởi nghĩa Vesper chống lại Charles I, Vương quốc Sicilia bị chia làm đôi. Đảo Sicilia trở thành Vương quốc Sicilia thuộc về người Aragon. Vua Charles I buộc phải chuyển thủ đô từ Palermo đến Napoli nơi ông cư trú tại Lâu đài Mới, tạo ra Vương quốc Sicilia thứ hai nhưng thường được gọi là Vương quốc Napoli – thuộc quyền của Đế quốc Angevin bao gồm phần phía nam của bán đảo Ý. Do niềm yêu thích lớn đối với kiến trúc, Charles I đã nhập khẩu các kiến trúc sư và công nhân người Pháp và chính cá nhân ông đã tham gia vào một số dự án xây dựng tại đây.
Các cuộc chiến tranh giữa 2 vương quốc kình địch tiếp tục cho đến Hòa ước Caltabellotta vào năm 1302, chứng kiến Federico III được công nhận là vua của Sicilia, trong khi Charles II được Giáo hoàng Bônifaciô VIII công nhận là vua của Napoli. Charles II và người thừa kế của ông là vua Roberto Thông Thái càng làm cho Napoli trở thành một trong những trung tâm văn hóa có ảnh hưởng nhất của châu Âu và Địa Trung Hải, thu hút các thương gia từ Pisa và Genova, hào chủ ngân hàng vùng Toscana, và một vài nghệ sĩ nổi bật nhất thời Phục Hưng lúc bấy giờ như Boccaccio, Petrarca và Giotto. Về sau, những bất ổn chính trị nội bộ cũng như các trận dịch hạch của đại dịch Cái Chết Đen đã khiến vương quốc suy yếu. Năm 1442, Alfonso V của vương triều Aragon chinh phục Napoli sau chiến thắng trước Renato vị vua nhà Anjou cuối cùng, chấm dứt triều đại Angevin kéo dài gần hai thế kỷ và Napoli được thống nhất với Sicilia một lần nữa.

### Vương triều Aragon
Vua Alfonso khải hoàn tiến vào thành phố vào tháng 2 năm 1443. Vương triều mới nâng cao vị thế thương mại của Napoli bằng cách thiết lập quan hệ với bán đảo Iberia cũng như biến nó thành thủ đô của Đế chế Địa Trung Hải mà ông trị vì. Những thành tựu từ việc mở rộng quảng bá văn hóa đã tạo động lực cho sự phát triển mạnh mẽ của các hoạt động nghệ thuật, Napoli trở thành một trong những trung tâm quan trọng của Phục Hưng Ý và nơi tiên phong của chủ nghĩa nhân văn mà sau đó lan rộng khắp các quốc gia lớn của châu Âu.
Để con trai Ferdinando I lên ngôi thuận lợi, Alfonso nhượng lại các đảo Sicilia, Sardegna và quần đảo Baleares cho anh trai mình là Juan II của Aragon. Ferdinando về mặt văn hóa đã hoàn toàn là người Ý, tiếp tục công việc xây dựng phát triển và bảo trợ của cha mình. Triều đại Alfonso và Ferdinando được đặc trưng bởi việc mở rộng chu vi thành phố và xây dựng bức tường thành hùng vĩ. Tuy nhiên sự ưa chuộng của dân chúng đối với những vị quân chủ Aragon cuối cùng rất khan hiếm thể hiện qua các triều đại ngắn ngủi của Fernando II và Federico nhà Aragon. Các cuộc chiến tranh Ý nổ ra làm đảo lộn địa chính trị châu Âu và vương quốc Napoli mất đi độc lập. Năm 1495 vua Charles VIII của Pháp hành quân và chiếm đóng được Napoli. Tuy nhiên, tình trạng này không tồn tại lâu khi người dân Napoli hân hoan chào đón quân Tây Ban Nha giành được thành phố từ tay người Pháp trong trận Garigliano năm 1503. Vua Fernando II của Aragon tuyên bố sáp nhập Napoli vào vương quốc hợp nhất giữa Castilla với Aragon và biến nó thành một thuộc quốc trung thành, mở ra chế độ phó vương tại Napoli.

### Chế độ phó vương và gia tộc Habsburg

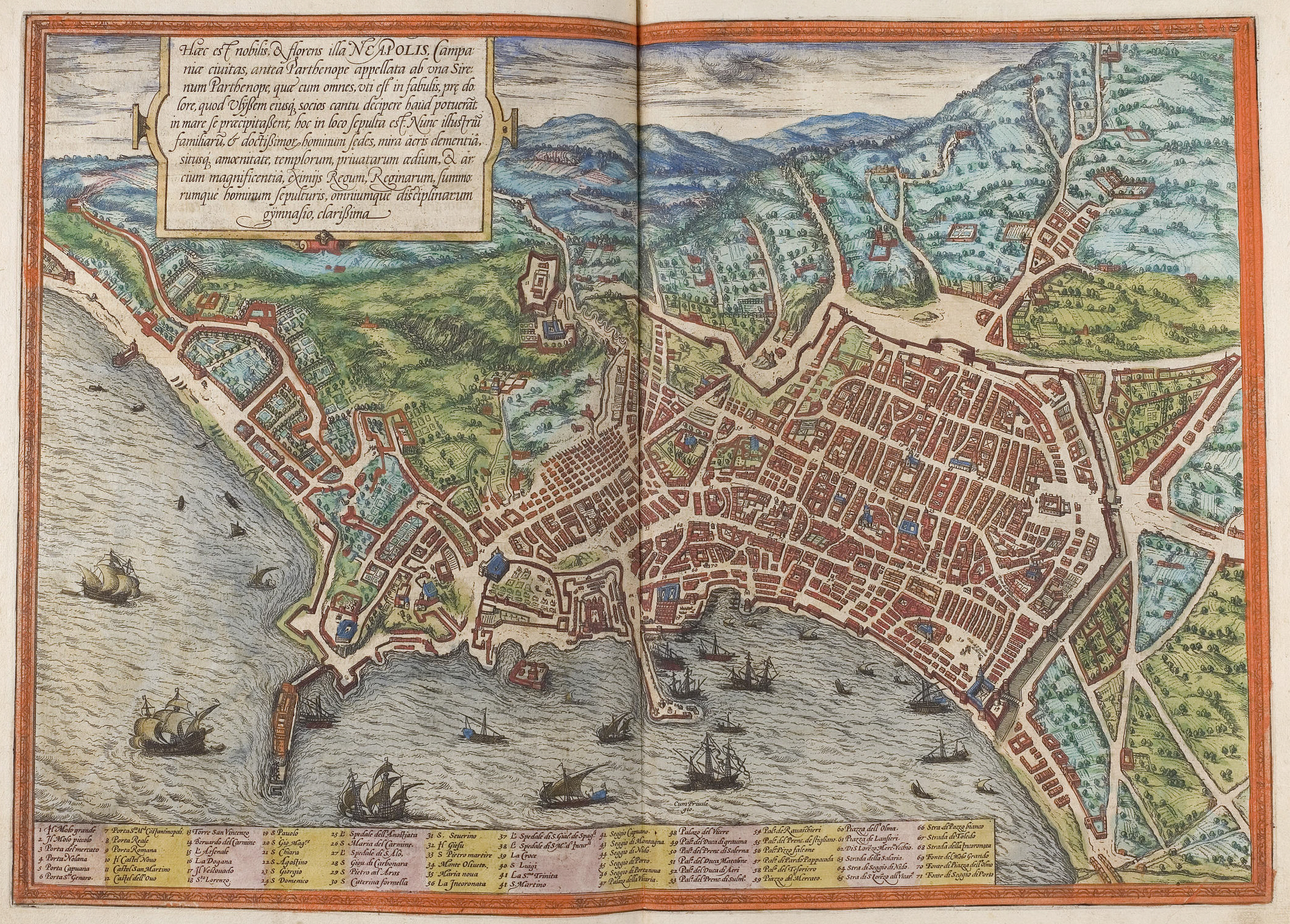
Bản đồ thành phố Napoli năm 1572.

Từ 1503 đến 1713, Madrid cử rất nhiều phó vương đến Napoli để thay mặt vua giải quyết các vấn đề địa phương và nhà Habsburg Tây Ban Nha vẫn tiếp tục duy trì như vậy. Thường được sử học xem là thời kỳ đen tối và thoái trào, tuy nhiên trên thực tế Napoli trong giai đoạn này chưa bao giờ rơi vào tình trạng tỉnh lẻ nhờ vào mở rộng kích thước đô thị và sự đa văn hóa, là thành trì tiên phong của đế quốc Tây Ban Nha chống lại chủ nghĩa bành trướng của Đế quốc Ottoman tại Trung Tây Địa Trung Hải. Quan trọng nhất trong số các phó vương là Pedro Álvarez de Toledo: ông ban hành cách đánh thuế nặng và ủng hộ thành lập Tòa án dị giáo, nhưng đồng thời cải thiện các điều kiện hạ tầng Napoli, củng cố và mở rộng các bức tường thành, xây các tòa nhà và pháo đài mới, về cơ bản biến Napoli vào năm 1560 thành thành trì vĩ đại nhất và kiên cố nhất của đế chế.
Napoli trong giai đoạn này cũng phải đối mặt với những mối đe dọa từ Liên minh Thần Thánh của Giáo hoàng Clêmentê VII, những cuộc đột kích cướp bóc của người Hồi Ottoman, thảm họa tự nhiên núi lửa động đất cùng dịch bệnh nghiêm trọng và nhiều cuộc nổi dậy của dân chúng. Đến thế kỷ 17, Napoli trở thành thành phố lớn thứ hai của châu Âu chỉ sau Paris và là một trung tâm văn hóa lớn của các nghệ sĩ như Caravaggio, Salvator Rosa và Gian Lorenzo Bernini, các triết gia như Bernardino Telesio, Giordano Bruno, Tommaso Campanella và Giambattista Vico. Cuộc cách mạng do ngư dân địa phương Masaniello lãnh đạo đã chứng kiến sự thành lập của nhà nước Cộng hòa Napoli vài tháng ngắn ngủi vào năm 1647 trước khi Tây Ban Nha tái lập sự cai trị. Trận đại dịch Napoli 1656 đã xóa gần một nửa số cư dân thành phố, tác động nghiêm trọng đến cấu trúc kinh tế-xã hội và bắt đầu thời kỳ suy vi.
Trong Chiến tranh Kế vị Tây Ban Nha, chi nhánh Áo gia tộc Habsburg chiếm được thành phố năm 1707 và chính thức thống trị sau Hiệp ước Utrecht 1713 khi Karl VI của Thánh chế La Mã được các cường quốc châu Âu công nhận là vua của Napoli và cai trị vương quốc từ Viên thông qua các phó vương của mình. Thời kỳ Áo ngắn ngủi đặc trưng bởi chính sách thuế nặng nề và hạn chế các tòa nhà thuộc nhà thờ và tu viện nhằm giải quyết vấn đề tồn đọng là thiếu nhà ở do dân số cao lúc bấy giờ là 310.000 người. Đến năm 1734 khi quân Áo thua trong Chiến tranh Kế vị Ba Lan, người Tây Ban Nha giành lại được Napoli và Sicilia bởi vua Carlos III nhà Bourbon bao gồm toàn bộ lãnh thổ miền Nam của Ý và đảo Sicilia theo sau Hiệp ước Vienna 1738.

### Vương triều Bourbon
Dưới thời Carlos III, Napoli đã khẳng định rõ ràng vai trò của mình như một kinh đô vĩ đại của châu Âu, đặc biệt là với một loạt các sáng kiến đô thị và kiến trúc lớn đầy tham vọng song hành với động lực kinh tế mới trong các khu vực bên ngoài các bức tường thành lúc bấy giờ nhưng quan trọng về mặt chiến lược đối với trung tâm lịch sử Napoli.
Thời kỳ Bourbon chứng kiến Napoli cùng với với thủ đô Paris của Pháp là những trung tâm vĩ đại nhất trong Kỷ nguyên Ánh Sáng. Trên thực tế, Napoli không chỉ đơn giản hấp thụ phong trào này mà ngược lại tạo ra phần lớn và đem lại sức sống cho những hình thức kiến trúc mới, những tư tưởng triết học mới và đặt nền móng cho kinh tế học và luật học hiện đại. Napoli đã từng là trung tâm quan trọng của triết học tự nhiên trong thời Phục Hưng, và bây giờ nó quay trở lại để tạo động lực mới cho tư duy của nhiều nhà nghiên cứu khác nhau, chẳng hạn như Mario Pagano, một trong những nhà luật khoa người Ý quan trọng nhất và các chính trị gia của thời đại cách mạng, phần lớn dựa trên tác phẩm của Giambattista Vico tuy nhiên loại bỏ các khía cạnh Kitô giáo trong triết học của ông.
Trong giai đoạn này, các cuộc khai quật khảo cổ học ở Herculaneum và Pompeii đã có ảnh hưởng to lớn trực tiếp trong việc hình thành chủ nghĩa tân cổ điển tầm cỡ thế giới mà ở Roma đã sẵn có hệ thống hóa lý thuyết theo phong cách này.

### Cộng hòa Parthenope và giai đoạn Napoléon

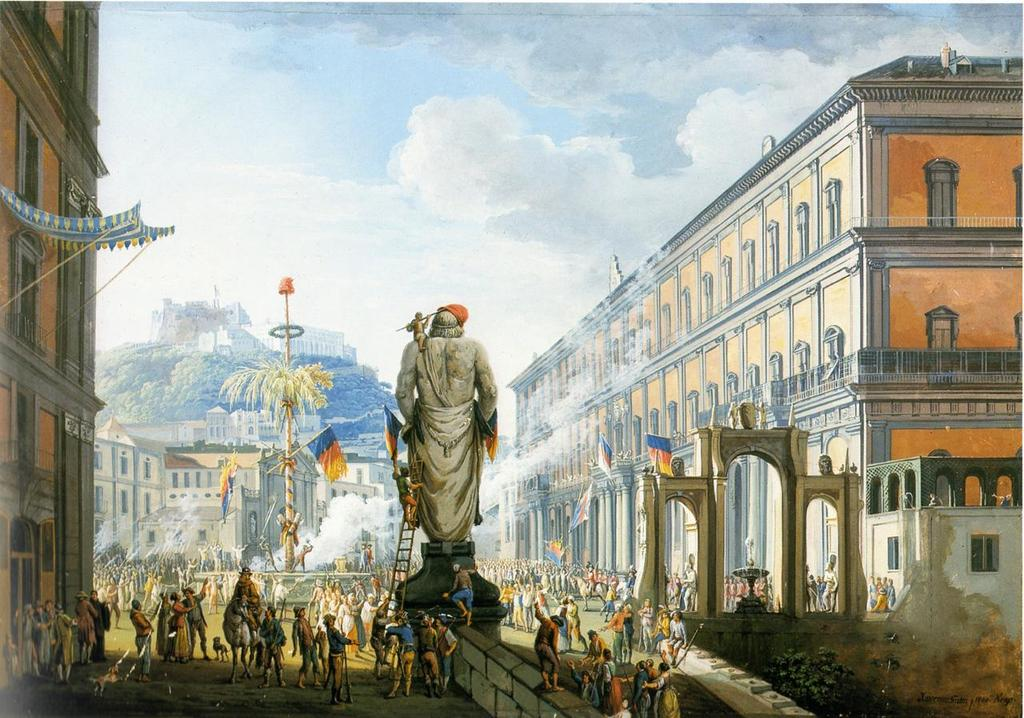
Một thoáng Napoli trong thời kỳ Cộng hòa Parthenope yểu mệnh năm 1799.

Ảnh hưởng của Cách mạng Pháp lan tới Napoli khiến cho Ferdinando IV buộc phải tháo chạy đến Palermo và được hạm đội Anh của đô đốc Horatio Nelson bảo trợ. Những người Cộng hòa đã chinh phục Lâu đài Sant'Elmo và tuyên bố lập nước Cộng hòa Parthenope, được Quân đội Pháp bảo trợ. Tuy nhiên, lazzaroni – tầng lớp thấp của Napoli rất sùng đạo và bảo hoàng ủng hộ nhà Bourbon đã nổ ra cuộc nội chiến với những người Jacobin và tầng lớp quý tộc Napoli ủng hộ nền Cộng hòa, họ gặt được thành công lớn khiến người Pháp buộc phải đầu hàng và quay về Toulon. Cuộc tái chiếm Napoli của Ferdinando được đánh dấu bằng cuộc đàn áp những ai ủng hộ tư tưởng Cộng hòa, bao gồm nhiều trí thức và giới quý tộc theo chủ nghĩa Khai Sáng.
Tuy nhiên chỉ 7 năm sau, Napoli lại bị người Pháp chinh phạt một lần nữa và lần này là bởi Napoléon Bonaparte trong các cuộc chiến tranh khắp phần lớn châu Âu. Ông đặt vương quốc Napoli dưới quyền trị vì của anh trai Joseph năm 1806 và sau đó là người em rể Joachim Murat năm 1808, sau khi Joseph tiếp nhận vương miện Tây Ban Nha. Vị tân vương của Napoli với tên địa phương là "Gioacchino Napoleone" đã được dân chúng đón nhận nồng nhiệt, họ đánh giá cao sự hiện diện đẹp mã của ông cũng như khí chất lạc quan, lòng dũng cảm, sở thích giải trí và những nỗ lực của vị nguyên soái trong việc giúp đỡ những người khốn khổ và cải thiện chất lượng sống của người dân, tuy nhiên Murat lại bị giới giáo sĩ chống đối và ghét bỏ. Là một nhà quy hoạch tuyệt vời, Murat đã thực hiện những dự án thay đổi bộ mặt đô thị Napoli một cách đáng kể trong thời gian trị vị ngắn ngủi của mình, xây dựng nhiều công trình phố xá, đường cầu, bờ kè và cải tạo thủy lực, các quảng trường và đại lộ được mở rộng, thành lập đài thiên văn, vườn bách thảo thành phố, và tiêu biểu nhất là Đại học Bách khoa Napoli – Khoa Kỹ thuật đầu tiên và lâu đời nhất tại Ý. Để hỗ trợ Napoléon và ngăn chặn nhà Bourbon khôi phục ngai vàng, Murat tuyên chiến với Đế quốc Áo nhưng cuối cùng đã bị đánh bại trong trận Tolentino. Tuy nhiên, dù cho thất bại thì sự can thiệp của Áo vào Ý đã khởi đầu chuỗi sự kiện dẫn đến chiến tranh thống nhất nước Ý của giữa thế kỷ 19 sau đó, cuộc chiến tranh Áo-Napoli cùng với Tuyên bố Rimini của Murat đã trở thành biểu tượng tiền thân đại diện cho tinh thần nước Ý.
| “                                                 | Hỡi người Ý! Đã đến lúc mà số phận cao đẹp của các bạn phải được hoàn thành. Sự minh chứng cuối cùng kêu gọi bạn trở thành một quốc gia độc lập. Từ dãy Alpơ đến eo biển Sicilia chỉ có một tiếng gọi: nền độc lập của nước Ý!... Tôi kêu gọi tất cả những người bằng hữu xung quanh tôi để chiến đấu. Tôi cũng kêu gọi những người suy ngẫm và quan tâm sâu sắc về quê hương của mình, để chuẩn bị và sắp xếp Hiến định và luật pháp điều hành một nước Ý hạnh phúc hiện hữu, một nước Ý độc lập! | ” |
| — Tuyên bố Rimini năm 1815 - Gioacchino Napoleone | |   |

### Bourbon phục hoàng – Vương quốc Hai Sicilia

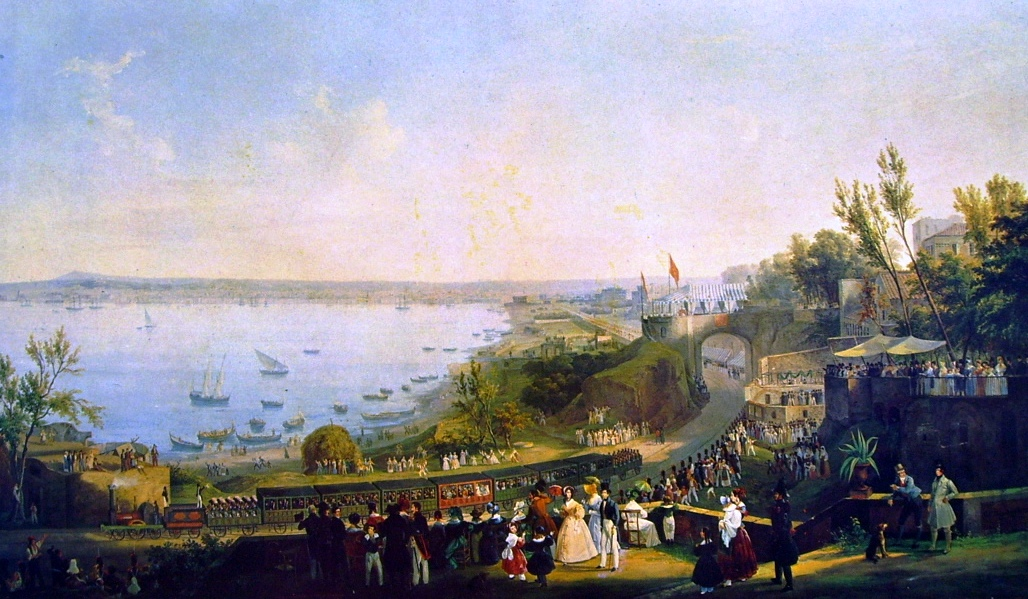
Khai trương tàu hỏa Napoli–Portici – tuyến đường sắt đầu tiên tại Ý.

Sau sự thất bại của Napoléon và Đại hội Viên diễn ra năm 1815 đã trao lại Napoli cho Ferdinando IV, nhà Bourbon một lần nữa giành lại ngai vàng và vương quốc. Năm 1816, ông thống nhất Napoli và Sicilia với tên gọi Vương quốc Hai Sicilia có thủ đô là Palermo nhưng chuyển đô đến Napoli vào năm tiếp theo, đồng thời bãi bỏ vương hiệu Ferdinando IV Napoli và Ferdinando III Sicilia để lấy hiệu chung chính thức mới là Ferdinando I của Hai Sicilia. Năm 1820 ở châu Âu là năm kích động chống lại chế độ quân chủ chuyên chế. Lo ngại trước xu hướng này, Ferdinando đã có những hành vi không rõ ràng, đầu tiên là đưa ra Hiến pháp và sau đó yêu cầu Áo giúp đỡ để rút lại và đàn áp phe chống đối. Thái độ này tiếp được lặp lại trong thời của cháu trai ông là Ferdinando II đã ban hành hiến chương, sau đó giải tán Quốc hội và đàn áp đẫm máu các cuộc nổi dậy năm 1848, củng cố chế độ chuyên chế. Trong thời kỳ này thành phố đã chứng kiến nhiều sự thúc đẩy trong nhiều lĩnh vực. Napoli trở thành thành phố đầu tiên trên bán đảo Ý có đường sắt năm 1839 với việc xây dựng tuyến đường sắt Napoli – Portici. Giống như phần còn lại của châu Âu, Napoli cũng bị ảnh hưởng bởi dịch tả chết người vào những năm 1835–37 và 1854–55; gây ra nhiều cuộc bạo loạn và nổi dậy. Sau khi Ferdinando II băng hà năm 1859, Francesco II trẻ tuổi kế vị ngai vàng – vị quân chủ cuối cùng của Vương quốc Hai Sicilia.

### Sáp nhập vào Vương quốc Ý thống nhất

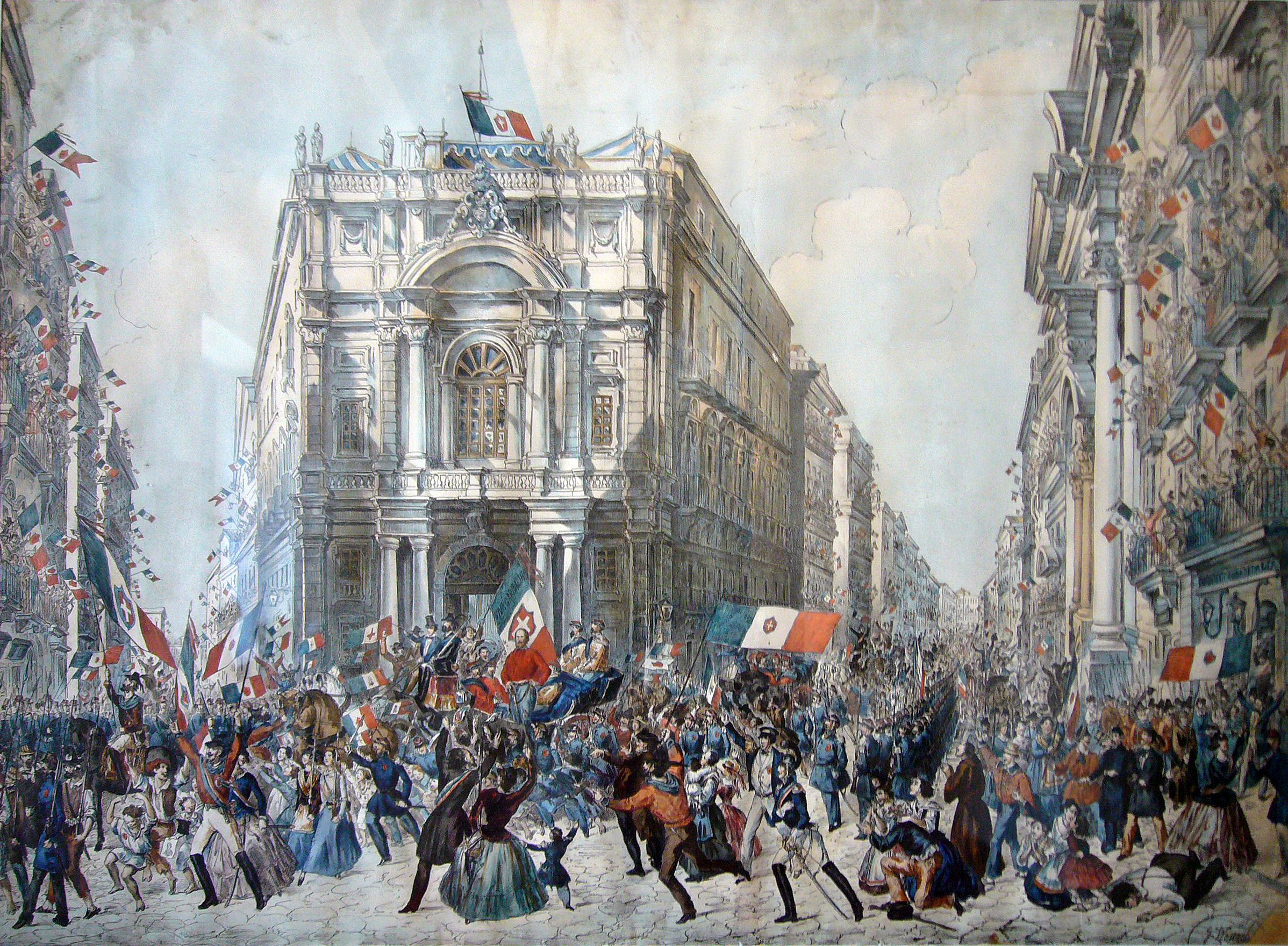
Garibaldi tiến vào Napoli vào ngày 7 tháng 9 năm 1860.

Năm 1860, Vương quốc Hai Sicilia là đối tượng của cuộc Viễn chinh Nghìn quân do Giuseppe Garibaldi lãnh đạo và sau đó bị Vương quốc Sardegna của nhà Savoia xâm lược. Francesco II buộc phải chạy khỏi Napoli, rút về Gaeta cùng với một phần quân đội của mình. Sau trận chiến Volturno và đỉnh điểm là cuộc vây hãm Gaeta, Napoli chính thức được sát nhập vào nước Ý non trẻ vào năm 1861, chấm dứt kỷ nguyên thống trị của Nhà Bourbon.
Năm 1864, Vương quốc Ý bị ràng buộc bởi Hiệp ước Tháng Chín với Đệ Nhị Đế chế Pháp của Napoléon III, buộc phải dời đô khỏi Torino. Napoli được xem là một trong hai lựa chọn được ưa chuộng cùng với Firenze (phòng thủ bởi dãy Appennini và bởi biển Tyrrhenum). Vì lý do chính trị Napoli được đa số nội các coi là ứng cử viên đặc biệt thích hợp, nhưng không nhận được sự ủng hộ của nhà vua. Vị quân vương cho rằng Firenze là thành phố phù hợp hơn với vai trò thủ đô lâm thời, quyết định này được ủy ban gồm năm vị tướng thông qua, vì Napoli sẽ không đủ khả năng phòng thủ với hạm đội Ý vốn không hề ngang tầm với hạm đội Pháp hoặc Anh.
| “                            | Tới Firenze thì sau 2 năm, sau 5 năm, thậm chí sau 6 nếu các khanh thích, chúng ta có thể nói lời chào tạm biệt dân Firenze để tiến về La Mã; nhưng không thể nào rời khỏi Napoli được vì nếu chúng ta đến đó, chúng ta sẽ bị buộc phải ở lại đó. Các khanh có muốn Napoli không? Nếu muốn nó thì hãy nhớ rằng, trước khi quyết định thành lập thủ đô ở Napoli, các khanh phải dứt khoát từ bỏ thành Roma mãi mãi. | ” |
| — Vittorio Emanuele II của Ý | |   |

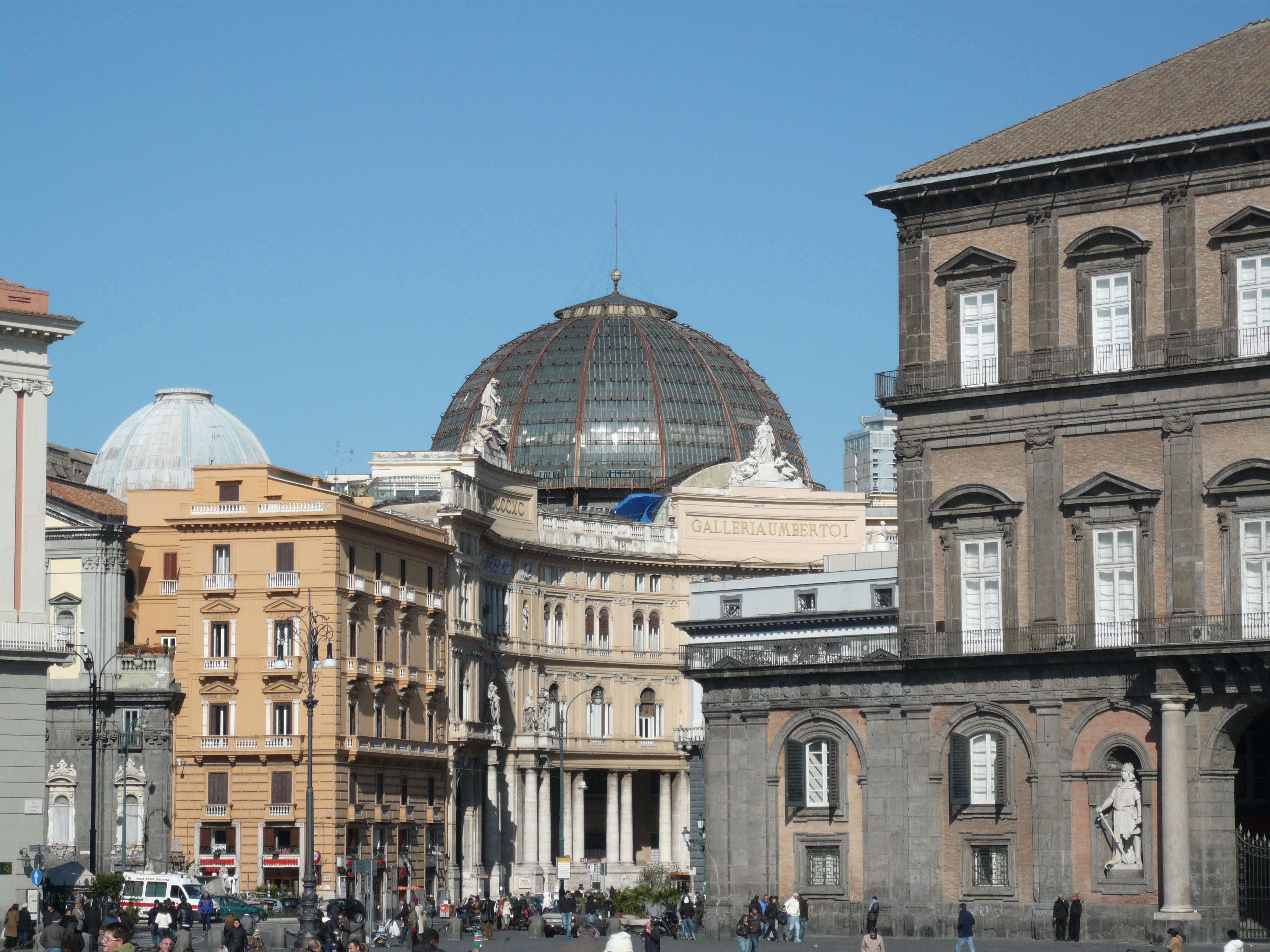
Nhà triễn lãm Umberto I – biểu tượng của tiến trình canh tân đô thị Risanamento

Việc áp dụng thuế và luật pháp từ hệ thống Piemonte cho toàn quốc đã gây ra cuộc khủng hoảng công nghiệp và xã hội sâu sắc. Nền kinh tế cựu Vương quốc Hai Sicilia rơi vào sa sút, dẫn đến làn sóng di cư chưa từng có, với ước tính khoảng 4 triệu người di cư khỏi khu vực Napoli từ năm 1876 đến năm 1913. Điều kiện y tế công cộng của thành phố ở một số khu vực nhất định rất kém, với nhiều trận dịch tả và sốt thương hàn gây ra cái chết của khoảng 48.000 người trong nửa thế kỷ 1834–1884. Để đối phó với vấn đề trên, cuộc canh tân đô thị risanamento ("tái vệ sinh thành phố") với mục tiêu cải thiện cơ sở hạ tầng thoát nước và thay thế những khu vực tập trung nhất bằng những con đường lớn và thoáng mát vì đây được coi là nguyên nhân chính gây ra tình trạng kém thông thoáng. Dự án tỏ ra khó hoàn thành cả về mặt chính trị và kinh tế do tham nhũng, tình trạng đầu cơ đất đai và bộ máy quan liêu trì trệ, tất cả những điều này đã khiến dự án mất vài thập kỷ để hoàn thành kèm với kết quả không được như mong đợi. Thời điểm lịch sử này rất trùng hợp với sự ra đời của nhiều buổi hòa nhạc cà phê (caffè-concerto) và một môi trường văn hóa xã hội năng động. Ngày 11 tháng 3 năm 1918 trong Chiến tranh thế giới thứ nhất, Napoli mặc dù ở rất xa khu vực xung đột đã bị ném bom bởi khí cầu L.58 hoặc LZ 104 của quân Đức khởi hành từ một căn cứ tại Bulgaria khiến 16 dân thường thiệt mạng.

### Thời kỳ Phát xít và Thế chiến thứ Hai

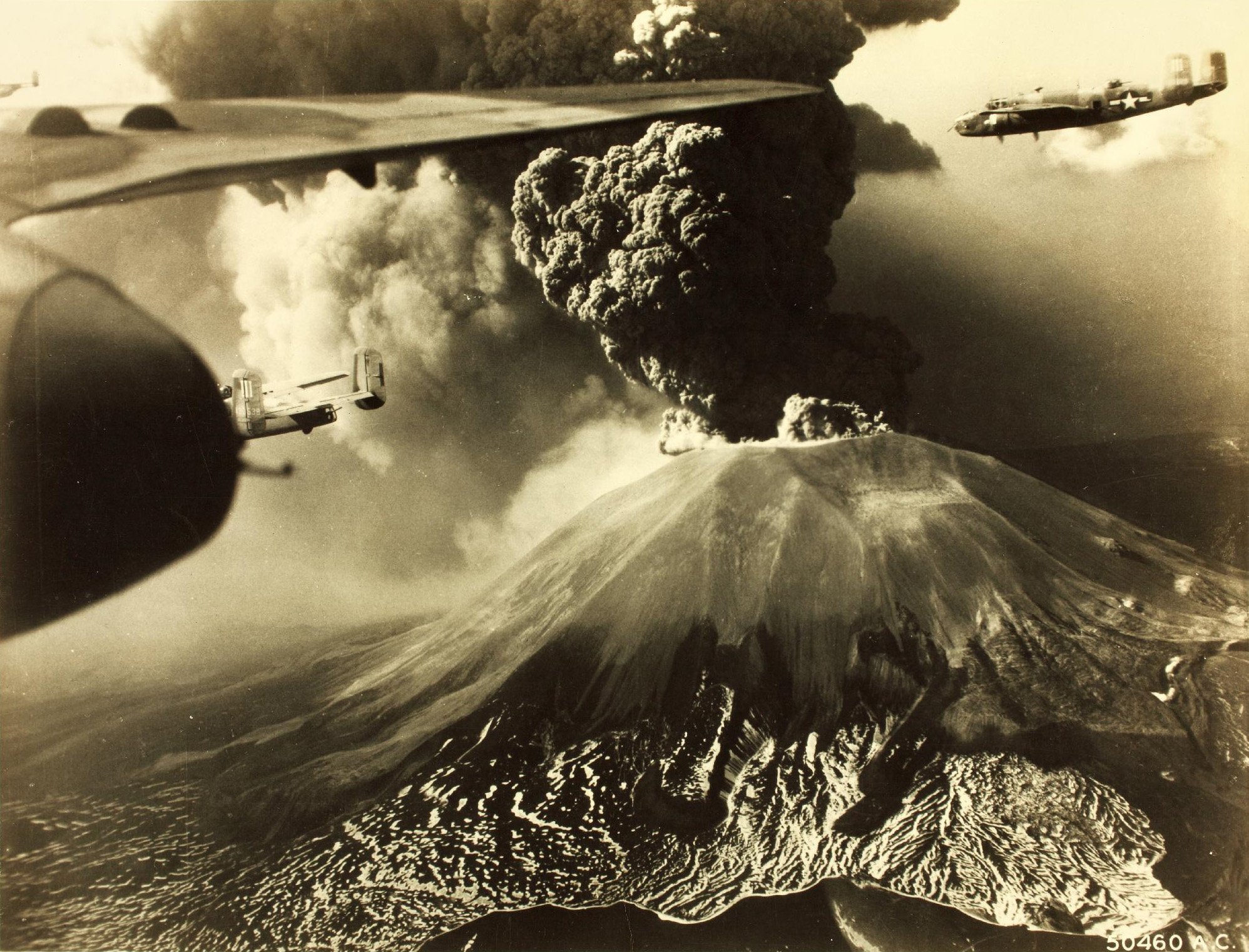
Phi cơ ném bom của Không lực Hoa Kỳ bay ngang qua núi lửa Vesuvius trong lần phun trào sau cùng của nó tháng 3 năm 1944.

Vào đầu những năm 1920, Napoli là trụ sở của một trong những tổ chức phong trào Phát xít lớn nhất của Ý và là nơi diễn ra cuộc họp mặt trọng đại của Đảng Phát xít quốc gia, chuẩn bị cho cuộc Hành quân tới Roma. Với sự dịch chuyển trọng tâm kinh tế và chính trị của đất nước về phía Nam, Mussolini tiến hành đổi mới đô thị sâu sắc nhằm biến Napoli thành "đế chế cảng" của Ý từ đó làm bàn đạp xâm lược thuộc địa. Những tòa nhà biểu tượng như Triển lãm Mostra d'Oltremare và tuyến đường sắt đầu tiên liên đô thị dưới lòng của Ý, được gọi là "đường sắt ngầm" nối Napoli–Pozzuoli.
Chính vì vai trò tầm vóc này mà trong Chiến tranh thế giới thứ hai, Napoli là thành phố hứng chịu số lượng bom đạn nặng nề nhất của Ý. Ngay sau khi Ý ký hiệp định đầu hàng quân Đồng Minh tháng 9 năm 1943, quân Đức nhanh chóng chiếm đóng toàn bộ Ý và áp đặt kiểm soát lên phần lớn quân đội nước này. Napoli là nơi đầu tiên cả nước diễn ra cuộc nổi dậy lịch sử của quần chúng được gọi là Bốn ngày Napoli (27–30 tháng 9 năm 1943) đánh đuổi quân Đức và giành được thành công vang dội, qua đó thúc đẩy phong trào kháng chiến chống lại Đức Quốc Xã. Thành phố được giải phóng hoàn toàn vào ngày 1 tháng 10 năm 1943, khi lực lượng Anh và Mỹ tiến vào thành phố. Người Đức rời đi đã đốt cháy thư viện đại học, cũng như Hiệp hội Hoàng gia Ý, phá hủy cục lưu trữ của thành phố. Những quả bom hẹn giờ được đặt trên khắp thành phố tiếp tục phát nổ vào tháng 11. Biểu tượng cho sự tái sinh của Napoli là việc xây dựng lại nhà thờ Thánh Chiara sau khi nhà thờ này đã bị phá hủy trong một cuộc tập kích ném bom của Quân đoàn Không quân Hoa Kỳ.

### Tái thiết Hậu chiến và Đương đại

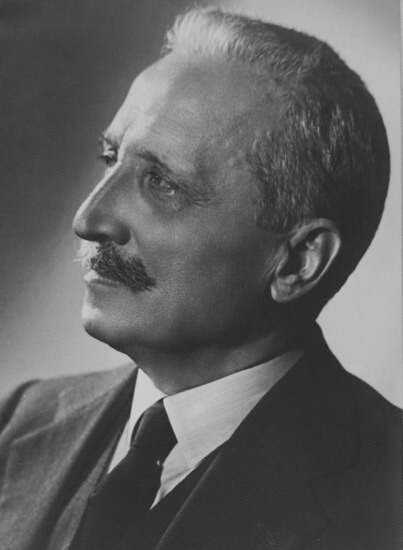
Tổng thống đầu tiên của nước Ý Enrico De Nicola là người Napoli.

Trong cuộc trưng cầu dân ý giữa quyết định giữ chế độ quân chủ hay trở thành nhà nước cộng hòa, Napoli bấy giờ có đến 904.000 người ủng hộ phương án đầu tiên (tỷ lệ cao nhất cả nước) do tư tưởng bảo hoàng vẫn còn rất mạnh mẽ ở miền Nam nói chung. Với chiến thắng đa số (54,27%) thuộc về lựa chọn cộng hòa, Enrico De Nicola đến từ Napoli được bầu làm tổng thống đầu tiên của nước Cộng hòa Ý.
Thành phố dần hồi phục sau sự tàn phá của chiến tranh, chứng kiến sự ra đời của hoạt động điện ảnh rất mạnh mẽ, có ảnh hưởng trên cả nước và quốc tế. Trận động đất Irpinia 1980 ảnh hưởng đến Napoli khiến một tòa nhà xây dựng nặng bị sập khiến 52 người thiệt mạng và ngành du lịch bị sụt giảm nghiêm trọng. Từ tình hình kinh tế và xã hội khó khăn như vậy đã khiến cho Camorra (tên gọi của mafia tại Napoli) vươn vòi mạnh mẽ. Nguồn vốn đặc biệt từ Quỹ dành cho miền Nam của chính phủ Ý đã tài trợ từ 1950 đến 1984, giúp nền kinh tế thành phố cải thiện phần nào. Tuy nhiên, tỷ lệ thất nghiệp cao tiếp tục ảnh hưởng đến Napoli. Năm 1994, thành phố đăng cai tổ chức G7 và hội nghị thế giới của Liên Hợp Quốc về chống tội phạm có tổ chức. Năm 1995, quận trung tâm tài chính Napoli được hoàn thành là cụm tòa nhà chọc trời đầu tiên ở Nam Âu.
Truyền thông Ý cho rằng các vấn đề khủng hoảng rác thải của thành phố là do hoạt động của Camorra, gây ra ô nhiễm môi trường và gia tăng nguy cơ ảnh hưởng sức khỏe. Chính phủ Silvio Berlusconi đã tổ chức các cuộc họp cấp cao tại Napoli năm 2007 để thể hiện ý định giải quyết những vấn đề này. Tuy nhiên, cuộc đại suy thoái 2009 làm trầm trọng thêm các vấn đề kinh tế-xã hội tại thành phố. Đến tháng 8 năm 2011, số người thất nghiệp ở khu vực Nappoli đã lên đến 250.000 người, làm dấy lên các cuộc biểu tình phản đối hiện trạng kinh tế. Những năm gần đây, Napoli đã tổ chức Diễn đàn Đô thị Thế giới lần thứ 6 vào tháng 9 năm 2012 và Đại hội Phi hành vũ trụ Quốc tế lần thứ 63 vào tháng 10 năm 2012. Năm 2013, nó là nơi tổ chức Diễn đàn Văn hóa Toàn cầu. Năm 2016 chứng kiến thành phố trở thành ngôi nhà của Học viện đào tạo phát triển Lập trình Apple – học viện iOS đầu tiên của cả châu Âu. Napoli cũng là nơi đăng cai tổ chức Thế vận hội Đại học mùa hè 2019.

## Địa lý tự nhiên và địa hình

### Vị trí và địa hình
Thành phố tọa lạc tại trung tâm Vịnh Napoli cách thủ đô Roma khoảng 230 km về phía đông nam, với núi lửa Vesuvius và bán đảo Sorrento ở phía đông, và dải cánh đồng hõm chảo miệng núi lửa Phlegraei ở phía tây, phía tây bắc giáp với sườn nam của đồng bằng Campania kéo dài từ hồ Patria đến khu vực Nola. Giới hạn địa phận của thành phố Napoli nằm giữa cánh đồng Hỏa Diệm Phlegraei và phức hợp núi lửa Somma-Vesuvius. Đây là khu vực có lịch sử địa chất rất phức tạp, và lớp nền đất vùng Napoli nổi tiếng có nguồn gốc núi lửa và là sản phẩm của hàng loạt các vụ phun trào từ hai khu phức hợp trên.
Lãnh thổ thành phố được cấu thành bởi rất nhiều ngọn đồi, điển hình nhất như đồi Vomero 250m tại khu vực trung tâm, Capodimonte 150m ở phía Bắc, Posilippo 78m tại bờ tây nam, và nơi cao nhất Napoli là đồi Camaldoli 457m nằm ở khu vực ngoại ô phía Tây, ngoài ra còn bao gồm các hòn đảo (như Nisida, Gaiola, một vài đảo Phlegraei) và bán đảo (như Baia Trentaremi) nhìn ra biển Tyrrhenum, giáp với các thị trấn cảng Pozzuoli và Baia. Những con sông nhỏ trước đây đi qua trung tâm thành phố đã bị bồi lấp trong quá trình xây dựng. Sorrento và bờ biển Amalfi nằm ở phía nam thành phố, trong khi các tàn tích La Mã như Herculaneum và Pompeii cũng có thể được nhìn thấy gần đó.
Napoli từ lâu đã là một ngã tư Địa Trung Hải trọng yếu, không chỉ là điểm xuất phát của nhiều chuyến phà hay tàu cánh ngầm đến các đảo xung quanh (như Procida, Capri và Ischia) mà còn là đầu tuyến hàng hải đến các vùng địa lý khác như Sardegna, Sicilia, Quần đảo Eolie, Quần đảo Ponza, Corse và Tunisia.

### Núi Vesuvius
Cách Napoli 9 km về phía đông là núi Vesuvius tọa lạc bên bờ Vịnh Napoli – một trong những núi lửa nổi tiếng nhất thế giới và là ngọn núi lửa duy nhất còn hoạt động trên lãnh thổ châu Âu lục địa. Núi có hình dạng "lưng gù" đặc trưng, bao gồm "Đại Nón" (Gran Cono) 1.281 mét được bao bọc một phần bởi vành dốc hõm chảo là tàn tích sụp đổ của miệng núi lửa cũ gọi là núi Somma hiện cao 1.132 mét, vì lý do này núi lửa Vesuvius còn được gọi là "phức hợp Somma-Vesuvius". Đại Nón – nón trung tâm mới của Vesuvius – là kết quả của vụ phun trào năm 79, được xem là một trong những vụ phun trào nổi tiếng nhất trong lịch sử thế giới. Với sức mạnh hủy diệt khủng khiếp, Vesuvius đã phun ra một đám mây chứa đầy mạt vụn núi lửa và khí núi lửa siêu nóng đến độ cao 33 km, bắn ra dung nham, đá núi lửa, đá bọt dạng bột và tro nóng với khối lượng 1,5 triệu tấn mỗi giây, giải phóng năng lượng nhiệt gấp 100.000 lần hai vụ ném bom nguyên tử xuống Hiroshima và Nagasaki cộng lại, xóa sổ các thành phố Pompeii, Herculaneum, Oplontis và Stabiae cũng như chôn vùi nhiều khu định cư La Mã khác bên dưới những lớp mạt vụn và đá tro ngưng tụ.

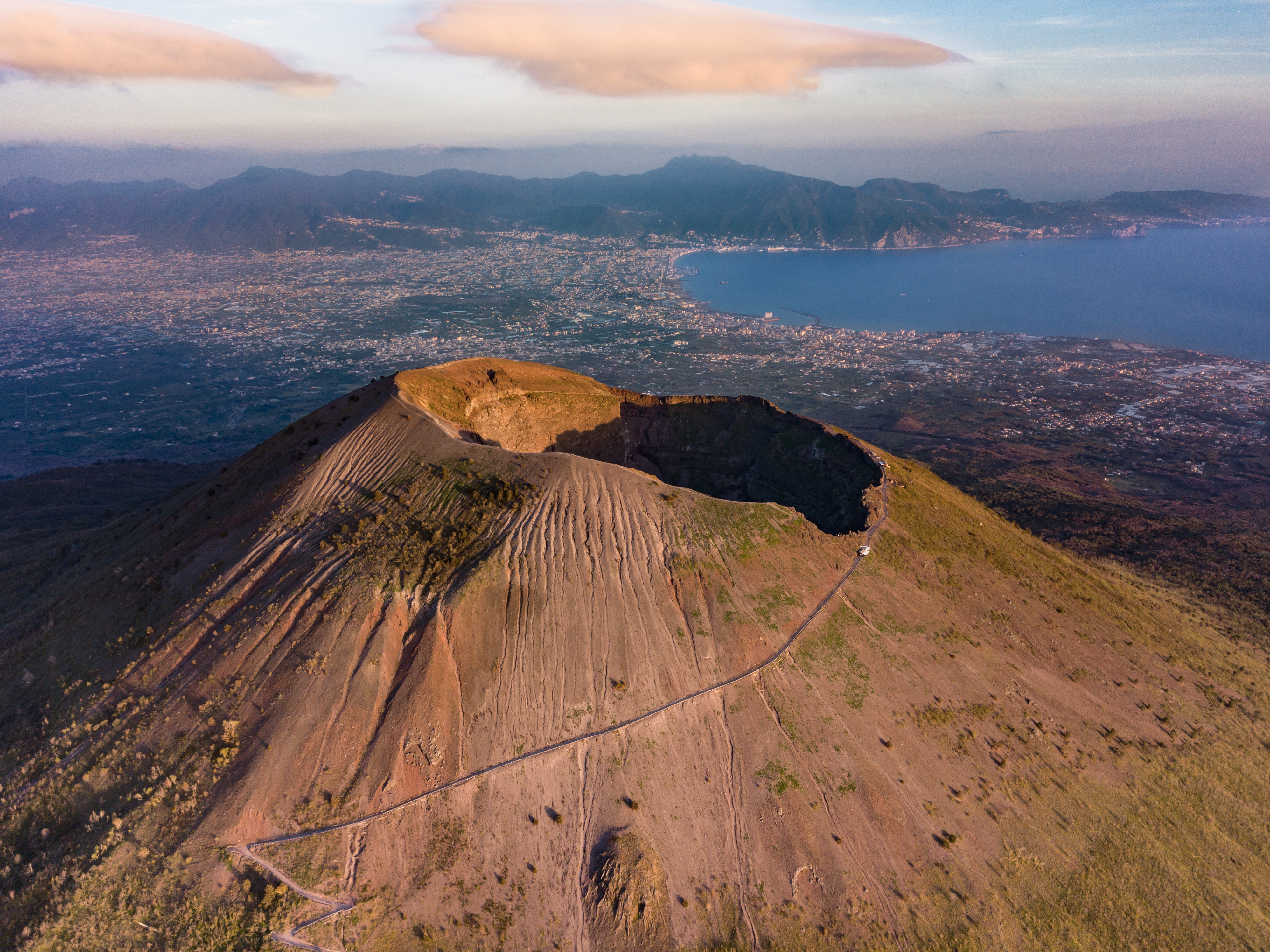
Đỉnh "Đại Nón" (Gran Cono), phía sau là khu vực Pompeii và bán đảo Sorrento.

Vesuvius vẫn được xem là núi lửa đang hoạt động, mặc dù hoạt động hiện tại của nó chủ yếu tạo ra các đám hơi nước giàu lưu huỳnh từ các lỗ thông hơi và vết nứt của miệng núi lửa. Nó là ngọn núi lửa duy nhất trên phần đất liền của châu Âu đã từng phun trào trong hàng trăm năm qua. Ngày nay, nó là một trong những ngọn núi lửa nguy hiểm nhất trên thế giới vì dân số hơn 3 triệu người sống ở các đô thị xung quanh đủ gần để chịu ảnh hưởng bởi một vụ phun trào, trong đó hơn 600.000 người nằm trong "vùng đỏ" nguy hiểm trực tiếp, khiến nơi đây trở thành khu vực núi lửa đông dân cư nhất trên thế giới, kèm với xu hướng phun trào bùng nổ dữ dội, được gọi là phun trào kiểu Plinius hoặc kiểu Vesuvius (Plinian/Vesuvian eruptions).
Vesuvius được xem là biểu tượng nổi tiếng nhất của Napoli, mặc dù trên thực tế ngọn núi không bao gồm trong địa giới chính thức của thành phố. Nó là thành phần trực quan nổi bật nhất trong cảnh quan của vịnh Napoli. Vesuvius được người Hy Lạp và La Mã cung hiến cho người anh hùng á thần Heracles/Hercules trong thần thoại (tiếng Ý: Ercole) và từ đó đặt tên cho Herculaneum (nghĩa là "thành phố của Hercules") được xây dựng bên cạnh trên nền chân núi, ngày nay là Ercolano.

### Vành đai núi lửa và nguy cơ hiểm họa
Ngoài Vesuvius ở phía đông, một thực thể nguy hiểm tiềm tàng khác nằm ở phía tây có tên gọi Cánh đồng Phlegraei là vùng hõm chảo khổng lồ – siêu núi lửa cổ xưa bao gồm dải 24 miệng núi lửa lớn nhỏ, thường diễn ra các hoạt động nhiệt dịch, giải phóng khí gas cũng như hiện tượng nâng lên và chìm xuống của đất liền theo thời gian. Hiện tại khu vực này có thể tham quan bằng đường bộ, nó chứa nhiều khói và có thể nhìn thấy hơi nước bốc ra cũng như hơn 150 vũng bùn đang sôi. Với vị thế địa lý vành đai núi lửa đặc biệt này, vùng đô thị Napoli là một trong những khu vực nguy hiểm nhất thế giới và là đối tượng chịu nhiều nguy cơ đe dọa từ các vụ phun trào và nguy cơ địa chấn.
Để lường trước các rủi ro thảm họa, các kế hoạch sơ tán cho thành phố đang được nghiên cứu. Tuy nhiên, vấn đề nan giải sẽ phải đối mặt ngoài số lượng dân cư khổng lồ là khi nào bắt đầu cuộc đại di tản này: nếu bắt đầu quá muộn, hàng triệu người có thể thiệt mạng; trong khi nếu bắt đầu quá sớm, các dấu hiệu của một vụ phun trào có thể trở thành báo động giả. Nhiều nỗ lực liên tục đang được chính phủ thực hiện để giảm dân số sống trong vùng đỏ, bằng cách phá bỏ các tòa nhà xây dựng trái phép, thành lập vườn quốc gia xung quanh toàn bộ núi lửa để ngăn chặn việc xây cất trong tương lai và cung cấp đủ các biện pháp khuyến khích tài chính cho những người chuyển đi nơi khác. Một trong những mục tiêu cơ bản là giảm thời gian cần thiết để di tản khỏi khu vực xuống còn 2-3 ngày trong vòng hai mươi đến ba mươi năm tới. Đài quan sát Vesuvius có nhiệm vụ giám sát chặt chẽ các thực thể núi lửa này nhờ mạng lưới rộng lớn các trạm đo đạc địa chấn và trọng lực, kết hợp mảng trắc địa GPS và radar tổng hợp dựa trên vệ tinh để đo lường những dao động trên mặt đất, các cuộc khảo sát địa vật lý cũng như phân tích hóa học khí thải ra từ các lỗ phun. Tất cả nhằm mục đích theo dõi cẩn thận và liên tục trạng thái lò magma bên dưới các núi lửa.

### Khí hậu
Napoli sở hữu lằn ranh giữa khí hậu Địa Trung Hải và cận nhiệt đới ẩm trong phân loại khí hậu Köppen, vì chỉ có hai tháng mùa hè với lượng mưa dưới 40mm, khiến nó không bị phân loại rạch ròi là cận nhiệt đới ẩm hay kiểu Địa Trung Hải. Số lượng ngày nắng dồi dào trong năm của thành phố trung bình vào khoảng 250 ngày. Khí hậu và thổ nhưỡng của Vịnh Napoli đã khiến khu vực này trở nên nổi tiếng trong thời La Mã, khi các hoàng đế như Claudius và Tiberius thường đi nghỉ mát gần thành phố. Khí hậu nơi đây là sự giao thoa giữa các đặc điểm hải dương và lục địa, một kiểu đặc trưng của bán đảo Ý. Đặc điểm hải hương có mùa đông ôn hòa nhưng đôi khi gây ra mưa lớn, đặc biệt là vào các tháng thu và đông trong khi mùa hè khá giống với các khu vực nội địa xa hơn về phía bắc của quốc gia với nhiệt độ và độ ẩm cao. Ảnh hưởng của lục địa vẫn đảm bảo nhiệt độ cao nhất vào mùa hè trung bình gần 30 °C (86 °F), và Napoli nằm trong phạm vi khí hậu cận nhiệt đới với trung bình hàng ngày vào mùa hè trên 22 °C (72 °F) với ngày nóng, đêm ấm và thỉnh thoảng có dông vào mùa hè. Mùa đông ôn hòa với tuyết rất hiếm khi rơi trong thành phố mà thường đọng lại trên đỉnh núi Vesuvius. Tháng 11 là tháng ẩm ướt nhất ở Napoli trong khi tháng 7 là khô nhất.
| Dữ liệu khí hậu của Napoli-Capodichino, phường ngoại ô thành phố (độ cao: 72 mét (236 foot) so với mực nước biển.) | Dữ liệu khí hậu của Napoli-Capodichino, phường ngoại ô thành phố (độ cao: 72 mét (236 foot) so với mực nước biển.) | Dữ liệu khí hậu của Napoli-Capodichino, phường ngoại ô thành phố (độ cao: 72 mét (236 foot) so với mực nước biển.) | Dữ liệu khí hậu của Napoli-Capodichino, phường ngoại ô thành phố (độ cao: 72 mét (236 foot) so với mực nước biển.) | Dữ liệu khí hậu của Napoli-Capodichino, phường ngoại ô thành phố (độ cao: 72 mét (236 foot) so với mực nước biển.) | Dữ liệu khí hậu của Napoli-Capodichino, phường ngoại ô thành phố (độ cao: 72 mét (236 foot) so với mực nước biển.) | Dữ liệu khí hậu của Napoli-Capodichino, phường ngoại ô thành phố (độ cao: 72 mét (236 foot) so với mực nước biển.) | Dữ liệu khí hậu của Napoli-Capodichino, phường ngoại ô thành phố (độ cao: 72 mét (236 foot) so với mực nước biển.) | Dữ liệu khí hậu của Napoli-Capodichino, phường ngoại ô thành phố (độ cao: 72 mét (236 foot) so với mực nước biển.) | Dữ liệu khí hậu của Napoli-Capodichino, phường ngoại ô thành phố (độ cao: 72 mét (236 foot) so với mực nước biển.) | Dữ liệu khí hậu của Napoli-Capodichino, phường ngoại ô thành phố (độ cao: 72 mét (236 foot) so với mực nước biển.) | Dữ liệu khí hậu của Napoli-Capodichino, phường ngoại ô thành phố (độ cao: 72 mét (236 foot) so với mực nước biển.) | Dữ liệu khí hậu của Napoli-Capodichino, phường ngoại ô thành phố (độ cao: 72 mét (236 foot) so với mực nước biển.) | Dữ liệu khí hậu của Napoli-Capodichino, phường ngoại ô thành phố (độ cao: 72 mét (236 foot) so với mực nước biển.) |
| Tháng | 1 | 2 | 3 | 4 | 5 | 6 | 7 | 8 | 9 | 10 | 11 | 12 | Năm |
| --- | --- | --- | --- | --- | --- | --- | --- | --- | --- | --- | --- | --- | --- |
| Cao kỉ lục °C (°F)                                                                                                 | 21.1 (70.0) | 22.8 (73.0) | 27.8 (82.0) | 27.4 (81.3) | 34.8 (94.6) | 37.4 (99.3) | 39.0 (102.2) | 40.0 (104.0) | 37.2 (99.0) | 31.5 (88.7) | 26.0 (78.8) | 24.4 (75.9) | 40.0 (104.0) |
| Trung bình ngày tối đa °C (°F)                                                                                     | 13.0 (55.4) | 13.1 (55.6) | 15.6 (60.1) | 17.4 (63.3) | 23.0 (73.4) | 26.5 (79.7) | 29.8 (85.6) | 30.8 (87.4) | 26.8 (80.2) | 22.7 (72.9) | 17.3 (63.1) | 14.3 (57.7) | 20.9 (69.6) |
| Trung bình ngày °C (°F)                                                                                            | 8.7 (47.7) | 8.8 (47.8) | 11.0 (51.8) | 12.9 (55.2) | 17.8 (64.0) | 21.3 (70.3) | 24.3 (75.7) | 24.9 (76.8) | 21.4 (70.5) | 17.1 (62.8) | 12.5 (54.5) | 9.9 (49.8) | 15.9 (60.6) |
| Tối thiểu trung bình ngày °C (°F)                                                                                  | 4.4 (39.9) | 4.5 (40.1) | 6.3 (43.3) | 8.4 (47.1) | 12.6 (54.7) | 16.2 (61.2) | 18.8 (65.8) | 19.1 (66.4) | 16.0 (60.8) | 12.1 (53.8) | 7.8 (46.0) | 5.6 (42.1) | 11.0 (51.8) |
| Thấp kỉ lục °C (°F)                                                                                                | −5.6 (21.9) | −3.8 (25.2) | −3.6 (25.5) | 0.8 (33.4) | 5.0 (41.0) | 9.0 (48.2) | 11.2 (52.2) | 11.4 (52.5) | 5.6 (42.1) | 2.6 (36.7) | −3.4 (25.9) | −4.6 (23.7) | −5.6 (21.9) |
| Lượng Giáng thủy trung bình mm (inches)                                                                            | 92.1 (3.63) | 95.3 (3.75) | 77.9 (3.07) | 98.6 (3.88) | 59.0 (2.32) | 32.8 (1.29) | 28.5 (1.12) | 35.5 (1.40) | 88.9 (3.50) | 135.5 (5.33) | 152.1 (5.99) | 112.0 (4.41) | 1.008,2 (39.69) |
| Số ngày giáng thủy trung bình (≥ 1.0 mm)                                                                           | 9.3 | 9.1 | 8.6 | 9.3 | 6.1 | 3.3 | 2.4 | 3.7 | 6.1 | 8.5 | 10.2 | 9.9 | 86.5 |
| Số giờ nắng trung bình tháng                                                                                       | 114.7 | 127.6 | 158.1 | 189.0 | 244.9 | 279.0 | 313.1 | 294.5 | 234.0 | 189.1 | 126.0 | 105.4 | 2.375,4 |
| Nguồn: Servizio Meteorologico và Cơ quan Quản lý Khí quyển và Đại dương Quốc gia (1961-1990, độ ẩm)                | | | | | | | | | | | | | |

| Tháng 1           | Tháng 2           | Tháng 3           | Tháng 4           | Tháng 5           | Tháng 6           | Tháng 7           | Tháng 8           | Tháng 9           | Tháng 10          | Tháng 11          | Tháng 12          | TB Năm            |
| ----------------- | ----------------- | ----------------- | ----------------- | ----------------- | ----------------- | ----------------- | ----------------- | ----------------- | ----------------- | ----------------- | ----------------- | ----------------- |
| 14,6 °C (58,3 °F) | 13,9 °C (57,0 °F) | 14,2 °C (57,6 °F) | 15,6 °C (60,1 °F) | 19,0 °C (66,2 °F) | 23,6 °C (74,5 °F) | 25,9 °C (78,6 °F) | 26,0 °C (78,8 °F) | 24,9 °C (76,8 °F) | 21,5 °C (70,7 °F) | 19,2 °C (66,6 °F) | 16,4 °C (61,5 °F) | 19,6 °C (67,3 °F) |

## Cảnh quan thành phố

### "Thấy Napoli rồi chết"
"Vedi Napoli e poi muori" (tiếng Anh: "See Naples and die") có nghĩa rằng: "một khi ai đã nhìn thấy được thành phố Napoli, người ấy đã có thể mãn nguyện ra đi thanh thản, không còn gì để luyến tiếc và vướng bận, vì không gì khác có thể sánh được vẻ đẹp của Napoli". Napoli là chốn giao thoa hội tụ giữa các giá trị đồ sộ về di tích lịch sử, nghệ thuật, khảo cổ, di sản văn hóa tuyệt vời mang tầm đẳng cấp thế giới cộng với những cảnh trí danh thắng hùng vĩ nên thơ được thiên nhiên trù phú ban tặng, sự kết hợp đặc biệt này đã tạo nên câu nói thành danh trên – dùng để biểu cảm và nhấn mạnh cho vẻ đẹp độc đáo của thành phố, đồng thời nó cũng có thể ám chỉ đến sự hoàn thành tâm nguyện của một mong muốn quan trọng nào đó đến mức những sự tồn tại khác bên ngoài tâm nguyện ấy cũng không còn thiết tha ý nghĩa gì. Đại văn hào lỗi lạc thế giới người Đức Johann Wolfgang von Goethe đã trích dẫn lại câu ngạn ngữ nổi tiếng trên một cách đầy cảm xúc và ấn tượng khi đến thăm Napoli năm 1787 trong chuyến hành trình du ngoạn đến Ý của mình.
Lịch sử của Napoli được thể hiện như một mô hình thu nhỏ của lịch sử châu Âu được tạo thành từ các nền văn minh, các dân tộc và nhiều nền văn hóa khác nhau, in lên dấu ấn rõ nét của họ đọng lại trong hình hài khối di sản đồ sộ nổi bật của thành phố. Napoli cho đến nay là một trong những tòa thành có mật độ tài nguyên văn hóa, nghệ thuật và di tích cao nhất thế giới, được định nghĩa là "một thành phố có quá nhiều lịch sử để quản lý". Trung tâm cổ kính của Napoli là sự hội tụ của thời gian, của nghệ thuật và biểu hiện đô thị trong khoảng ba nghìn năm, có ảnh hưởng sâu sắc đến châu Âu kể từ thời cổ đại. Trải qua ba thiên niên kỷ đã lưu lại đây rất nhiều công trình hùng vĩ, từ các lâu đài thời Trung Cổ đến những tàn tích cổ đại xa xưa, và một loạt các địa điểm văn hóa và lịch sử quan trọng xung quanh, bao gồm Cung điện Caserta và tàn tích La Mã Pompeii và Herculaneum. Các hình thức kiến trúc nổi bật nhất có thể nhìn thấy ở Napoli ngày nay là phong cách Trung Cổ, Phục Hưng và Baroque.

### Lâu đài và pháo đài
Napoli là thành phố duy nhất trên thế giới có 7 tòa lâu đài nằm bên trong giới hạn địa phận của mình, từng hình thành nên một hệ thống phòng thủ vững chắc trong suốt chiều dài lịch sử, chúng bao gồm Lâu đài Trứng (Castel dell'Ovo), Lâu đài Mới (Castel Nuovo), Lâu đài Capuano (Castel Capuano), Lâu đài Thánh Elmo (Castel Sant'Elmo), Lâu đài Carmine (Castello del Carmine), Lâu đài Nisida (Castello di Nisida) và Pháo đài Vigliena (Forte di Vigliena), mà từ đó Napoli còn có biệt danh là "Thành phố của 7 tòa lâu đài" (Città dei Sette Castelli).
Cổ kính nhất là Lâu đài Trứng nổi bật trong quang cảnh vịnh Napoli, tên của nó bắt nguồn từ truyền thuyết thời Trung Cổ về nhà thơ La Mã cổ đại Vergilius đã đặt quả trứng ma thuật vào nền móng để hỗ trợ công trình pháo đài và nếu quả trứng này bị vỡ, lâu đài sẽ bị phá hủy và một loạt các sự kiện thảm khốc tai ương sẽ xảy đến với Napoli. Hòn đảo nhỏ này trở thành một phần của biệt thự La Mã sang trọng của Lucullus và sau đó là địa điểm lưu đày của Romulus Augustulus vị hoàng đế cuối cùng. Lâu đài Trung Cổ đầu tiên do người Norman xây vào thế kỷ 12, sau đó trải qua nhiều cuộc tái cấu trúc quan trọng khác dưới thời Aragon, định hình nên phiên bản lâu đài hiện nay. Lâu đài Trứng đặc trưng nhờ sự uy nghiêm bên cạnh làng nhỏ ven biển độc đáo ngay dưới chân lâu đài.
Lâu đài Mới hay Pháo đài Angevin là một trong những công trình nổi tiếng nhất thành phố; xây dựng dưới thời Charles I nhà Anjou. Trong thời vua Roberto Thông Thái, lâu đài đã trở thành trung tâm văn hóa đem lại lòng hiếu khách cho giới văn nghệ sĩ và tri thức trong đó có Giotto, Petrarca và Boccaccio. Vua Alfonso nhà Aragon đã sử dụng lâu đài làm nơi ở của hoàng gia, tái thiết và xây mới các tòa tháp để củng cố tường ngoài và giữa 2 tòa tháp có Khải hoàn môn theo phong cách Phục Hưng ấn tượng để chào mừng chiến thắng của ông đến thành phố. Thời kỳ vương triều này cũng chứng kiến sự chuyển đổi từ phức hợp lâu đài-cung điện Trung Cổ thành pháo đài kiên cố để phù hợp với giai đoạn chiến loạn bấy giờ và khu vực xung quanh lâu đài đã mất đi tính chất dân cư từng tồn tại dưới thời Angevin. Ngày nay nó là địa điểm tổ chức các sự kiện văn hóa và cũng như là nơi tọa lạc Bảo tàng Thành phố.
Nổi bật khác chính là Sant'Elmo – lâu đài đầu tiên nằm ngoài tường thành cổ Napoli, tọa lạc trên đỉnh ngọn đồi Vomero có tầm quan trọng về vị trí chiến lược, khiến nó luôn trở thành mục tiêu thèm muốn của nhiều thế lực khác nhau: từ vị trí cao 250 mét so với mực nước biển có thể nhìn thấy toàn cảnh thành phố, khu vực vùng vịnh và những con đường dẫn đến Napoli từ những ngọn đồi xung quanh. Với cấu trúc hình ngôi sao 6 cạnh, kiểu thiết kế gọng kìm kép và nhiều vòng vây trong pháo đài cùng tường cao bao quanh bởi hào, lâu đài hòa hợp vừa vặn một cách đáng ngưỡng mộ với địa hình khu vực cũng như các chức năng chiến lược và phòng thủ của nó. Ngày nay Sant'Elmo có chức năng viện bảo tàng, phòng triển lãm và đồng thời là văn phòng thuộc Bộ Văn hóa Ý có nhiệm vụ quản lý điều hành các bảo tàng quốc gia thuộc vùng Campania.

### Cung điện và tòa nhà lịch sử
Cung điện Hoàng gia Napoli (Palazzo Reale di Napoli) tọa lạc tại Quảng trường Plescibito trung tâm thành phố. Bắt đầu xây dựng từ thời Phục Hưng hậu kỳ, là nơi cư ngụ của các vị phó vương về sau trở thành dinh thự chính thức của vương triều Bourbon tại Napoli trong hơn 150 năm cũng như là nơi cư trú của Joseph Bonaparte và Joachim Murat trong thời Pháp thuộc ngắn ngủi. Nhà Bourbon đã thực hiện những sửa đổi quan trọng và liên tục đối với nội thất của cung điện. Sau khi nước Ý thống nhất, cung điện thuộc về tay của nhà Savoia cho đến khi vua Vittorio Emanuele III nhượng lại nó cho nhà nước vào năm 1919. Từ cuối thế kỷ 19, mạn phía tây của cung điện được mở cửa cho công chúng tham quan như viện bảo tàng Căn hộ Hoàng gia và vào năm 1924, cánh phía đông của nó trở thành trụ sở của Thư viện quốc gia, tiếp tục mang chức năng này cho đến ngày nay.
Cung điện Hoàng gia Capodimonte nguyên thủy là một căn hộ mùa hè và bãi đi săn của hoàng gia ở ngoại ô phía bắc và không khí nơi đây có phần mát mẻ hơn so với thành phố vào mùa hè. Khởi công năm 1738 theo lệnh của Carlos III thành cung điện to lớn hoành tráng cũng như làm nơi để tổ chức và lưu giữ bộ sưu tập nghệ thuật Farnese. Cung điện trải dài trên hai tầng và ở tầng đầu tiên là nơi tọa lạc của các căn hộ hoàng gia, đồ đạc và nội thất thuộc về gia đình các triều đại đã sống trong dinh thự này một phần đã được thay đổi sửa sang lại và một phần vẫn còn giữ được nguyên bản; các yếu tố nổi bật trong đó bao gồm đồ sứ, vật dụng hàng ngày và tác phẩm điêu khắc và các bức tranh vẽ của các nghệ sĩ Ý và châu Âu trong thế kỷ 18 và 19. Công trình được sử dụng như một cung điện cho đến năm 1957, thời điểm mà nó trở thành Bảo tàng quốc gia Capodimonte – ngày nay là một trong những bảo tàng quốc gia nổi tiếng nhất và được viếng thăm nhiều nhất ở Ý, với tổng cộng 1.007.564 lượt khách tham quan đăng ký chính thức trong năm 2016.
Ngoài các cung điện hoàng gia trên, Napoli còn có một loạt những cung điện quý tộc và công trình dân sự, tòa nhà lịch sử đáng chú ý nổi lên trong khoảng thời gian bắt đầu từ thời Trung Cổ cho đến tận ngày nay. Có đến hàng trăm trong số những công trình như vậy và chúng tạo thành một di sản rất phong phú về nghệ thuật, kiến trúc và lịch sử dân sự được hình thành trong ít nhất 8 thế kỷ. Thánh Gianuariô của Người nghèo (San Gennaro dei Poveri) là một phức hợp tu viện và tôn giáo, sau chuyển thành bệnh viện thời Phục Hưng dành cho người nghèo do người Tây Ban Nha xây dựng vào năm 1667. Đây là tiền thân của một dự án tham vọng hơn: Nhà tế bần Hoàng gia dành cho Người nghèo (Ospedale L'Albergo Reale dei Poveri) do Carlos III khởi xướng, là bệnh viện dành cho những người nghèo khổ và bệnh tật của thành phố. Hiện nay nó là một tòa nhà dành cho những cuộc hội nghị, triễn lãm, hòa nhạc quan trọng của thành phố. Sau khi nước Ý thống nhất vào cuối thế kỷ 19, đại dự án khôi phục Napoli bắt đầu bao gồm việc phá bỏ toàn bộ khu vực và xây dựng các tòa nhà mới, những công trình có giá trị đáng kể như tòa nhà triễn lãm Umberto I. Napoli chứng kiến sự ra đời của các tòa nhà quan trọng như Dinh Bưu Điện (Palazzo delle Poste) mới hay Nhà hát Địa Trung Hải tại phức hợp Mostra d'Oltremare theo trường phái chủ nghĩa duy lý thời phát xít đầu thế kỷ 20.

### Tường thành và cổng thành

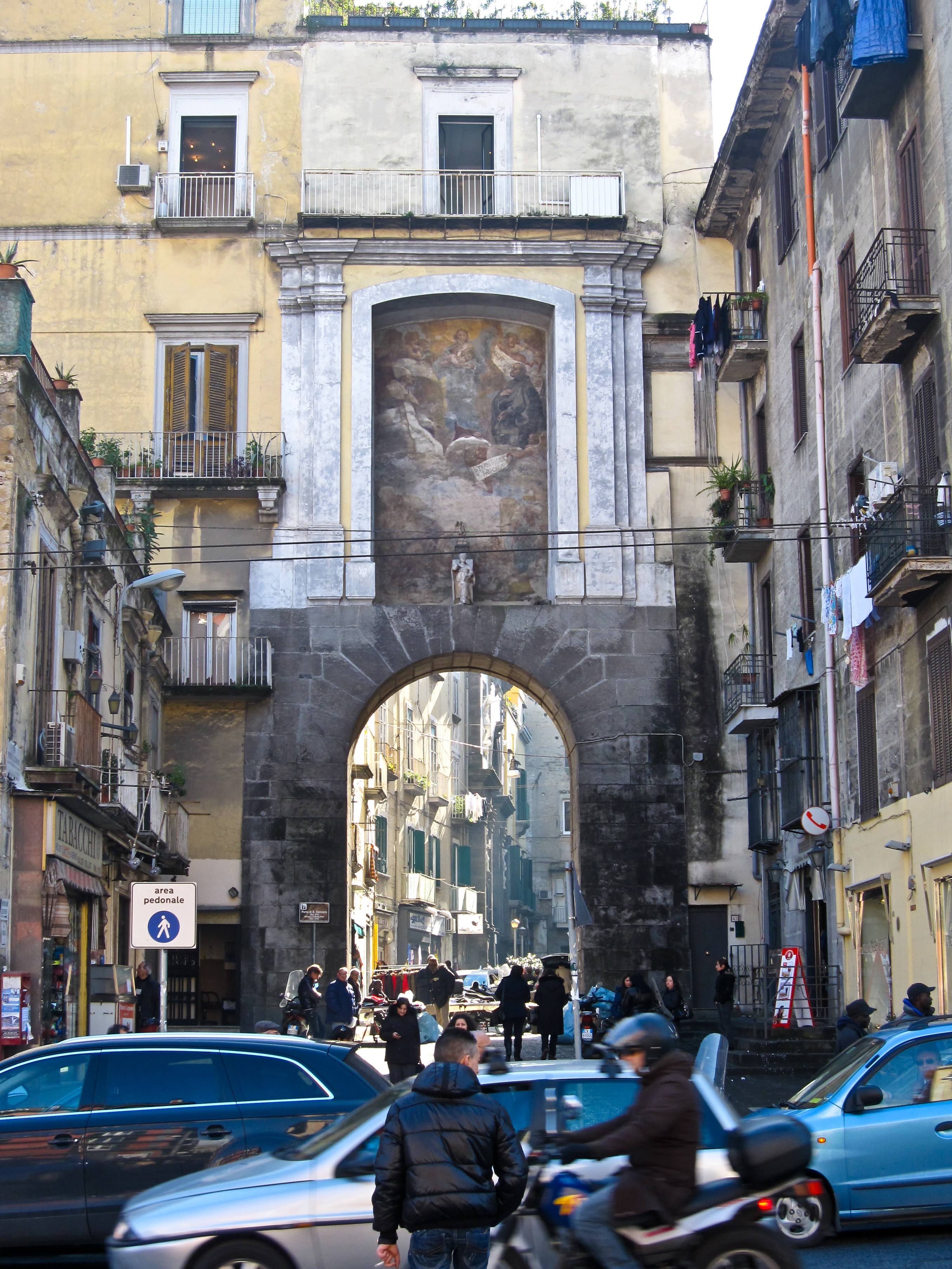
Cổng thành Thánh Gianuariô

Kể từ thời Hy Lạp, các bức tường thành kéo dài theo bố cục hình chữ nhật được giới hạn về phía bắc tại phố Via Foria ngày nay, phía nam giáp Corso Umberto I, phía tây là Via San Sebastiano và phía đông là Via Carbonara. Tường thành tiếp tục được củng cố dưới thời La Mã, do đó tạo thành trung tâm cổ đại của Napoli. Những thay đổi tiếp tục thực hiện trong bối cảnh tiếp nhận những người tị nạn từ vụ phun trào núi Vesuvius năm 79 cho đến thời hoàng đế Valentinianus III.

Napoli chứng kiến sự thay triều đổi đại của nhiều thế lực ngoại bang khác nhau, đó là lý do tại sao thành phố phải trang bị cho mình những công sự kiên cố hùng mạnh chẳng hạn như Lâu đài Trứng được xây trực tiếp trên biển với chức năng phòng thủ thuần túy hay lâu đài Capuano dựng lên với mục đích bảo vệ vùng nội địa đồng thời cũng là nơi ở của hoàng gia. Trong thời Angevin, các bức tường thành kéo dài khoảng 4,5 km bao lấy diện tích khoảng 200 héc-ta với khoảng 30.000 cư dân. Con hào ở phía bắc được gọi là carbonarius publicus vì rác thải được đổ tại đây, con hào ở phía tây Lavinaius nơi thoát nước mưa chảy vào trước khi tự đổ xuống biển. Những thay đổi tiếp theo trong bố cục tòa thành đã được thực hiện vào thế kỷ 13 bởi nhà Anjou hướng ra bến cảng chính bao gồm xây Lâu đài Mới nơi ở của hoàng gia; và giữa thế kỷ 15 người Aragon hướng tới khu Carmine và dựng nên lâu đài cùng tên và tháp canh Sant'Elmo, có chức năng kiểm soát thành phố nhờ vị trí thuận lợi trên đồi.

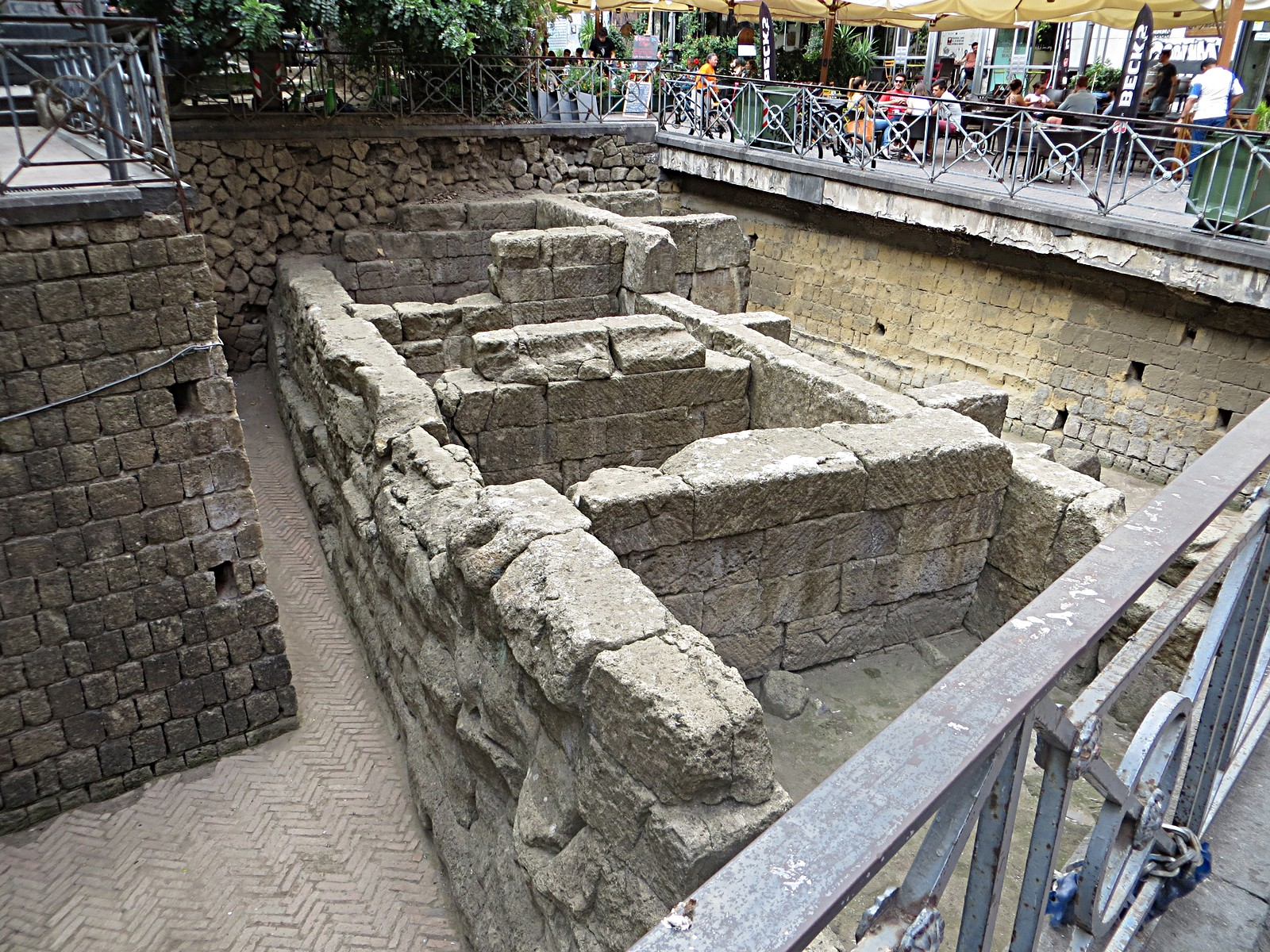
Di tích tường thành Hy Lạp cổ đại tại Quảng trường Bellini.

Trong thời kỳ phó vương Tây Ban Nha, các công trình xây dựng mới đã được thực hiện bất chấp tiền lệ cấm mở rộng thành phố ra bên ngoài các bức tường thành, và lâu đài đảo Nisida và pháo đài Vigliena cũng ra đời trong thời kỳ này. Thời cận đại, Doanh trại Garibaldi đại diện kiến trúc phòng thủ cuối cùng, được xây dựng ngay trước khi nước Ý thống nhất. Đáng chú ý là hệ thống các pháo đài nhỏ dọc theo tường thành Finanziere thế kỷ 19 – bức tường thành cuối cùng của thành phố.
Với sự phát triển của công nghệ quân sự và chiến tranh, các bức tường thành cổ kính dần mất đi giá trị cho đến khi chúng biến mất hoàn toàn, để lại các di tích cổng thành vẫn còn hiện hữu như Cổng Medina ở phường Montesanto, Cổng Thánh Gianuariô hiện ở Quảng trường Cavour, Cổng Capuana có nguồn gốc cổ xưa, Cổng Bình Minh Port'Alba ở Quảng trường Dante. Một số tòa tháp canh vẫn còn tồn tại điển hình như Tháp Ranieri và Tháp Thánh Đa Minh.

### Nhà thờ và công trình tôn giáo
Các tòa nhà tôn giáo là bộ phận không thể thiếu trong hệ thống di sản đồ sộ của Napoli. Nổi tiếng hàng đầu là Nhà thờ chính tòa Napoli, bên cạnh hàng loạt những kiệt tác như nhà thờ Thánh Phanxiccô Paola, Thánh Girolamini, Tân Giêsu, Thánh Đa-Minh Cả, Thánh Chiara, Đức Mẹ Carmine Cả, Thánh Phaolô Cả, Đức Bà Sanità, Thánh Augustinô Cả, Thánh Lôrensô Cả, Đức Bà cứu rỗi linh hồn Luyện ngục Arco, Thánh Severo,... Đan viện Thánh Martino chỉ riêng nó đã tạo thành một công trình kiến trúc rất nổi bật và là một trong những ví dụ thành công nhất của thời kỳ Baroque.
Số lượng nhà thờ tại Napoli nằm trong khoảng một nghìn đơn vị, khiến nó trở thành thành phố có nhiều nhà thờ nhất nhì thế giới cùng với thánh đô Roma. Trong khu vực thành cổ có tầm 300 nhà thờ có giá trị lịch sử, nghệ thuật và kiến trúc to lớn. Vào thế kỷ 18 Napoli được mệnh danh là "Thành phố 500 mái vòm" (tiếng Ý: Città dalle 500 cupole). Mặc dù diễn ra nhiều đợt trùng tu trong vòng 5 năm qua thì vẫn còn rất nhiều nhà thờ đang đóng cửa và trong tình trạng bảo tồn tồi tệ, thậm chí có giá trị đáng kể như Đức Bà Đại Ân Caponapoli, Ba Ngôi Cực Thánh Cesarea hay Đức Bà Cosmedin. Ngoài ra, vô số các gian miếu thờ dễ được nhìn thấy ven các con phố và mọi ngóc ngách tại Napoli, các tu viện hoành tráng và các khu nghĩa trang, chẳng hạn như nghĩa trang Poggioreale thuộc hàng những nghĩa trang lớn nhất ở châu Âu.

### Quảng trường, đường phố và nơi công cộng
Quảng trường chính của thành phố là Quảng trường Plebiscito nằm trước mặt tiền của Cung điện Hoàng gia, tạo thành một hình vòng cung elip ở giữa là hai bức tượng cưỡi ngựa của vua Carlos III và Ferdinando I. Kể từ năm 1994, khi Napoli tổ chức hội nghị thượng đỉnh G7, quảng trường không còn được sử dụng làm bãi đỗ xe nữa và nó phục hồi tầm quan trọng trước đây như một không gian công cộng, thường xuyên tổ chức các buổi hòa nhạc, biểu tình và thậm chí là biểu diễn opera vào dịp Giáng sinh. Tại quảng trường này tọa lạc phức hợp Vương cung thánh đường Thánh Phanxicô Paola hoàn thành năm 1824, cao 53 m, với 38 thức cột Doric mở rộng và một mái cổng hoành tráng đối ứng về phía Cung điện Hoàng gia, thực hiện tầm nhìn biến quảng trường thành trung tâm của các hoạt động chính trị, tôn giáo, kinh tế và văn hóa trong thành phố. Gần đó là Nhà hát Thánh Carlo, là nhà hát opera lâu đời nhất ở Ý. Ngay đối diện với San Carlo là Nhà triễn lãm Umberto I, một trung tâm mua sắm và địa điểm tụ tập giao lưu công cộng.

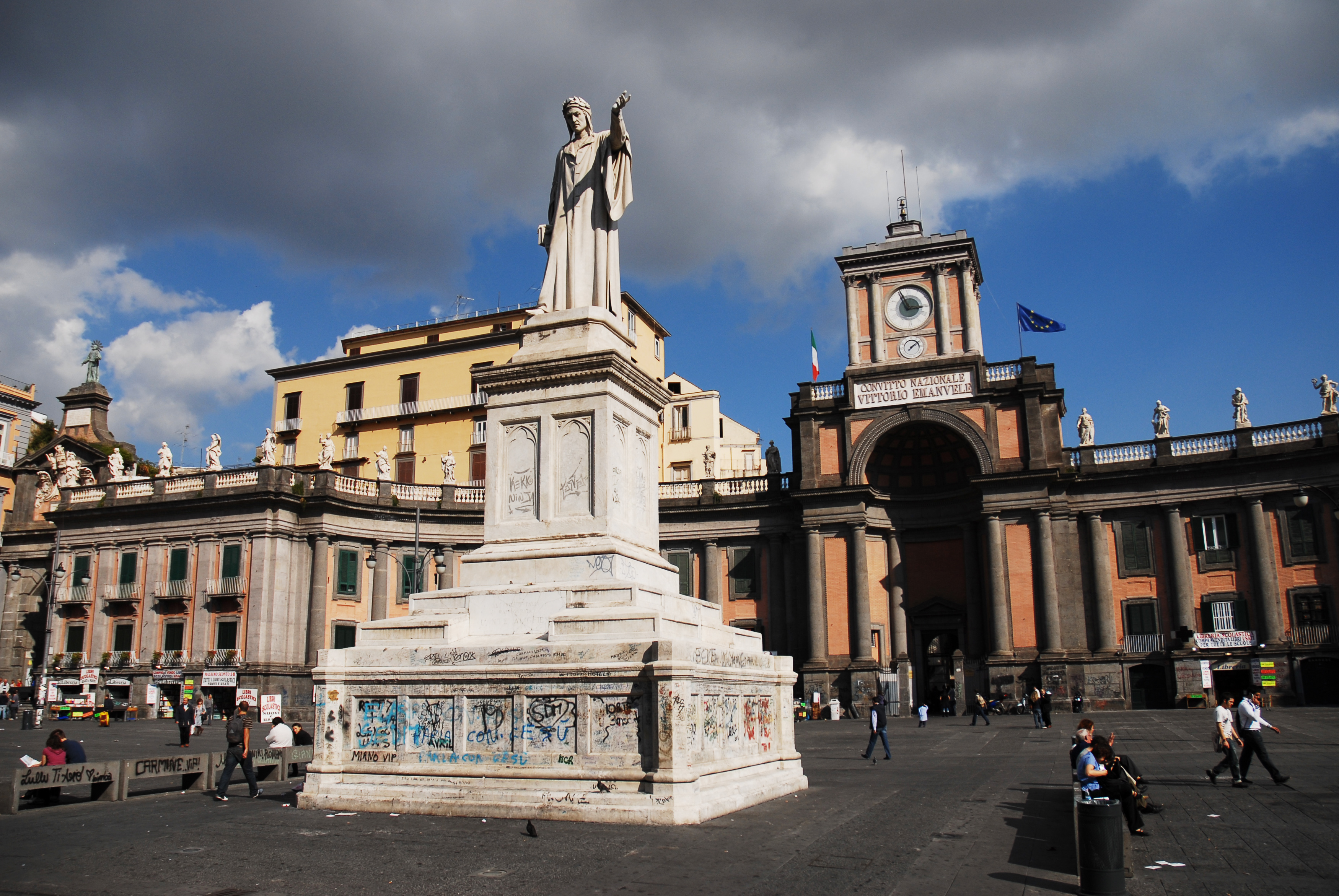
Quảng trường Dante

Lâu đời nhất là Quảng trường Dante nguyên là chợ tập trung lượng lớn các trạm sạp giao thương, đã được xây dựng lại hoàn toàn vào thế kỷ 18 bởi kiến trúc sư Luigi Vanvitelli, tòa nhà chính trên quảng trường có hai cánh cong đặc trưng, phía trên có 26 bức tượng đại diện cho những phẩm hạnh và đức tính của vua Carlos và một tháp đồng hồ được dựng lên sau này. Bức tượng của đại thi hào Dante Alighieri được đặt ở trung tâm sau khi Ý thống nhất và từ đó có tên gọi như ngày nay. Năm 2002, quảng trường được trùng tu rộng rãi hơn và được trang bị một mái khung bằng kính rất bắt mắt là lối vào của ga tàu điện ngầm mang cùng tên. Quảng trường công cộng lớn khác là Quảng trường Thánh Tử đạo (Piazza dei Martiri), ban đầu chỉ có đài tưởng niệm các vị tử đạo tôn giáo nhưng vào năm 1866 bốn con sư tử đã được thêm vào đại diện cho bốn cuộc nổi dậy chống lại nhà Bourbon. Quảng trường Tân Giê-su (Piazza del Gesù Nuovo) – một trong những quảng trường quan trọng nhất của khu vực phố cổ Napoli, là nơi tọa lạc nhà thờ cùng tên và bút tháp Đức Mẹ Vô nhiễm Nguyên tội. Quảng trường Garibaldi là nơi nhộn nhịp và tấp nập nhất tại Napoli do vị trí mà nó tọa lạc: trước mặt Napoli Centrale – nhà ga chính của thành phố
Trong số các con phố nổi bật nhất ở trung tâm Napoli có lẽ là Via Toledo mang tên phó vương Toledo – người đã xây dựng nó vào năm 1536. Đây là một trong những huyết mạch thương mại chính của thành phố, với các cửa hàng của các nhà thiết kế chính, đồng thời là điểm thu hút khách du lịch quan trọng vì là con đường tọa lạc nhiều cung điện và tòa nhà như trụ sở Ngân hàng Napoli, Điện Doria d'Angri, Điện Zevallos, Nhà thờ Chúa Thánh Thần, Nhà triễn lãm Umberto I, nhà thờ Thánh Fernando và Quảng trường Trieste e Trento – cùng với Quảng trường Plebiscito giáp ngay tiếp theo đó.
Phố Via dei Tribunali có tiền thân là đại lộ trung tâm quan trọng nhất thành Neapolis cổ đại. Tuyến phố này chạy từ Nhạc viện San Pietro a Majella ở đầu phía tây của thành cổ, kéo dài khoảng một cây số và giao với một loạt những con đường và di tích quan trọng như San Gregorio Armeno và Via Duomo, và kết thúc tại Lâu đài Capuano – trụ sở của tòa án Napoli (tiếng Ý: Tribunale), từ đó bắt nguồn tên của con phố này. Một tuyến đường cổ quan trọng khác là Spaccanapoli trở nên quan trọng trong khoảng thời gian từ thời Trung Cổ đến thế kỷ 19 vì là nơi tổ chức hội họp của các dòng tu khác nhau và là nơi cư ngụ của các gia đình quyền thế.

### Bảo tàng

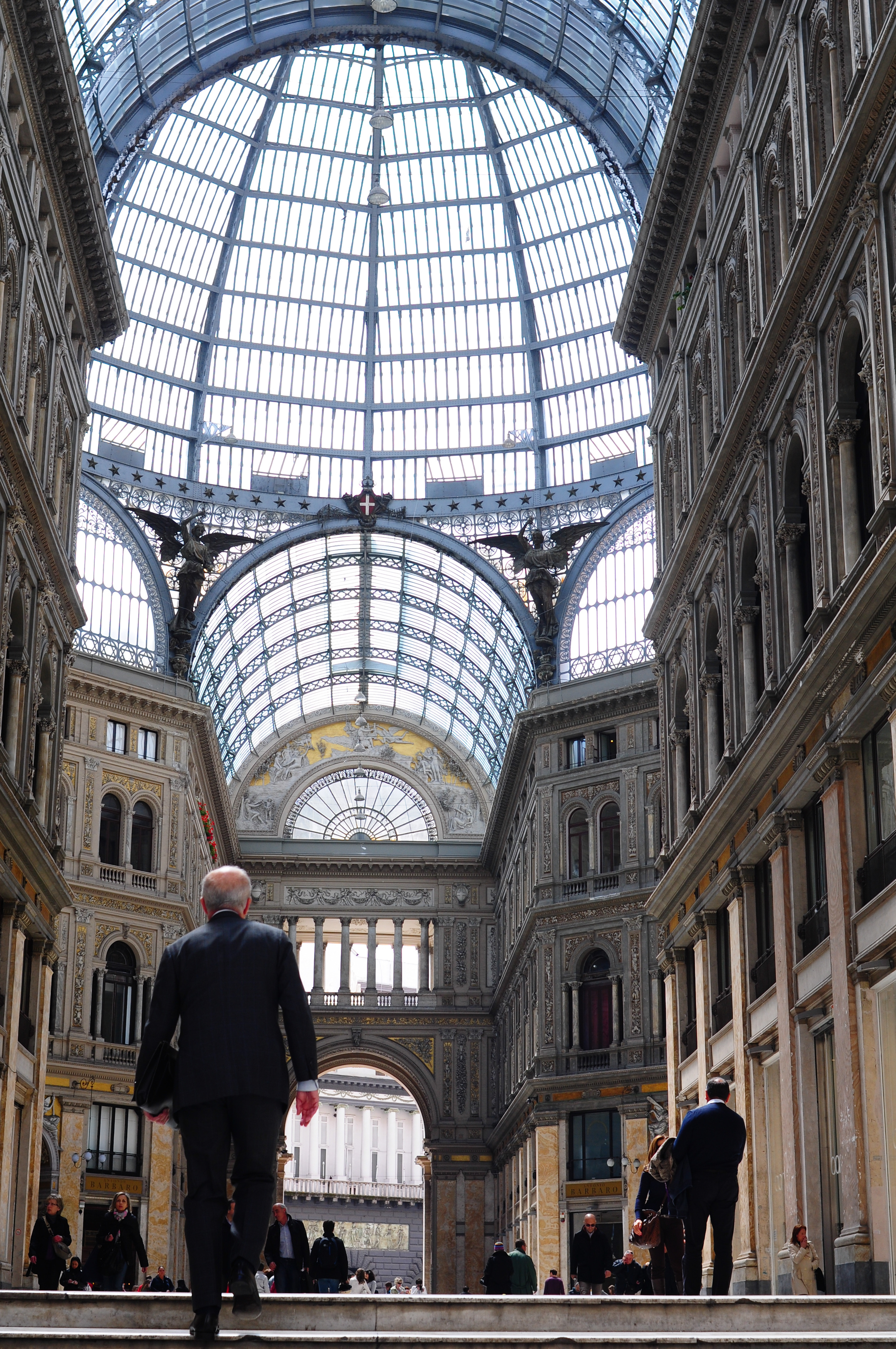
Bên trong tòa Nhà triễn lãm Umberto I.

Napoli nằm trong những thành phố nghệ thuật vĩ đại của châu Âu, tự hào có một lượng đồ sộ phong phú các viện bảo tàng. Bảo tàng Khảo cổ học quốc gia Napoli, được coi là một trong những bảo tàng quan trọng nhất trên thế giới cả về chất và số lượng nơi các tác phẩm được trưng bày chủ yếu là những tác phẩm từ thời cổ đại Hy-La, lưu giữ nhiều đồ cổ được khai quật tại Pompeii và Herculaneum, cũng như một số tác phẩm thủ công mỹ nghệ từ thời Hy Lạp và Phục Hưng. Bảo tàng quốc gia Capodimonte tọa lạc bên trong cung điện cùng tên của nhà Bourbon, là nơi trưng bày nhiều bức tranh kiệt tác nghệ thuật của những bậc thầy người Ý vĩ đại nhất từ thời Phục Hưng đến Baroque như Raffaello, Simone Martini, Tiziano Vecelli, Caravaggio, El Greco, Jusepe de Ribera và Luca Giordano; Bảo tàng quốc gia Thánh Martino, nơi thu thập các hiện vật liên quan đến lịch sử của Napoli; và Cung điện Hoàng gia Napoli – cung điện lịch sử và điểm thu hút khách du lịch nổi tiếng tại trung tâm thành phố.
Các bảo tàng đáng chú ý khác đáng bao gồm Pio Monte della Misericordia; Quadreria dei Girolamini (phòng tranh công cộng đầu tiên của thành phố); Lâu đài Mới; Bảo tàng thánh tích Thánh Gianuariô; Bảo tàng gốm sứ quốc gia "Công tước xứ Martina"; bảo tàng Nhạc viện San Pietro a Majella – một trong những tàng thư viện âm nhạc quan trọng nhất trên thế giới; phòng trưng bày Điện Zevallos; Bảo tàng Opera của Thánh Lôrensô Cả và Thánh Chiara; Bảo tàng đường sắt quốc gia Pietrarsa; phòng trưng bày Học viện Mỹ thuật Napoli; nhà nguyện Thánh Severo; Bảo tàng Nghệ thuật Đương đại MADRE. Điện Nghệ thuật Napoli tại cung điện Roccella chứa các bộ sưu tập nghệ thuật cộng đồng của thành phố và tổ chức các triển lãm văn hóa nghệ thuật đương thời. Bảo tàng Filangieri về chủ nghĩa chiết trung đặttại Điện Como gồm bộ sưu tập các tác phẩm nghệ thuật, tiền xu và sách. Bên cạnh đó các "Nhà ga Nghệ thuật" với các ga tàu điện ngầm là không gian triển lãm thực sự với các tác phẩm của các nghệ sĩ nổi tiếng thế giới hoặc các nghệ sĩ mới nổi. Các bảo tàng khoa học ngoài Trạm động vật học Anton Dohrn còn có những bảo tàng thuộc Trung tâm Bảo tàng Khoa học Tự nhiên cũng đáng được quan tâm đặc biệt. Ngoài ra còn có bảo tàng thuộc Đài quan sát thiên văn Capodimonte, và tại Đại học Campania sở hữu bảo tàng giải phẫu học người.

### Bút tháp và cột tưởng niệm

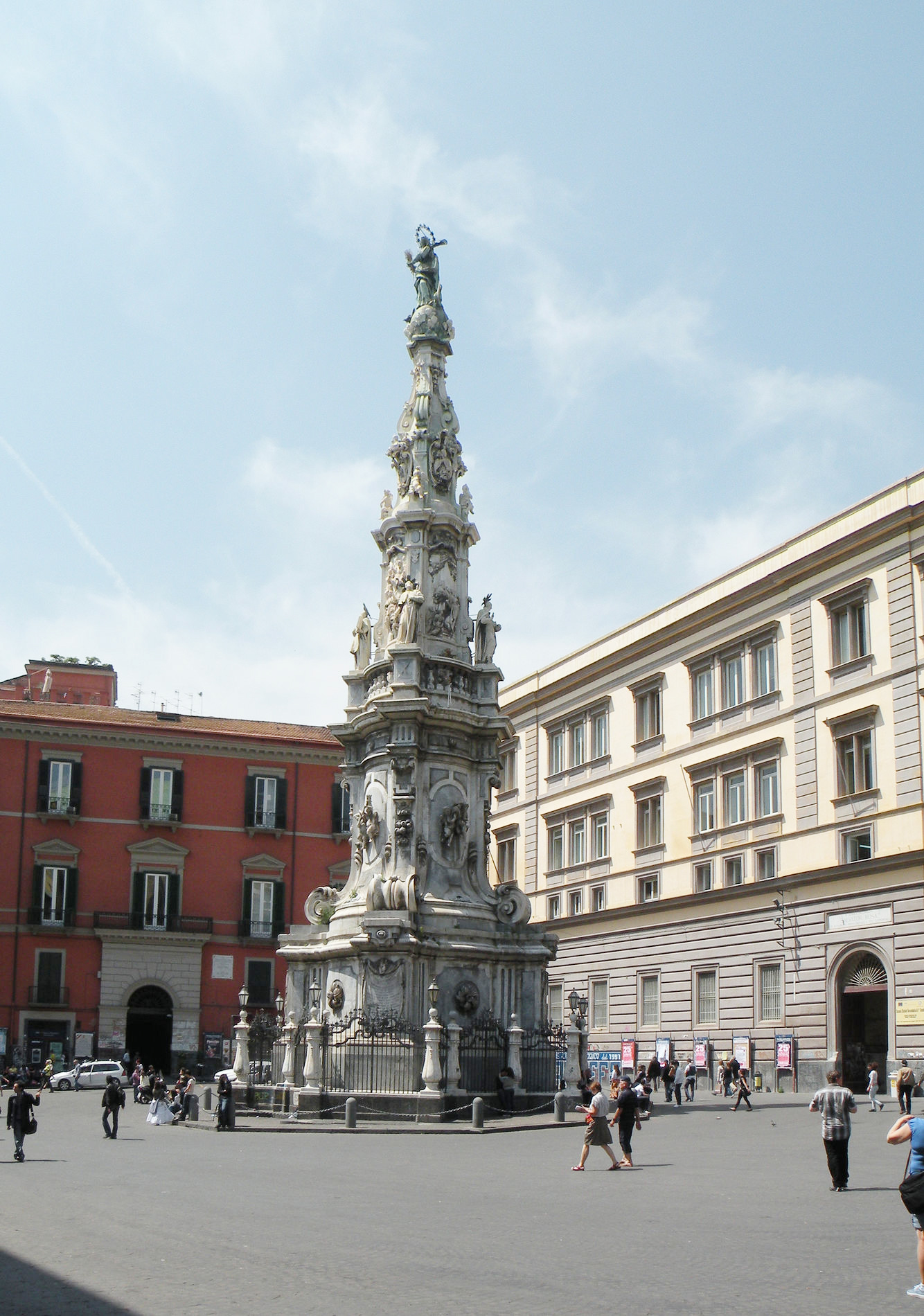
Bút tháp Đức Mẹ Vô Nhiễm

Tại khu vực trung tâm lịch sử của thành phố có thể nhìn thấy những bút tháp (obelischi) hoặc những cột đài tưởng niệm (colonne) đáng chú ý, gọi chung là những ngọn tháp Napoli (Le guglie di Napoli) với số lượng vào khoảng tầm 30. Những cột tưởng niệm này được xây dựng để kỷ niệm sự kết thúc hoặc được giải thoát khỏi bệnh dịch hoặc cũng có thể liên quan đến những sự kiện gắn liền với các tai họa khác không phải bệnh dịch như là động đất hoặc phun trào núi lửa, hay chỉ đơn giản để hiến dâng tới Đức Mẹ và Chúa Ba Ngôi, biểu hiện đức tin, lòng thành kính, sự chuộc lỗi hoặc đền tội. Các cột đài này thường được đặt tên cho đối tượng cung hiến tôn giáo ở trên đỉnh cột. Sự trang trí mang đậm tính chất trang hoàng lộng lẫy của chúng là đặc trưng của kiến trúc Baroque, bắt nguồn từ việc thực hành tôn giáo khi ấn định một công trình thờ tự quan trọng trở thành một yếu tố dễ nhận biết đối với những người đến hành hương, và cả nguồn gốc các lễ hội cộng đồng với phong tục xây tháp gỗ vác trên vai và được trang trí hoa mỹ bằng papier-mâché. Trong số các bút tháp và cột đài tại Napoli, nổi tiếng nhất có lẽ là bút tháp Đức Mẹ Vô Nhiễm Nguyên Tội – cao 34 mét, với tượng Đức Mẹ vô nhiễm nguyên tội được dựng vào năm 1747; nơi đây vào ngày 8 tháng 12 hàng năm lễ Đức Mẹ Vô Nhiễm Nguyên Tội được cử hành bằng cách đặt vòng nguyệt quế lên tôn tượng của Đức Mẹ.

### Di tích khảo cổ, hệ thống cổ mộ và thành phố ngầm dưới lòng đất
Khu trung tâm cổ kính vẫn phản ánh bố cục những con đường cổ đại, tạo thành địa điểm di tích khảo cổ Hy Lạp quan trọng nhất ở Napoli, để lại cho đời sau những di tích vô giá như tường thành, tháp canh phòng thủ, đền thờ, đường hầm và nhiều môi trường không gian khác nhau dưới lòng đất. Nhiều hơn nữa là những gì còn sót lại của thời La Mã mà ngày nay vẫn còn hiện hữu: các khu chợ trong nhà La Mã (macellum) như tại Thánh Lôrensô Cả, khu phức hợp bồn tắm nhiệt lớn nhất của thành phố tại Thánh Chiara, các hầm mộ, tường thành, đường dẫn nước và Piscina Mirabilis – bể chứa chính phục vụ Vịnh Napoli, lối đi ngầm do người Hy Lạp bắt đầu nhưng được mở rộng và hoàn thiện bởi người La Mã và nhiều loại di tích khác nhau có thể nhìn thấy.

Do nằm trên đỉnh một vùng địa nhiệt lớn, Napoli dưới lòng đất chiếm một phần mở rộng rất lớn so với thành phố bề mặt khoảng 60%, là dãy các hang động và cấu trúc được tạo ra suốt hàng thế kỷ khai thác mỏ và đá tro núi lửa mềm, từ vật liệu này mà phần lớn Napoli được dựng xây. Trong thời cổ đại đây là một thành phố ngầm thực sự, nhiều đường hầm song song với đường phố tương ứng bên trên, cùng với các bể chứa nước Hy Lạp-La Mã cổ đại nằm dưới mặt đất khoảng 30 mét. Dưới này còn có thể nhìn thấy di tích còn sót lại của nhà hát La Mã Neapolis nơi mà hoàng đế Nero đã biểu diễn. Khoảng 1 km trong hệ thống đường hầm trải dài nhiều cây số này có thể được viếng thăm từ Thành phố ngầm Napoli, tọa lạc trên tuyến phố Via dei Tribunali. Bằng chứng về Neapolis thời cổ đại cũng có các khu chôn cất dưới lòng đất: nổi tiếng nhất là các cổ mộ của Kitô giáo, nhưng cũng có những ví dụ liên quan đến thời kỳ Hy Lạp và tiền Hy Lạp.

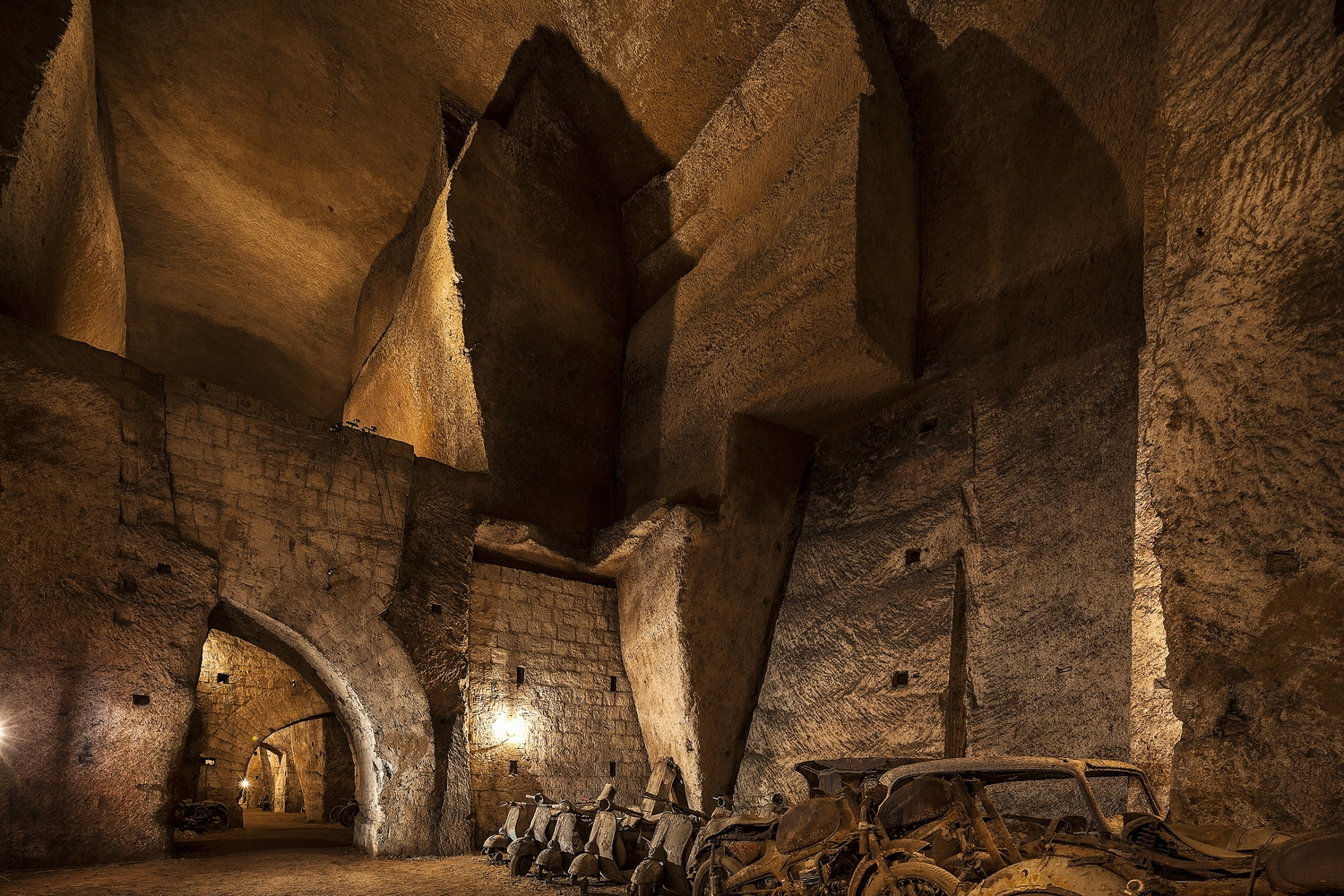
Đường hầm Bourbon trong Thành phố ngầm dưới lòng đất của Napoli.

Một trong số những hệ thống ngầm nổi tiếng khác là bảo tàng nghĩa trang Fontannelle – mồ chôn tập thể nổi tiếng và chứa đựng hài cốt, đầu lâu của khoảng 40.000 nạn nhân của đại dịch 1656 và dịch tả 1836, có diện tích khoảng 3.000m² và sức chứa không gian ước tính khoảng 30.000m³, nguyên thủy là đường hầm hang động lối dẫn nguồn nước cho Neapolis thời cổ đại. Đường hầm Bourbon là lối ngầm được xây dựng cũng như tái tạo từ hệ thống ngầm cũ với chứng năng quân sự kết nối Cung điện Hoàng gia Napoli với các doanh trại quân đội của thành phố theo ủy nhiệm của vua Ferdinando II do lo sợ nổ ra cách mạng quần chúng tại Napoli. Trong Chiến tranh thế giới thứ hai, những đường hầm và hệ thống các cổ mộ này được sử dụng làm nơi trú ẩn khỏi các cuộc không kích, và có những dòng chữ khắc trên tường mô tả những đau khổ mà những người tị nạn thời đó phải chịu đựng. Hiện nay, nhiều lối đi và đường hầm đã bị phong tỏa nhưng thành phố ngầm và hệ thống cổ mộ vẫn hoạt động cho mục đích du lịch. Ngoài ra ngay bên ngoài thành phố có tàn tích khảo cổ Herculaneum, được các học giả coi là vùng ngoại ô của thành cổ Neapolis.

### Không gian xanh, biệt thự, đài phun nước và bậc thang thắng cảnh
Trong số nhiều công viên công cộng ở Napoli, nổi bật nhất là Biệt thự Comunale được xây dựng những năm 1780 nguyên là khuôn viên hoàng gia, nhưng mở cửa cho công chúng vào những ngày lễ đặc biệt. Bosco di Capodimonte, lá phổi xanh lớn nhất của thành phố từng là khu bảo tồn săn bắn của hoàng gia, với quần thể 16 tòa nhà lịch sử bao gồm nhà ở, nhà nghỉ, nhà thờ cũng như đài phun nước, tượng, vườn cây ăn quả và rừng. Công viên Vergiliano tại khu Piedigrotta là không gian xanh nhỏ được đặt theo tên của nhà thơ La Mã cổ đại Vergilius, tương truyền rằng lăng mộ ông được chôn cất tọa lạc tại đây. Đặc biệt Vườn bách thảo Napoli thuộc sỡ hữu của Đại học Napoli là địa điểm xanh nổi bật đáng chú ý khai trương vào năm 1807 bởi Joseph Bonaparte sử dụng các kế hoạch được lập ra dưới thời vua nhà Bourbon Ferdinando IV. Khu vườn rộng 15 ha có khoảng 25.000 mẫu thảm thực vật, đại diện cho hơn 10.000 loài thực vật.
Bờ biển Napoli là bờ biển duy nhất ở khu vực Địa Trung Hải có công viên khảo cổ chìm dưới mặt nước, đó là đảo Gaiola: nhiều tàn tích từ thời La Mã đã bị nhấn chìm do xói mòn biển, nhấn chìm cả quần thể bên dưới mặt biển 7 mét. Công viên tiếp giáp với một địa điểm khảo cổ khác, là công viên khảo cổ Posillipo, nơi có biệt thự La Mã từ thế kỷ 1 TCN, gồm nhà hát với sức chứa 2000 khán giả, rạp chiếu phim nhỏ, đền nữ thần nymphaeum và khu phức hợp nhiệt. Một công viên quan trọng khác gần đó trong cùng khu vực là công viên Virgiliano có cảnh quan nhìn về phía các đảo núi lửa Nisida, Procida và Ischia, cũng như toàn cảnh vịnh Napoli. Napoli nổi tiếng với nhiều biệt thự, đài phun nước và cầu thang trang nghiêm, chẳng hạn như Biệt thự Floridiana với kiến trúc Tân cổ điển, Đài phun nước Nettuno và các bậc thang thắng cảnh nổi tiếng như Pedamentina và Petraio.

### Quận trung tâm tài chính

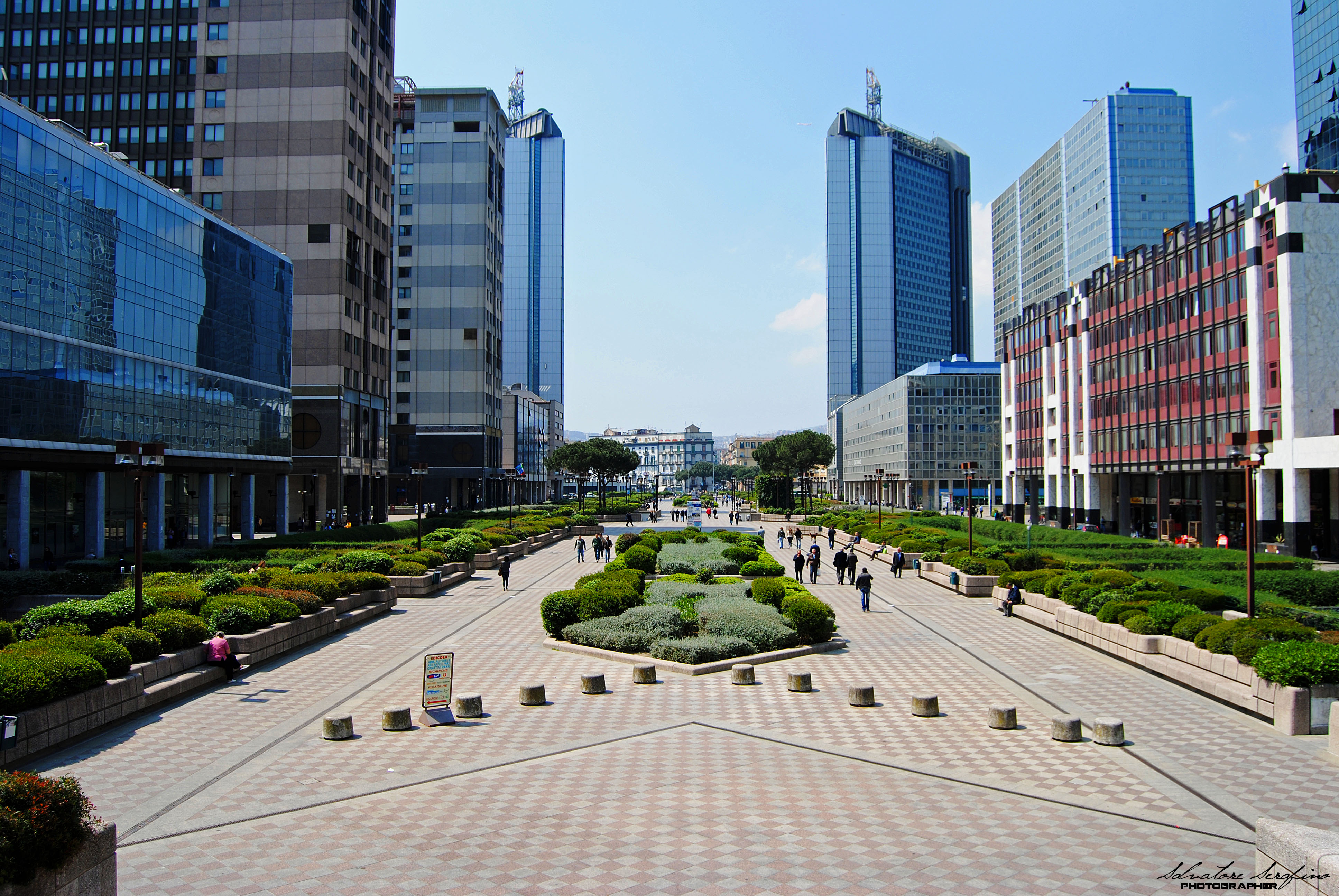
Đại lộ Viale della Costituzione trung tâm quận tài chính Napoli.

Trung tâm tài chính Napoli (Centro Direzionale di Napoli) là cụm tòa nhà chọc trời được xây dựng tại phường Poggioreale gần nhà ga trung tâm thành phố (Napoli Centrale), đóng vai trò là quận tài chính – thương mại của Napoli. Đây là một trong những công trình quan trọng và quy mô nhất của thành phố được xây dựng trong những thập kỷ gần đây. Lấy cảm hứng từ những ý tưởng kiến trúc hiện đại của Le Corbusier, đại diện cho ví dụ tích cực đầu tiên về sự tách biệt rõ ràng giữa lưu lượng xe ô tô dưới lòng đất và khu vực dành cho người đi bộ trên bề mặt. Được thiết kế bởi kiến trúc sư người Nhật Tange Kenzo, toàn bộ khu phức hợp được hoàn thành vào năm 1995. Đây là cụm tòa nhà chọc trời đầu tiên được xây dựng ở Ý và khu vực Nam Âu.
Quy hoạch bắt đầu vào giữa những năm 1960 với mục tiêu kép là làm thông thoáng khu vực trung tâm lịch sử đồng thời cung cấp các văn phòng mới cho cơ quan hành chính công. Tòa nhà cao nhất là Tháp Telecom Italia đạt 129 mét (tòa nhà cao nhất ở Ý trong suốt 15 năm cho đến năm 2010 sau khi bị Tháp Pirelli vượt mặt chỉ 2 mét), tiếp theo là đôi Tháp Đôi Napoli của Enel cao 122 mét. Chính quyền Campania sở hữu tòa nhà Hội đồng Vùng Campiana cao 115 m. Toàn bộ khu phức hợp mang đến khái niệm về sự đổi mới và hiện đại cho thành phố, làm sống lại đường chân trời và cho đến nay là đại diện tiêu biểu nhất cho một trong những phức hợp hợp đô thị tầm cỡ và ấn tượng nhất của các tòa nhà chọc trời ở Nam Âu. Khu vực này có xu hướng gây ngạc nhiên cho khách du lịch, do định kiến phổ biến về Napoli là một thành phố tồi tàn và kém công nghiệp hóa, một hình mẫu rập khuôn về Napoli cũng như với toàn bộ miền nam nước Ý.

## Quy hoạch đô thị
Trong số các đại lộ quan trọng và quảng trường chính của Napoli, chắc chắn có những con đường đặc trưng nhất định hình nên danh tính của thành phố được gọi là decumanus trong tiếng Latinh (số nhiều decumani) – những con đường theo hướng đông-tây trong một thành phố được quy hoạch đô thị bởi người La Mã. Ba đại lộ decumanus của Neapolis bao gồm:
- Decumanus Superior (tiếng Ý: Decumano Superiore, nghĩa là Đại lộ Đông-Tây Thượng) ngày nay là các con phố Via Sapienza, Via Pisanelli và Via Anticaglia
- Decumanus Maior (Decumano Maggiore – Đại lộ Đông-Tây Lớn): Via dei Tribunali, đây chính là "Decumanus Maximus" – đại lộ đông tây lớn nhất của thành phố cổ Neapolis.
- Decumanus Inferior (Decumano Inferiore – Đại lộ Đông-Tây Hạ) hay còn gọi là Via Spaccanapoli (đường phân tách Napoli), bao gồm Via Benedetto Croce và Via San Biagio dei Librai.

Những con đường cốt yếu này xuyên suốt phố cổ trung tâm lịch sử và đi qua một loạt các địa danh và quảng trường quan trọng của Napoli, như San Gregorio Armeno, Quảng trường Tân Giê-su, Quảng trường Bellini, Quảng trường Thánh Đa Minh Cả, công trường Corpo di Napoli, quảng trường Thánh Gaetano và một loạt các di tích khác.
Suốt nhiều thế kỷ ở Napoli có lệnh cấm tuyệt đối xây dựng các công trình kiến trúc mới bên ngoài các bức tường thành cho đến khi phó vương Toledo đến thành phố vào thế kỷ 16 – đánh dấu bước ngoặt thay đổi lớn cho bộ mặt của Napoli, tiến hành tái cấu trúc và mở rộng gấp đôi diện tích bề mặt đô thị và kết nối cả 3 tòa lâu đài lại với nhau. Via Toledo khởi thủy là con đường men dọc theo rìa bên ngoài tường thành, đã được xây nên hoàn toàn mới vào năm 1536 và ngay lập tức nảy sinh ra cảm giác tích trữ những không gian mới cho thành phố. Khu phố Tây Ban Nha được xây dựng trên khoảng không gian mới này, có cấu trúc hệ thống mạng lưới đặc trưng, trải theo sườn đồi Vomero từ trên cao (Lâu đài Sant'Elmo) xuống bên dưới (phố Toledo) bao gồm 18 con đường đổ dốc giao với 12 con phố cắt ngang. Hiện nay khu phố Tây Ban Nha là một phần nằm trong quần thể di sản UNESCO của Napoli. Đặc biệt các bậc thang thắng cảnh đã đề cập phần trên cũng đóng vai trò hình thành nên yếu tố đặc trưng trong quy hoạch đô thị của thành phố Napoli.
Trong các thế kỷ tiếp theo, thành phố tiếp tục mở rộng địa giới của mình về phía đồi Capodimonte hướng đông bắc và khu bờ biển Riviera di Chiaia hướng tây nam. Một số phần của các bức tường thành đã bị phá bỏ để giảm tắc nghẽn đô thị. Đường dọc bờ biển Via Caracciolo có từ cuối thế kỷ 19 thay thế khu vực bãi biển ngăn cách giữa Biệt thự Hoàng gia (ngày nay là Villa Communale) với bờ biển Chiaia và hiện tại trở thành một khu vực hoàn toàn dành cho người đi bộ. Việc xây dựng đại lộ Corso Napoleone nối hai cung điện hoàng gia được Joseph Bonaparte thông qua, tạo sự nối dài thêm cho Via Toledo. Ngoài ra, ông còn thiết lập địa chính đô thị và chuyển các dòng tu thành các căn hộ dân sự hoặc công sở. Thời Joachim Murat đánh dấu chương trình cải cách đô thị sâu sắc, sáp nhập các ngôi làng xung quanh vào Napoli. Murat giải phóng mặt bằng cho Công trường Cung điện mà ngày nay tạo nên quảng trường Plebiscito, nhằm mục đích biến nơi đây trở thành một diễn đàn và một tòa nhà dân sự hoành tráng có dạng hình vòng cung sẽ ở vị trí đối diện với Cung điện Hoàng gia. Khi nhà Bourbon khôi phục lại quyền lực, hành động đầu tiên là hoàn thành quảng trường Plebiscito mà người Pháp đã bỏ dở và chuyển đổi tòa nhà dân sự thành Nhà thờ Phanxicô Paola theo kiến trúc đền Pantheon của Roma để làm đẹp mỹ quan đô thị cũng như che khuất khu đồi Pizzofalcone ở phía sau.
Sau khi thống nhất nước Ý, nhà Savoia tiếp tục xây dựng và mở rộng Via Duomo, Corso Vittorio Emanuele (đường vành đai đầu tiên ở châu Âu) và quy hoạch các khu phố mới ở phía Tây nơi có mật độ dân số thấp hơn, nằm ở những nơi lành mạnh và có tầm nhìn đẹp toàn cảnh thành phố, dành cho giai cấp tư sản giàu có; và phía đông với những khu dân cư khét tiếng dành cho các giai cấp công nhân và vô sản quần chúng. Khu công nghiệp được phát triển về phía đồng bằng Bagnoli, ngày nay là một khu khảo cổ học công nghiệp. Dự án đầy tham vọng nhất là Risanamento dẫn đến việc phá hủy các khu phố nổi tiếng và các tòa nhà cũ, theo hệ thống quy hoạch hiện đại theo kiểu ô bàn cờ, xây dựng Corso Umberto I tạo thành huyết mạch cơ bản của thành phố nối Quảng trường Garibaldi với Quảng trường Bovio. Ngoài ra, sự can thiệp đô thị cũng thúc đẩy ý tưởng tạo ra hai tuyến tàu đường sắt leo núi lâu đời nhất: là tuyến Chiaia và tuyến Montesanto, kết nối phường Vomero non trẻ với trung tâm lịch sử. Mặc dù việc cải tạo nhằm giải quyết các vấn đề quy hoạch đô thị, nó thực sự làm xấu đi các vấn đề xã hội cũng như hy sinh các di tích có giá trị lịch sử to lớn như việc phá hủy tu viện Thánh Pietro ad Aram, tu viện Thánh Agostino Zecca và các tòa nhà khác.
Trong 20 năm thời Phát xít diễn ra sự lột xác và công nghiệp hóa mạnh mẽ, nâng cấp kiến trúc và tái tổ chức phân chia hành chính, nhằm biến Napoli thành "Đế chế cảng" với vị trí đắc địa trong tuyến giao thông hàng hải quốc tế cũng như bệ phóng xâm lược thuộc địa, thành phố đã mở rộng diện tích hơn gấp đôi và dân số tăng 2/3. Sau thế chiến, công cuộc tái thiết đã diễn ra rất lâu. Việc xây dựng dày đặc đến mức bảo hòa tại các ngọn đồi đã đảo lộn cảnh quan thành phố và làm giảm quỹ không gian cho cây xanh, các công trình xã hội hóa và tạo ra một mạng lưới đường xá không đáp ứng đầy đủ. Khi hiện tượng đổ dồn sống tại trung tâm được hạ nhiệt, ý tưởng kết nối các vùng ngoại ô với giao thông công cộng, bao gồm cả dự án sơ bộ về tàu điện ngầm diễn ra vào những năm 70 cũng như xây dựng các tòa nhà mới ở các phường ngoại ô phía bắc như Scampia và Secondigliano. Bắt đầu từ năm 1996 đến những năm 2010, cách bố trí và tính hiệu dụng của thành phố đã thay đổi hoàn toàn nhờ vào việc xây dựng những Nhà ga Nghệ thuật mang tính biểu tượng, trong đó có công trình nhà ga metro kết hợp sử dụng nhiều tác phẩm nghệ thuật hiện đại được thiết kế khá hoành tráng, nhanh chóng trở thành những điểm thu hút du khách của thành phố. Hơn nữa, trong quá trình đào hầm cần thiết cho việc xây dựng hệ thống tàu điện ngầm, nhiều phát hiện khảo cổ và lịch sử đã được phát hiện và khai quật.

## Nhân khẩu học

### Kết cấu đô thị và dân số
Napoli từ thời Trung Cổ trở đi và đặc biệt là kể từ thế kỷ 16 đã từng là một trong những thành phố lớn nhất ở châu Âu về dân số. Trong nửa sau của thế kỷ 16, Napoli có lẽ là thành phố đông dân nhất trong thế giới Kitô giáo phương Tây và đông thứ hai ở Địa Trung Hải chỉ sau Istanbul. Sau khi nước Ý thống nhất, một mặt Napoli đã không còn dân cư nhiều như các thành phố như Paris hay Luân Đôn, thì mặt khác, nó đã cố gắng giữ được các đặc điểm nhân khẩu học đặc trưng của một đô thị châu Âu không bị thay đổi. Napoli từng là đô thị đông dân nhất ở Ý cho tới những năm 1930 khi nhường lại vị trí đó cho Milano và Roma.
Tính riêng thành phố Napoli với hơn 960.000 người là đô thị đông dân thứ ba ở Ý và là thành phố có mật độ dân số cao nhất trong số các đô thị lớn của Ý cũng như là một trong những đô thị đứng đầu ở châu Âu xét theo cùng tiêu chí này, với khoảng 8.182 người/km². Bao gồm cả những người đi làm (khoảng 200.000 người, tương đương 20% so với nhân khẩu thường trú), quân đội, v.v. đổ vào thành phố mỗi ngày, số lượng cư dân trong thành phố có sự biến thiên đáng kể. Theo thời gian, sự di chuyển dân cư từ thành phố ra khu vực Thành phố đô thị Napoli là rất đáng kể, nơi có mật độ dân số 2.672 người/km², cao nhất trong số các thành phố đô thị của Ý. Ngoài ra, vùng đại đô thị Napoli còn rộng lớn hơn vượt ra ngoài thành phố đô thị Napoli khi bao gồm cả các khu vực quan trọng của các tỉnh lân cận, gọi chung là "Đại Napoli" (Grande Napoli hay Greater Naples) với ước tính dân số khoảng 4,4 triệu người là khu vực đô thị hóa đông dân thứ hai ở Ý sau vùng đại đô thị Milano.
Napoli là thành phố có dân số trẻ nhất của cả nước, trong đó tỷ lệ thanh thiếu niên chiếm 8,3% trên toàn dân, người dưới 14 tuổi chiếm 19%, trong khi người trên 65 tuổi chiếm 13%, so với mức trung bình của cả nước tương ứng lần lượt là 14% và 19%. Napoli có tỷ lệ nữ (52,5%) cao hơn nam (47,5%). Napoli hiện có tỷ lệ sinh cao hơn các vùng khác của Ý, với 10,46 ca sinh trên 1.000 dân, so với mức trung bình của Ý là 9,45 ca sinh.

### Nhóm thiểu số và dân nhập cư
Trái ngược với Roma và nhiều thành phố Bắc Ý, số lượng người nhập cư nước ngoài ở Napoli tương đối thấp; 94,3% cư dân của thành phố là công dân Ý. Thống kê cho thấy đa số người nhập cư đến Napoli là nữ; bởi vì những người nhập cư nam đến Ý có xu hướng tiến về phía bắc giàu có hơn. Tính đến 2019, có 57.298 người nước ngoài sinh sống tại thành phố, với đa số là người Sri Lanka.
| Nhóm người nước ngoài cư trú đông nhất tại Napoli năm 2019 (đơn vị: người) | Nhóm người nước ngoài cư trú đông nhất tại Napoli năm 2019 (đơn vị: người) | Nhóm người nước ngoài cư trú đông nhất tại Napoli năm 2019 (đơn vị: người) | Nhóm người nước ngoài cư trú đông nhất tại Napoli năm 2019 (đơn vị: người) |
| -------------------------------------------------------------------------- | -------------------------------------------------------------------------- | -------------------------------------------------------------------------- | -------------------------------------------------------------------------- |
| 1. Sri Lanka                                                               | 15.113                                                                     | 6. Philippines                                                             | 1.868                                                                      |
| 2. Ukraina                                                                 | 8.126                                                                      | 7. Bangladesh                                                              | 1.691                                                                      |
| 3. Trung Quốc                                                              | 5.031                                                                      | 8. Nigeria                                                                 | 1.359                                                                      |
| 4. Pakistan                                                                | 2.825                                                                      | 9. Ba Lan                                                                  | 1.257                                                                      |
| 5. Romania                                                                 | 2.549                                                                      | 10. Cộng hòa Dominica                                                      | 1.093                                                                      |

## Văn hóa và nghệ thuật

### Ngôn ngữ và phương ngữ
Giống với phần còn lại của nước Ý, ở vùng Campania đã diễn ra sự tiến hóa của tiếng Latinh thông tục hình thành nên tiếng Napoli theo một hướng khác so với tiếng Ý tiêu chuẩn, vẫn tiếp tục được nhiều người nói tại thành phố và vùng Campania. Ngôn ngữ này trải qua quá trình lịch sử của mình giống như nhiều ngôn ngữ khác, có sự ảnh hưởng và "vay mượn" từ những thực dân Hy Lạp cổ đại cho đến các thương nhân Byzantine, người Ả Rập, người Norman, đến các thế lực hoàng tộc Pháp và Tây Ban Nha đã sinh sống và thống trị Nam Ý, tạo thành nhóm ngôn ngữ Napoli-Calabria (Napoletano-Calabrese) lan tỏa trên hầu hết khu vực phía nam bán đảo Ý với số lượng ước tính là 5,7 triệu người bản ngữ. Lưu ý rằng tiếng Napoli không phải là phương ngữ của tiếng Ý, mà là phương ngữ trong chính nhóm ngôn ngữ Ý-Rôman của riêng nó (tức nhóm Napoli-Calabria hoặc nhóm Nam-Trung Ý).
Tiếng Napoli đã thay thế tiếng Latinh trong các văn bản chính thức và trong các phiên họp tòa án tại Napoli theo sắc lệnh của Alfonso I vào năm 1442 và trong hơn một thế kỷ, nó là ngôn ngữ chính thức của Vương quốc Napoli. Vào thế kỷ 16, vua Fernando II của Aragon áp đặt tiếng Tây Ban Nha làm ngôn ngữ chính thức mới và tiếng Napoli chỉ tồn tại trong các vị trí cử tọa hoàng gia, các văn phòng ngoại giao và quan chức công quyền. Từ nửa sau thế kỷ 16 các vị trí lĩnh vực này cũng như hành chính và giảng dạy dần được thay thế bởi phương ngữ vùng Toscana (tức tiếng Ý) giống như các bang quốc khác trên Ý, được ưu tiên lựa chọn trở thành ngôn ngữ chính thức vì uy tín văn hóa (ngôn ngữ của Dante, Petrarca và Boccaccio), tuy nhiên tiếng Ý chỉ bắt đầu trở nên phổ biến trong tất cả các tầng lớp xã hội và trong mọi lĩnh vực (chính thức hoặc đời thường) trong nửa sau của thế kỷ 20. Trên thực tế trong ba thế kỷ gần đây, tiếng Napoli vẫn được sử dụng với tần suất nhất định và mang lại hiệu quả đáng kể trong nghệ thuật, văn học, sân khấu và các bản opera kinh điển; canzone napoletana (bài hát tiếng Napoli) trở thành phương thức truyền bá quan trọng nhất của người dân Napoli, rất có tiếng tăm trong thế giới âm nhạc Ý. Vào năm 2008, chính phủ vùng Campania đã ban hành luật địa phương có hiệu lực rằng việc sử dụng tiếng Napoli được bảo vệ.

### Tôn giáo

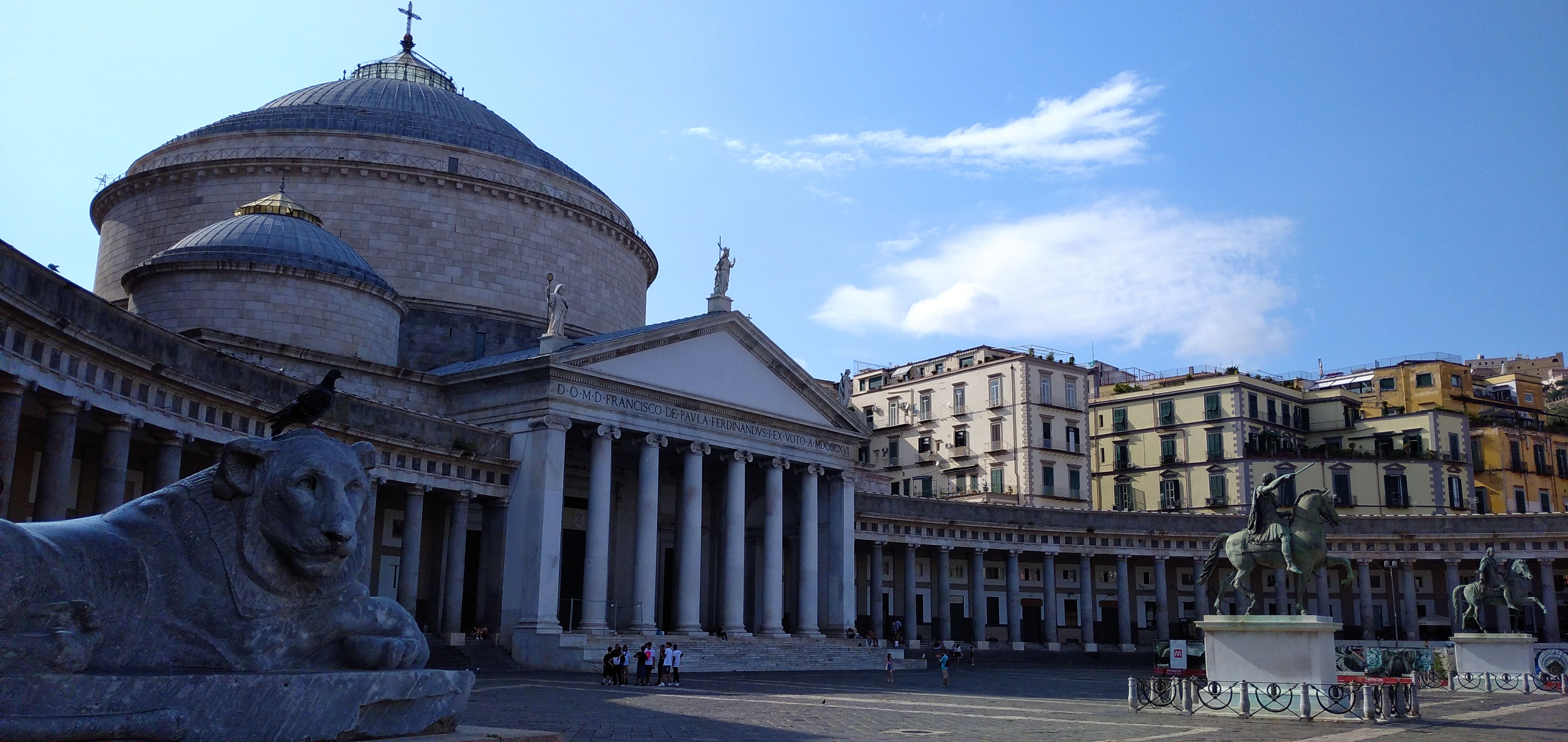
Vương cung thánh đường Tông tòa Hoàng gia Thánh Phanxicô thành Paola

Là nơi đặt chân đầu tiên của tông đồ Phêrô trên lãnh thổ Ý, Napoli là một trong những địa điểm Kitô giáo đầu tiên ở phương Tây. Việc truyền đạo tại thành phố đã phát triển trong những thế kỷ đầu tiên của Kitô giáo, và việc Latinh hóa các nghi lễ diễn ra vào thế kỷ 12. Trong nhiều thế kỷ, các vương cung thánh đường quan trọng cũng đồng thời là nơi đặt các trụ sở quản lý hành chính của thành phố và cùng với những cơ quan thực thể khác đã phản đối việc thành lập tòa án dị giáo tại địa phương năm 1547. Napoli là ngai giám mục của Tổng giáo phận Napoli, được tổ chức trên cơ sở 13 giáo phận, với 500 chỗ thờ tự, trong số đó có 288 là nhà thờ giáo xứ.
Người đạo Hồi hiện diện trong thành phố từ thế kỷ 9 khi họ thiết lập quan hệ thương mại với người dân Napoli. Đến nay Hồi giáo ghi nhận sự tăng trưởng đáng kể bắt đầu từ những dòng người di cư thập niên 1980 khi hai thánh đường đạo Hồi đầu tiên được xây dựng lần lượt ở Quảng trường Garibaldi và Quảng trường Thị chính. Sau đó một thánh đường khác được mở tại Quảng trường Chợ và trong dư âm sự kiện 11 tháng 9, nơi này và Giáo phận Napoli đã soạn thảo tuyên bố chung mang tên Salam alaikum – Pax vobiscum nhấn mạnh và khẳng định các nguyên tắc hòa bình, tôn trọng lẫn nhau và cùng chung sống hòa hợp giữa 2 tôn giáo Hồi và Kitô. Ngoài ra, Napoli còn có nhà thờ Tin Lành và thánh đường Anh giáo. Cộng đồng người Do Thái cùng với hội đường Do Thái giáo cũng hiện diện trong thành phố.

### Ẩm thực

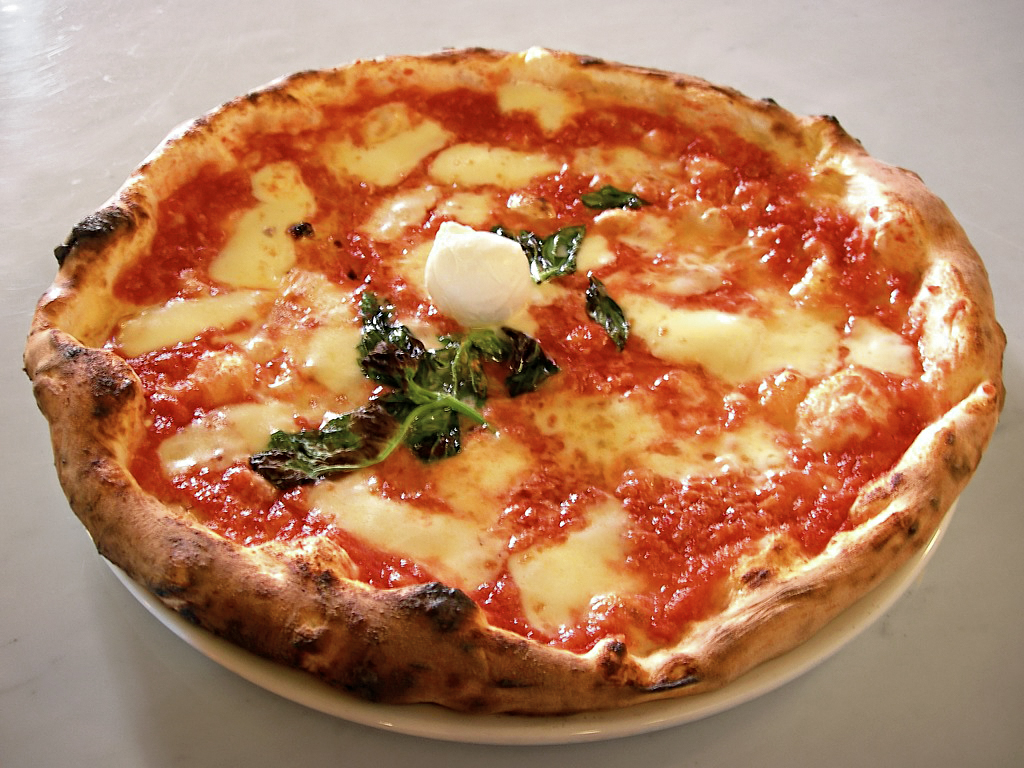
Pizza là món ăn được phát minh tại Napoli, trong đó pizza Margherita là đĩa pizza đặc trưng truyền thống và nổi tiếng nhất đại diện cho pizza phong cách Napoli.

Ảnh hưởng và bắt nguồn từ nhiều nền văn hóa đa dạng đã sinh sống trong suốt lịch sử của mình, bao gồm cả người Hy Lạp, Tây Ban Nha và Pháp, ẩm thực Napoli vươn lên thành bản sắc riêng biệt của mình vào thế kỷ 18 và nổi tiếng trên trường quốc tế. Các thành phần thường có hương vị phong phú, trong khi giá cả phải chăng cho người dân nói chung. Trên thực tế, ẩm thực Napoli là mội trong những đại diện tiên phong và tiêu biểu nhất của thương hiệu "Made in Italy" ở nước ngoài, nhờ vào những cuộc di cư quy mô lớn trong lịch sử của người dân Napoli mang theo văn hóa, ẩm thực và pizza của mình đến nhiều nơi khác nhau trên thế giới. Napoli theo truyền thống được xem là mái nhà quê hương của pizza, có nguồn gốc là bữa ăn của những người nghèo và tầng lớp thấp trong xã hội, nhưng dần trở nên phổ biến trong giới thượng lưu: nổi tiếng nhất là pizza Margherita được đặt theo tên của Nữ vương Margherita xứ Savoia sau chuyến thăm của bà đến thành phố. Các thành phần của bánh pizza kiểu Napoli đã được luật pháp Ý quy định chặt chẽ kể từ năm 2004 và được đăng ký bảo hộ món ăn Đặc sản Truyền thống từ năm 2009, và vào năm 2017 nghệ thuật làm pizza phong cách Napoli đã được UNESCO đưa vào danh sách di sản văn hóa phi vật thể của nhân loại.
Spaghetti cũng gắn liền với thành phố và thường được ăn với nước sốt ragu kiểu Napoli. Các món ăn khác phổ biến ở thành phố bao gồm Parmigiana di melanzane (cà tím nướng phủ pho mát Parmesan), spaghetti alle vongole (mì Ý và nghêu) và bánh casatiello. Là một thành phố ven biển, Napoli còn được biết đến với nhiều món hải sản, bao gồm impepata di cozze (vẹm xếp lớp), purpetiello affogato (bạch tuộc luộc nước lèo), alici marinate (cá cơm ướp), baccalà alla napoletana (cá tuyết muối) và baccalà fritto (cá tuyết chiên), một món ăn thường được ăn trong dịp lễ Giáng sinh. Napoli còn nổi tiếng với các món ngọt, bao gồm kem gelato đầy sắc màu, và có nhiều trái cây hơn. Các món bánh ngọt phổ biến của thành phố bao gồm zeppole, bánh babà, sfogliatelle và pastiera, món được chế biến đặc biệt cho lễ Phục sinh. Struffoli là loại bánh bột làm từ mật ong có vị ngọt được trang trí và ăn vào dịp Giáng sinh.
Về đồ uống, cà phê Napoli cũng được hoan nghênh rộng rãi. Bình pha cà phê nắp gập truyền thống của người Napoli được gọi là cuccuma hoặc cuccumella, là tiền đề cho việc phát minh ra máy pha cà phê espresso, và cũng là nguồn cảm hứng cho ấm pha Moka. Các nhà máy rượu ở khu vực Vesuvius sản xuất các loại rượu như Lacryma Christi ("nước mắt của Chúa") và Terzigno. Napoli cũng là quê hương của limoncello, một loại rượu mùi chanh phổ biến. Giá trị dinh dưỡng của ẩm thực Napoli được phát hiện bởi nhà dịch tễ học người Mỹ Ancel Keys vào năm 1950, sau đó thường được các nhà sức khỏe đề cập đến như một trong những ví dụ tuyệt vời điển hình nhất về chế độ ăn Địa Trung Hải.

### Kiến trúc

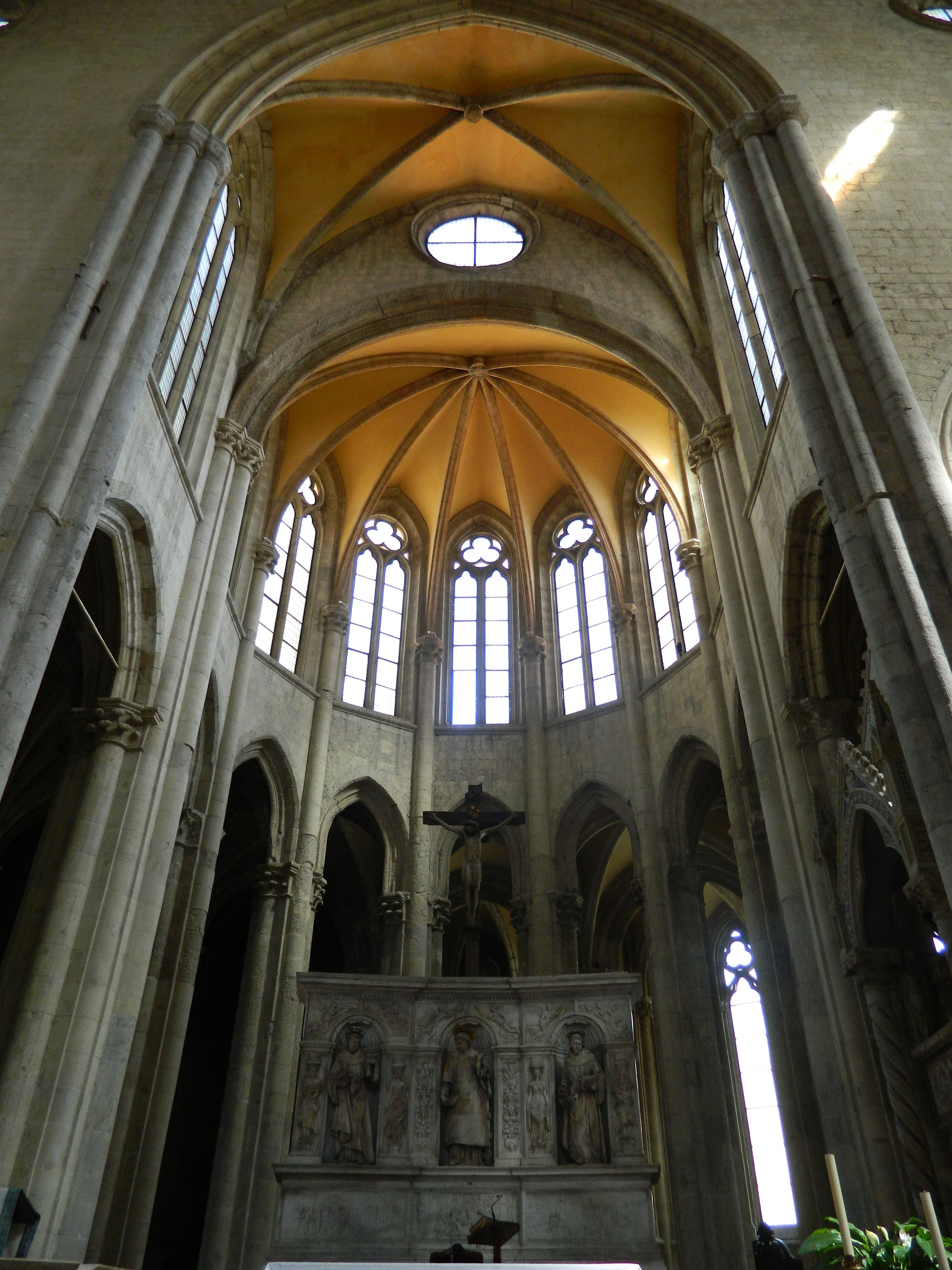
Vương cung thánh đường Thánh Lôrensô Cả, vòm giáo đường theo nguyên mẫu Gothic.

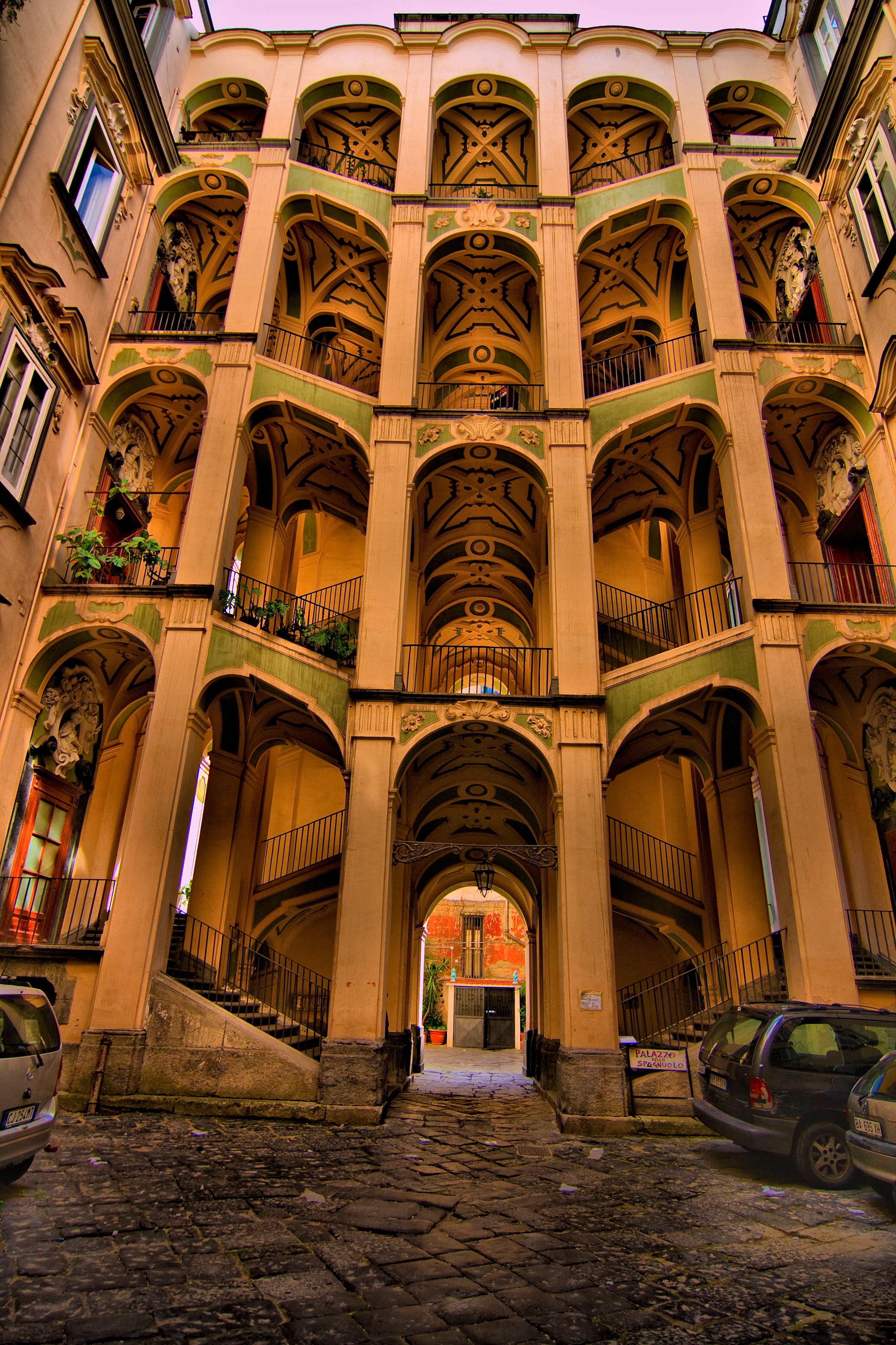
Cầu thang "đôi cánh chim ưng" hoành tráng tại Cung điện Tây Ban Nha, kiến trúc tiêu biểu của phong cách Baroque Napoli.

Napoli từ lâu đã là một trung tâm của nghệ thuật kiến trúc, điểm xuyết bởi các nhà thờ, lâu đài và cung điện thời Trung Cổ, Baroque và Phục Hưng. Lịch sử kiến trúc Napoli về cơ bản khai sinh dưới thời Angevin, nơi những nhà thờ Gothic đầu tiên của thành phố ra đời. Tiếp nối Phục Hưng, kiến trúc bước vào thời đại Baroque phong cách Napoli xa hoa, nâng tầm nhận thức cao hơn và cho thấy những điểm tuyệt vời nhất về chiều sâu chất lượng nhờ vào việc cải tạo mặt tiền của những tòa nhà có sẵn đã tồn tại hoặc xây nên gian tòa mới phía bên trong. Trên thực tế cấu trúc đô thị của thành phố đặc trưng bởi các đường phố chật hẹp không cho phép xây dựng mặt tiền với tầm nhìn rộng, dẫn đến thị hiếu kiến trúc nghệ thuật tại địa phương sẽ tập trung vào chi tiết bên trong của tòa nhà, chẳng hạn như thêm vào cầu thang hoành tráng mang tính biểu tượng có thể được nhìn thấy từ ngoài cổng vào là những điểm đặc trưng lớn nhất của các trường phái kiến trúc Phục Hưng và Baroque phong cách Napoli. Dù chúng đã đạt được thành công và phát triển đến mức độ rất cao thì vẫn là những phiên bản "chạy theo trào lưu" nhằm tái hiện lại các phong trào có tầm vóc lớn đã phổ biến ở nhiều nơi, thì trong thế kỷ 18 Napoli chứng tỏ vai trò dẫn đầu xu thế trong lĩnh vực kiến trúc vì góp phần tạo nên mô hình tân cổ điển, ra đời nhờ các cuộc khai quật những tàn tích La Mã tại Herculaneum và Pompeii tình cờ được phát hiện và vẫn còn nguyên vẹn, cùng những khám phá liên quan.
Các phong cách kiến trúc công nghiệp mới đã dẫn đến những công trình xây dựng theo phong cách chiết trung, dẫn đến những phương pháp xử lý hoa mỹ và những đổi mới hiện đại mang bản sắc địa phương, cụ thể là những đặc trưng của các biệt thự mới tại khu vực Vomero. Nhiều tòa nhà lấy cảm hứng từ phong cách kiến trúc Tân Gothic vẫn còn tồn tại ở Napoli đã để lại dấu ấn đáng kể trong cảnh quan thành phố và thiết kế nhiều dự án đô thị, chẳng hạn như tàu điện ngầm đầu tiên của thành phố. Sau giai đoạn này, trong những thập kỷ đầu tiên của thế kỷ 20, hiện tượng Art Nouveau được gọi là "Liberty Napoletano" đã phát triển trong thành phố, tạo ra nhiều tòa nhà vẫn còn hiện hữu cho đến ngày nay. Thời đại Mussolini là những năm của chủ nghĩa duy lý-chức năng, gồm các tòa nhà như Cung Bưu Điện, Pretura và hơn cả là phức hợp Mostra d'Oltremare – thành tựu vĩ đại cuối cùng của kiến trúc Phát xít. Các kiến trúc sư quan trọng nhất đã hoạt động tại thành phố là: Luigi Vanvitelli, Ferdinando Fuga, Domenico Fontana, Cosimo Fanzago, Ferdinando Sanfelice, Domenico Antonio Vaccaro, Antonio Niccolini, Lamont Young và Buono di Napoli.

### Hội họa
Nhiều trào lưu nghệ thuật quan trọng đã được hình thành qua nhiều thế kỷ tại Napoli nhờ tính chất quốc tế của nó và việc các nghệ sĩ bên ngoài đến thành phố thường xuyên. Trong thế kỷ 17, việc Caravaggio lưu lại thành phố một vài dịp trong khoảng những năm 1607-1610 đánh dấu bước ngoặt quyết định cho sự ra đời của trường phái hội họa Napoli thực sự theo định nghĩa chặt chẽ. Một nhóm nổi bật gồm các họa sĩ địa phương đã trở thành những truyền nhân khai sinh chủ nghĩa Caravaggio – cơ bản trùng hợp với sự xuất hiện của các bậc thầy hội họa Phục Hưng như Domenichino, Guido Reni và Giovanni Lanfranco cũng đến thành phố, góp phần phát triển mạnh mẽ cho trường phái hội họa này. Các xưởng vẽ đầu tiên nở hoa khắp thành phố nơi mà các nghệ sĩ như Jusepe de Ribera, Artemisia Gentileschi và nhiều nghệ sĩ khác hoạt động rất năng suất, Napoli do đó đã trở nên rất cởi mở trong việc tiếp thu hội họa. Thế kỷ 18 của Napoli chứng kiến sự tiếp nối của thời kỳ Baroque muộn và có mối quan tâm lớn hơn trong khâu trang trí. Sự hưng thịnh ở Napoli ngay tại các cung điện quý tộc và hoàng gia quan trọng cũng mang ý nghĩa rằng: sự chú ý giờ đây bắt đầu được chuyển hướng tới những nơi thế tục khác tại Napoli thay vì chỉ tập trung ở các tòa nhà tôn giáo.
Vào thế kỷ 19, hội họa Napoli từ bỏ những phong trào trong quá khứ và đằng sau những dư âm của làn gió đổi mới có sự góp mặt của những nghệ sĩ như John Constable và William Turner, mà từ đó trở thành trường phái phong trào nghệ thuật lãng mạn. Chính vì vậy, trường phái Posillipo ra đời từ năm 1820 đến 1850, với các họa sĩ ấn tượng nhất là Anton Sminck van Pitloo và Giacinto Gigante. Học viện Mỹ thuật Napoli trở thành động lực hoạt động của trường phái này và là cơ sở cho sự ra đời của một dòng nghệ sĩ khác như Francesco Saverio Altamura, Gioacchino Toma, Domenico Morelli và Vincenzo Petrocelli.

### Điêu khắc

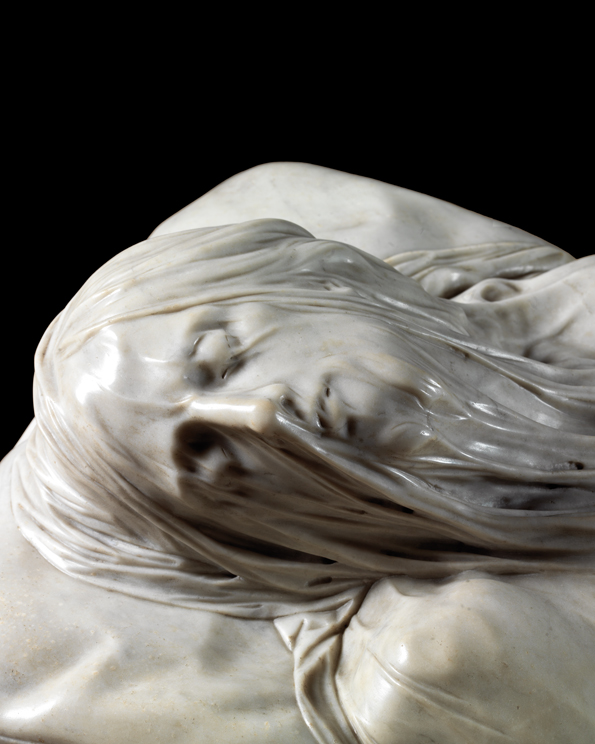
Chúa Kitô phủ khăn liệm (1753), tác phẩm đá hoa cương kiệt xuất trong làng điêu khắc thế giới của Sanmartino, Nhà nguyện Thánh Severo.

Thế kỷ 15 và 16 chứng kiến thời kỳ hưng thịnh của nghệ thuật điêu khắc Napoli. Việc xây dựng khải hoàn môn tại Lâu đài Mới từ năm 1452 đến năm 1471 đã chứng kiến sự nở rộ của xưởng đào tạo thực sự dành cho các nghệ sĩ Phục Hưng, từ đó đem theo những đổi mới nghệ thuật trải khắp vương quốc. Nhà thờ Đức Bà Đại Ân Caponapoli được xác định là bảo tàng của tác phẩm điêu khắc Napoli thế kỷ 16. Vào thế kỷ 17, tác phẩm điêu khắc được thể hiện qua việc hiện thực hóa các bút tháp cũng như các bức tượng và công trình bệ thờ hoành tráng cho các nhà thờ Napoli. Tiếp đến, tiêu biểu trong số các nhà điêu khắc của thế kỷ 18 là Giuseppe Sanmartino – có lẽ là nhà điêu khắc vĩ đại nhất của người Napoli, rất điêu luyện trong việc tạo hình các hình tượng đất nung và là người đã gầy dựng nên một trường phái nghệ thuật dựng cảnh Giáng sinh. Sanmartino cũng là tác giả của thứ được xem là một trong những kiệt tác vĩ đại nhất của nghệ thuật điêu khắc thế giới là Chúa Kitô phủ khăn liệm bằng đá cẩm thạch đặt tại nhà nguyện Thánh Severo. Nhà nguyện này cũng lưu giữ các tác phẩm bằng đá cẩm thạch có giá trị khác như của Antonio Corradini (La Pudicizia Velata) và Francesco Queirolo (Il Disinganno). Trong suốt thế kỷ 19, các tác phẩm tượng đồng và tượng bán thân của Vincenzo Gemito và Tito Angelini thống trị nền điêu khắc Napoli. Nổi tiếng ở nước ngoài là xưởng đúc nghệ thuật Chiurazzi với các tác phẩm điêu khắc bằng đồng, sau này bổ sung thêm các tác phẩm bằng đá cẩm thạch và gốm sứ. Tuy nhiên, ngày nay người ta cũng nhớ đến sự hiện diện của nhà điêu khắc Jago tại thành phố, người đã chọn phường Sanità làm nơi đặt phòng xưởng của mình.

### Thủ công mỹ nghệ, gốm sứ

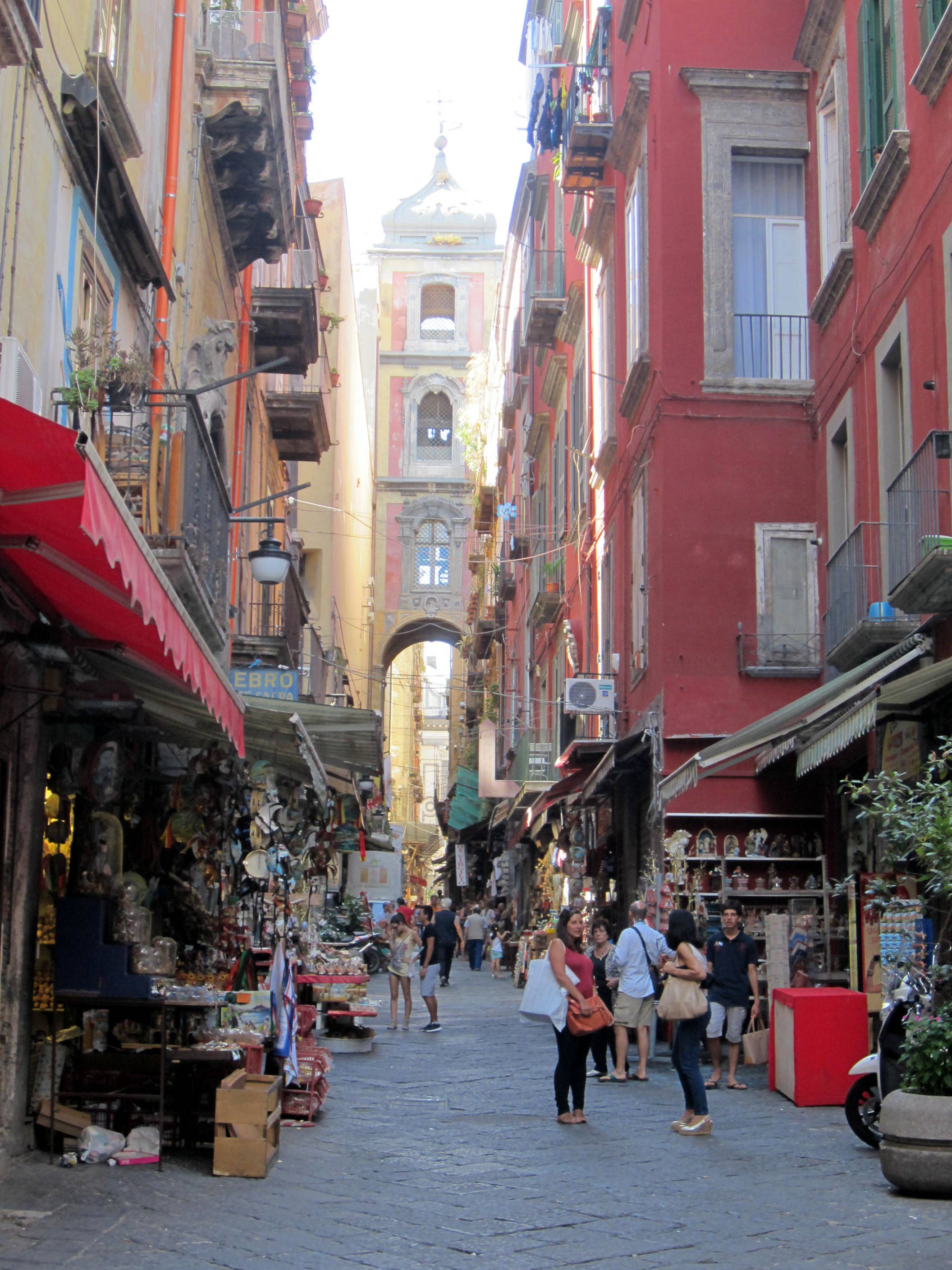
Via San Gregorio Armeno trong khu phố cổ Napoli, rất nổi tiếng với những cửa hàng đồ lưu niệm, thủ công mỹ nghệ về chủ đề dựng cảnh Giáng sinh.

Trong số rất nhiều các loại hình nghệ thuật được thực hành ở Napoli, đồ sứ Capodimonte và dựng cảnh Giáng sinh nổi lên bằng truyền thống lịch sử và thành danh quốc tế. Nguồn gốc đồ sứ bắt nguồn từ năm 1743 khi vua Carlos III thành lập Xưởng sứ hoàng gia Capodimonte với mục đích giải phóng bản thân khỏi các tác phẩm nước ngoài, với nhiều tác phẩm nghệ thuật hiện vẫn đang được trưng bày trong Bảo tàng Capodimonte. Các nhà tạo hình gốm sứ Napoli sớm đạt đến mức xuất sắc tuyệt đối và truyền thống nghề gốm sứ này vẫn còn hoạt động cho đến ngày nay. Nguồn gốc nghệ thuật dựng cảnh Giáng sinh thậm chí còn lâu đời hơn vì hang cũi ở Napoli đã được đề cập trong tài liệu năm 1025 sớm hơn nhiều so với truyền thuyết cho rằng dựng cảnh Giáng sinh đầu tiên được thực hiện bởi thánh Phanxicô thành Assisi vào năm 1223. Qua nhiều thế kỷ, nghệ thuật về cảnh Giáng sinh đã gắn bó chặt chẽ với cả kinh nghiệm và trí tưởng tượng của người dân thành phố, ở cả tính văn hóa và phổ thông thường thức. Thời kỳ hoàng kim của loại hình này có thể bắt nguồn từ vương triều Bourbon, khi nó đạt đến đỉnh cao nhất về nghệ thuật. Phố San Gregorio Armeno là chợ máng cỏ – cũi giáng sinh lớn nhất và nổi tiếng nhất thành phố, thu hút khách du lịch từ khắp nơi trên thế giới trong khoảng thời gian từ tháng 11 đến tháng 1 khoảng độ dịp nghỉ lễ Giáng sinh và đón chào năm mới, nơi trang trí những mô hình tinh tế và độc đáo nhất của Chúa hài đồng Giê-su, Mẹ Maria, Thánh Giuse cùng những người chăn cừu, các vị thánh và nhiều tác phẩm khác đại diện cho thành Nazareth thời bấy giờ.
Nghệ thuật cổ xưa được truyền lại bởi các nghệ nhân lành nghề là nghệ thuật gấp giấy papier-mâché. Những con búp bê rối burattini của Napoli cũng được đánh giá cao và được săn lùng bởi các nhà sưu tập từ khắp nơi trên thế giới. Một nghệ thuật khác do các bậc thầy người Napoli phát minh và truyền dạy cho người nước ngoài là chế tác mai rùa thành những vật liệu quý nhờ trang trí bằng vàng, bạc, ngà voi, xà cừ, sơn mài và men. Nghệ sĩ được ca tụng và ngưỡng mộ nhất là Giuseppe Serao, làm việc cho hoàng gia Bourbon. Các tác phẩm nghệ thuật của người dân Napoli trong bộ giáp được trưng bày trong nhiều viện bảo tàng và bộ sưu tập quan trọng nhất được lưu giữ trong Phòng trưng bày Kugel ở thủ đô Paris của Pháp.

### Văn học
Trong thời Đế quốc La Mã, những gương mặt quan trọng như Horace và Vergilius học tập và tiếp nhận giáo dục tại Neapolis. Vergilius đã sáng tác ra những tác phẩm văn học tiếng Latinh quan trọng nhất của mình là Eclogae, Georgica và Aeneis.
Napoli là một trong những trung tâm quan trọng của nền văn học Ý. Thế kỷ 14 là thời kỳ của chủ nghĩa nhân văn; trào lưu này bắt đầu từ Ý và một trong những trung tâm lớn của nó có trụ xứ tại thành phố này, sau đó lan ra khắp lục địa. Jacopo Sannazaro trong suốt thế kỷ 15 và đến những thập kỷ đầu tiên của thế kỷ 16 là một trong những tượng đài tiên phong của nền văn học Ý và châu Âu với những tác phẩm quan trọng, nổi bật hơn hết là bài thơ Arcadia. Năm 1458, Accademia Pontaniana được thành lập tại Napoli theo ý tưởng sáng kiến tự do của những người từ chương, khoa học và thơ văn.
Trong kỷ nguyên Baroque, nhà thơ tiếng Napoli nổi tiếng nhất là Giulio Cesare Cortese với tác phẩm Vaiasseide, trong khi văn xuôi bản ngữ Napoli thành danh nhờ Giambattista Basile với tập truyện cổ tích nổi tiếng Pentamerone, họ là những người đặt nền móng văn học và nghệ thuật cho ngôn ngữ Napoli. Học viện Oziosi được thành lập ở thế kỷ 17 là nơi gặp gỡ của các trí thức Tây Ban Nha và Napoli, bao gồm Francisco de Quevedo và Tommaso Campanella. Thế kỷ 19 mang đậm dấu ấn lẫy lừng bởi sự viếng thăm của Giacomo Leopardi – một trong những nhà thơ và nhà tư tưởng Ý vĩ đại nhất, đã sáng tác một số bài thơ quan trọng nhất của mình ở đây ngay trước khi ông qua đời như La ginestra, Il tramonto della Luna  hay Paralipomeni della Batracomiomachia.
Trong khi đó giữa thế kỷ 19 và 20, khai sinh những bài thơ đầu tiên bằng tiếng Napoli và thường được dùng làm lời bài hát kinh điển của người dân Napoli. Nhà văn kiêm nhà báo Matilde Serao là tiểu thuyết gia và nhà văn nổi tiếng trong thời của bà, từng được 6 lần đề cử Giải Nobel Văn học. Salvatore Di Giacomo là một trong những nhà văn nổi tiếng nhất bằng phương ngữ Napoli, và nhiều bài thơ của ông đã được chuyển thể thành nhạc và trở thành những bài hát nổi tiếng. Ở thời kỳ đương đại, trong số các nhà văn Napoli quan trọng nhất có thể kể tên là Luciano De Crescenzo, Erri De Luca, Roberto Saviano và đặc biệt nữ văn hào Elena Ferrante được tạp chí Time năm 2016 bình chọn là một trong 100 người có ảnh hưởng nhất trên thế giới.

### Triết học và luật khoa
Neapolis là một trung tâm văn hóa quan trọng của La Mã cổ đại. Chủ nghĩa Epicurus đã tìm thấy chỗ đứng thích hợp nhất của mình đặc biệt là ở các thành phố, bên ngoài cuộc sống bận rộn của kinh thành Roma. Triết gia Philodemus thầy của Vergilius và Horace đã sống và dạy học tại Neapolis. Trong thời Trung Cổ, nhà tư tưởng quan trọng nhất hoạt động tại Napoli là nhà thần học Thánh Tôma Aquinô là nhân vật đi đầu trong triết học kinh viện xây dựng nên trường phái Thomism. Tâm điểm của triết học Napoli thế kỷ 16 chính là Giordano Bruno với hệ thống thần học trong đó cho rằng "Thượng đế" chính là trí tuệ trừu tượng và hình thành nên trật tự những gì sẵn có trong tự nhiên, nhưng đồng thời bản thân tự nhiên cũng được trừu tượng thần thánh hóa, trong một thể thống nhất mang tính phiếm thần không thể tách rời giữa vật chất và ý thức. Bruno cũng mở rộng hơn nữa thuyết nhật tâm của Copernicus, đưa ra đề xuất về sự tồn tại của vô số các hệ hành tinh tương tự ngoài Hệ Mặt Trời, và hơn nữa có khả năng rằng tại các hành tinh này thậm chí còn có thể hình thành sự sống, đồng thời khẳng định sự vô hạn của toàn bộ vũ trụ và do vậy không có thiên thể nào ở "trung tâm".
Trong môi trường văn hóa sôi động thế kỷ 18, Napoli đã trở thành một trong những địa điểm quan trọng nhất mà từ đó Kỷ nguyên Ánh Sáng thâm nhập vào Ý. Trong thời kỳ này nổi bật hơn cả là Giambattista Vico – triết gia của chủ nghĩa duy tâm và là tiền bối của Immanuel Kant. Ông đã vạch ra những nét đặc trưng của nhân sinh văn hóa mới không chỉ dựa trên lý trí, mà còn dựa trên cảm hứng, tình cảm và tài khéo léo, hoàn toàn trái ngược với tư tưởng Descartes. Người bạn đồng hành của ông, Antonio Genovesi, sau đó đã trở thành trưởng khoa kinh tế chính trị đầu tiên trên thế giới tại Đại học Napoli danh giá. Các nghiên cứu luật khoa đã được nâng cao ở Napoli nhờ vào những nhân cách lỗi lạc. Luật gia Mario Pagano nhân vật xuất sắc của kỷ nguyên Khai sáng tại Ý là người khởi xướng "trường phái luật lịch sử Napoli", cũng như là tiền thân của chủ nghĩa thực chứng. Tư tưởng tiêu biểu nhất ở Napoli trong giai đoạn giữa thế kỷ 19 và 20 là Benedetto Croce, tượng đài của chủ nghĩa tự do Ý và là nhân vật tiên phong của chủ nghĩa lịch sử. Nhờ các nhà tư tưởng và triết gia như Vico, Pagano hay Croce, Napoli đã trở thành một trong những trung tâm lớn của Ý về nghiên cứu lịch sử và triết học lịch sử. Những nhân vật như luật gia và luật sư Enrico De Nicola đã giúp soạn thảo Hiến pháp hiện đại của nước Cộng hòa Ý và cuối cùng được bầu vào chức vụ Tổng thống đầu tiên của nền Cộng hòa Ý.
Ví dụ hiện đại điển hình nhất của việc nghiên cứu triết học ở Napoli là Viện Nghiên cứu Triết học Ý có trụ sở đặt tại thành phố, là nơi thu thập khoảng 300.000 đầu sách triết học, trong đó bao gồm rất nhiều bản gốc, và đã được UNESCO đánh giá là "vô song trên toàn thế giới".

### Khoa học tự nhiên
Ngành khoa hiện đại nghiên cứu về núi lửa cùng các hiện tượng địa chất, vật lý liên quan bắt nguồn từ Napoli. Đài quan sát Vesuvius được thành lập năm 1841 là viện khoa học đầu tiên thuộc ngành núi lửa học trên thế giới.
Có tầm quan trọng đáng kể là trường phái toán học Napoli, nổi bật ở thế kỷ 18 gồm Nicola Fergola và học trò của ông Annibale Giordano – người xuất bản khái quát về "vấn đề của Pappus" năm 1787 khi còn rất trẻ. Thế kỷ 20 tiêu biểu với Renato Caccioppoli, có ảnh hưởng quyết định đến sự phát triển của ngành giải tích toán học ở Ý.
Thiên văn học Napoli đã đạt được kết quả xuất sắc hơn bao giờ hết là nhờ vào Đài quan sát thiên văn Capodimonte. Giovanni Battista Della Porta có công mô tả các nguyên tắc của kính thiên văn khoảng hai mươi năm trước khi Galileo Galilei chế tạo ra nó. Bản thân Della Porta là một trong những nhân vật khoa học quan trọng nhất của thế kỷ 16, cũng được biết đến với những nghiên cứu về mật mã học và khoa học tự nhiên. Francesco Fontana – người chế tạo các loại kính viễn vọng Kepler, là người đầu tiên vẽ các bản vẽ của Mặt Trăng, sao Hỏa và các hành tinh quan trọng khác.
Một điểm nhấn khác là trường phái thực vật học được đại diện bởi Michele Tenore với bộ sách Flora Napolitana của ông. Bên cạnh đó, trường phái động vật học được đại diện bởi Oronzo Gabriele Costa, đã khám phá trong vùng vịnh Napoli và phân loại chính xác trong số các loài động vật có dây sống lưỡng tiêm, giúp xác định mối liên hệ giữa động vật không xương sống và động vật có xương sống, có ảnh hưởng to lớn đến sự hình thành và xây dựng thuyết tiến hóa của Darwin.
Sau cùng, ngành y khoa cũng đáng được chú ý đến với Domenico Cotugno là đại diện tiêu biểu nhất. Với tư cách là Hiệu trưởng Đại học Napoli, ông là nhân vật chính trên tất cả các khám phá quan trọng về thần kinh, đạt được thông qua phương pháp phẫu tích. Bộ môn khoa học giải phẫu so sánh ra đời ở Napoli nhờ bác sĩ Marco Aurelio Severino, tác giả cuốn Zootomia Democritea, chuyên luận tổng quát đầu tiên trên thế giới về chủ đề này.

### Thời trang may mặc

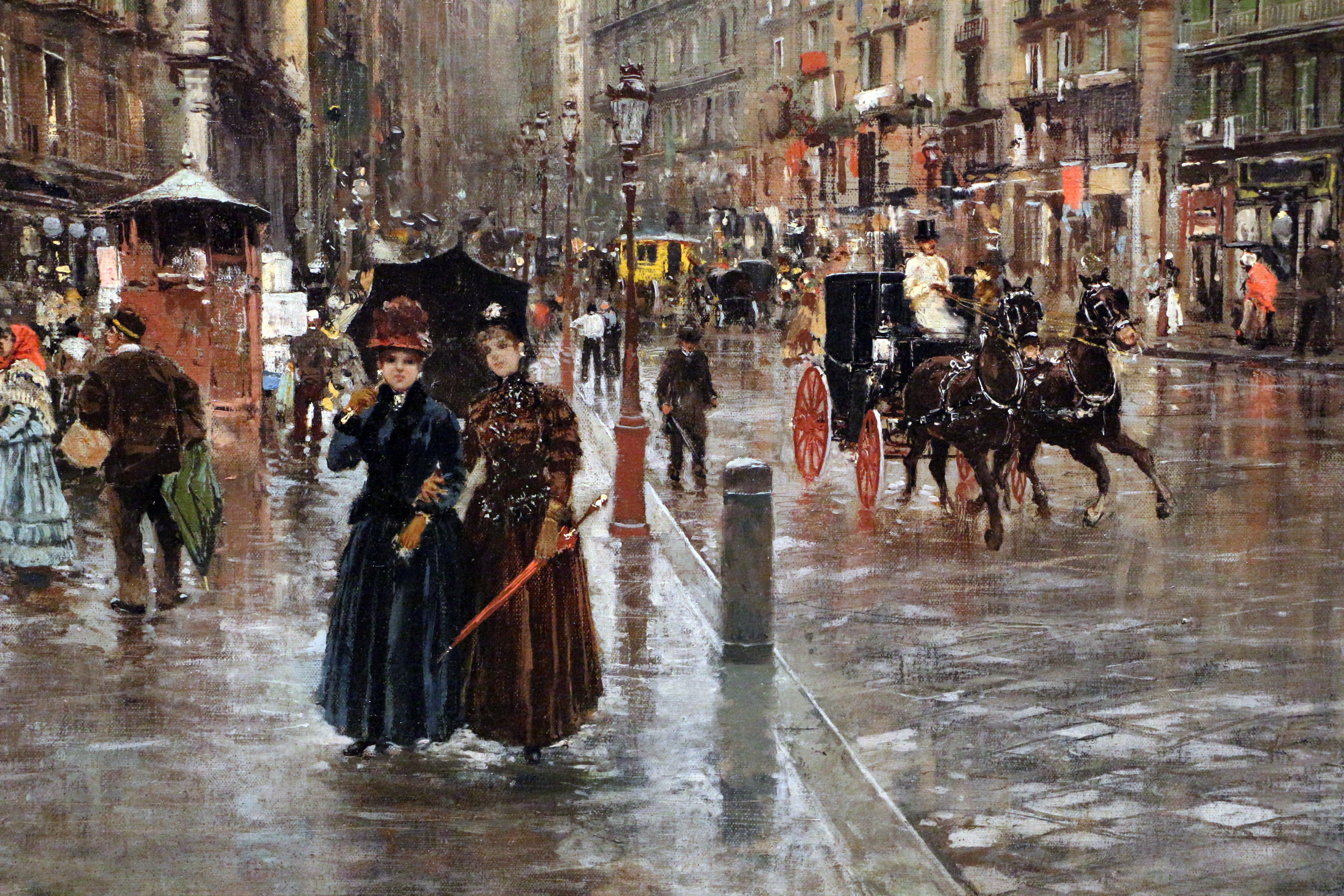
Via Toledo là con phố mua sắm nổi tiếng nhất trung tâm thành phố.

Mối quan hệ của Napoli với thời trang và nhãn hiệu "Made in Italy" có nguồn gốc từ lịch sử sớm nhất là từ thời Angevin. Phong cách và sự thể hiện là các bộ phận cấu thành tâm hồn người dân thành phố. Thời trang Napoli chạm đến thời kỳ vàng son thực sự trong thời Aragon, rất nhiều thợ may và thợ dệt đã được tuyển dụng để may trang phục cho vua và những người nổi tiếng, mang lại sức sống cho phong cách được đánh giá cao. Bắt đầu từ thời kỳ Phục Hưng, thời trang trở nên phát triển mạnh mẽ bên cạnh nghệ thuật, âm nhạc và triết học. Napoli cùng với thành bang hùng mạnh khác như Venezia, Milano, Firenze và Roma đã sản xuất hàng dệt như nhung, lụa, len và các loại vải phong phú kèm hàng với xa xỉ, mũ, giày dép, mỹ phẩm, đồ trang sức, áo choàng, váy công phu, góp phần định hình thời trang Ý ngày càng trở nên phổ biến và tạo ảnh hưởng trên khắp nơi, được ưa chuộng bởi những gia đình quyền lực và quý tộc, nhanh chóng dẫn đầu xu hướng chính của châu Âu nhờ vào sức mạnh văn hóa trong thời kỳ bấy giờ.

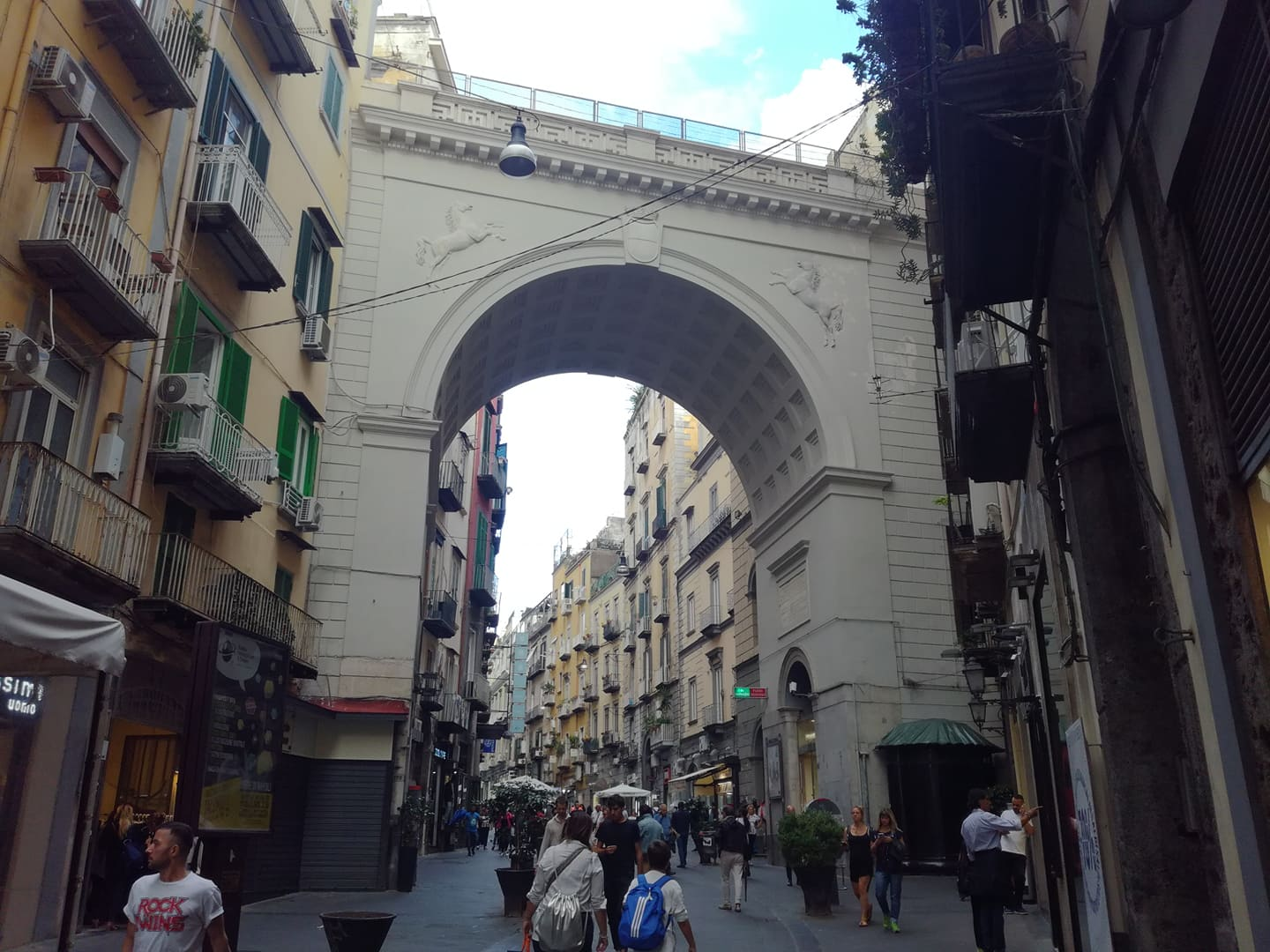
Cùng với quận thời trang ở Milano, phố Via dei Condotti ở Roma và Via Tornabuoni của Firenze, phường Chiaia tại Napoli là một trong những quận khu mua sắm trọng điểm nhất tại Ý.

Thời Bourbon nhìn chung là thời kỳ suy tàn đối với thời trang Napoli, bấy giờ trang phục người dân Napoli bị xem là lỗi thời, đặc biệt khi so sánh với những nơi mà quy tắc ăn mặc đã được chuẩn hóa như Paris và London. Trong giai đoạn giữa thế kỷ 19 và 20, thành phố tìm lại được uy tín của quá khứ, thiết lập và định hình nền tảng cho ngày nay: sự thể hiện của việc đo đạc và thanh lịch. Nghề may mặc của Napoli trở nên nổi tiếng và được đánh giá cao trên toàn thế giới với các nhà may và hàng loạt thương hiệu ra đời, bắt đầu xuất khẩu các sản phẩm của mình ra nước ngoài, bao gồm cà vạt là mặt hàng chủ đạo nhất. Đến những năm 1930, nghề may địa phương đã được đình hình vững, chất lượng sánh ngang với ngành may mặc ở Anh và tạo ra phong cách cho riêng mình, điển hình là áo khoác kiểu Napoli, với thiết kế đảm bảo sự nhẹ nhàng và thoải mái cho người mặc.
Hiện nay khu vực đô thị Napoli là nơi có nhiều nhà máy thủ công chuyên môn hóa cao, sản xuất các các bộ phận trang phục và phụ kiện cung cấp cho các thương hiệu cao cấp hàng đầu như Chanel, Dior, Balmain và dòng chính của Ralph Lauren. Năm 2016 Ủy ban Thương mại Ý đã tổ chức sự kiện thương mại "Naples Meets the World" với sự góp mặt của nhiều nhà sản xuất và thương hiệu chất lượng của thành phố để thu hút sự chú ý của toàn cầu. Napoli là một trong những trung tâm thời trang quan trọng và là kinh đô thời trang thứ tư của Ý, xếp sau Milano, Roma và Firenze, cũng như là trung tâm thời trang lớn nhất miền Nam quốc gia này.

### Sân khấu, kịch nghệ

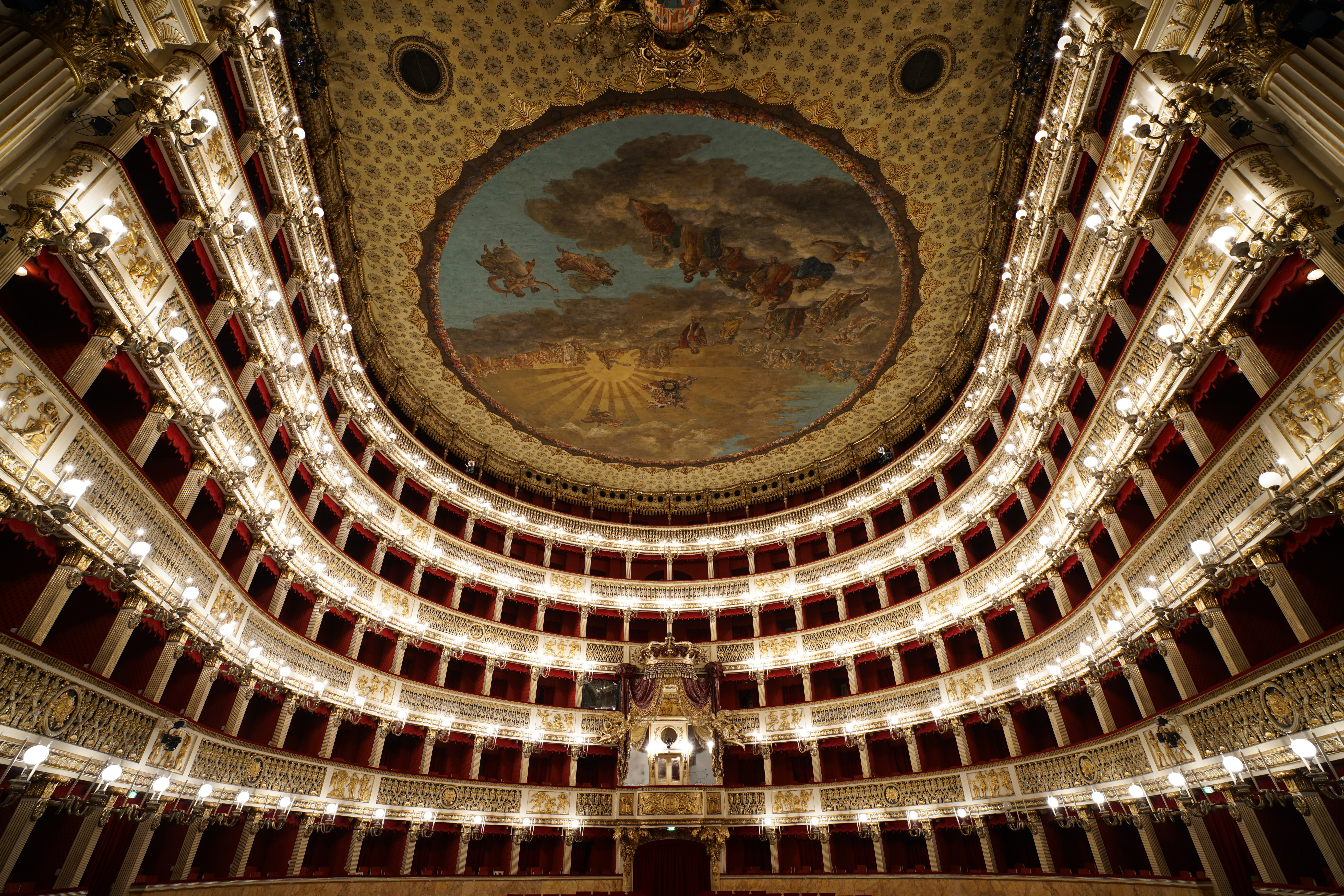
Nhà hát San Carlo là nhà hát opera lâu đời nhất còn hoạt động trên thế giới.

Sân khấu là một trong những truyền thống nghệ thuật lâu đời nhất và được biết đến nhiều nhất của thành phố; đã được hoàng đế Nero biểu diễn vào thế kỷ đầu tiên của Công nguyên, trên sân khấu của nhà hát La Mã Neapolis.
Napoli là một trong những trung tâm khởi nguồn của thể loại sân khấu hiện đại ngày nay. Thời kỳ hoàng kim của loại hình sân khấu Napoli hiện đại là thế kỷ 18, khi nhiều nhà hát được xây dựng bao gồm cả Nhà hát hoàng gia San Carlo là nhà hát lâu đời nhất còn hoạt động ở châu Âu. Đó là những năm Napoli đóng vai trò là kinh đô của âm nhạc với sự hoạt động phi thường của nhạc viện thành phố đã góp phần vào sự phát triển của trường phái âm nhạc Napoli. Nhờ truyền thống lâu đời nhiều thế kỷ này cùng với số lượng lớn các nhà hát trong thành phố, Napoli đã được chọn làm địa điểm tổ chức các sự kiện quan trọng như Liên hoan Sân khấu Quốc gia.
Nghệ thuật sân khấu Napoli theo định nghĩa chặt chẽ được ra đời cùng với các tác phẩm mang dấu ấn cung đình vương triều Aragon của Jacopo Sannazaro vào đầu thế kỷ 15 và 16. Một thể loại nhạc kịch opera có tên là opera buffa được tạo ra ở Napoli vào thế kỷ 18 và sau đó lan rộng đến Roma và đến miền bắc nước Ý. Trong thế kỷ 20, Eduardo De Filippo là cha đẻ của truyền thống kịch hiện đại Napoli, đảm nhận một loạt các hoạt động ban đầu là viết kịch bản và diễn xuất sân khấu nhằm mục đích đưa linh hồn của Napoli và cư dân của nó lên sân khấu, thông qua đó làm nổi bật những đặc điểm nhân văn cơ bản và xã hội đương đại, tiêu biểu nhất như Napoli milionaria! ("Triệu phú Napoli"). Ngày nay, các tác phẩm của ông vẫn được trình bày thông qua các tác phẩm điện ảnh hoặc tái hiện sân khấu.
"Sceneggiata" là loại hình sân khấu dân gian hiện đại trở nên rất phổ biến đối với người dân nước ngoài, và sau đó trở thành một trong những thể loại nổi tiếng nhất của điện ảnh Ý, dàn dựng các chủ đề kinh điển thông thường về những câu chuyện tình yêu bị cản trở, hài kịch, những câu chuyện đẫm nước mắt, thường là về những người lương thiện trở thành kẻ sống ngoài vòng pháp luật do những sự kiện không may. Nhiều nhà văn và nhà viết kịch như Raffaele Viviani đã viết phim hài và phim truyền hình cho thể loại này. Trong số các tác giả và diễn viên kịch hiện đại – đương đại của Napoli, đáng chú ý là Roberto De Simone và bộ ba La Smorfia gồm Enzo Decaro, Lello Arena và Massimo Troisi.

### Âm nhạc
Khởi nguồn từ truyền thống truyền miệng hàng thế kỷ, âm nhạc Napoli mang hình thức phong nhã trong bối cảnh âm nhạc tôn giáo lẫn đời thường trong giai đoạn thế kỷ 15 đến 17. Napoli đóng vai trò quan trọng trong lịch sử âm nhạc nghệ thuật phương Tây trong hơn bốn thế kỷ. Các nhạc sĩ xuất chúng như Alessandro và Domenico Scarlatti, Giovanni Battista Pergolesi, Niccolò Piccinni, Giovanni Paisiello và Gioachino Rossini đóng góp vào bức tranh toàn cảnh châu Âu và cho sự hình thành và phát triển của opera và trường phái âm nhạc Napoli. Chất lượng và số lượng âm nhạc cổ điển được sản xuất ở Napoli được minh chứng bằng bức thư mà cha của Mozart viết cho con trai ông năm 1778 ưu ái so sánh khung cảnh opera ở Napoli với Paris về cơ hội cho nhà soạn nhạc trẻ nổi lên.  Bốn nhạc viện danh tiếng của thành phố được hợp nhất năm 1808 dẫn đến sự ra đời của San Pietro a Majella từ đó xuất hiện những tên tuổi như Ruggero Leoncavallo, Riccardo Muti, Sergio Fiorentino, Vincenzo Bellini, Saverio Mercadante, Aldo Ciccolini, Salvatore Accardo, Bruno Canino, Nicola Antonio Zingarelli và Roberto De Simone. San Pietro Majella tiếp tục hoạt động cho đến ngày nay với tư cách vừa là trung tâm giáo dục âm nhạc uy tín vừa là bảo tàng âm nhạc.
Đàn mandolin sớm nhất được tạo ra bởi gia đình Vinaccia giữa thế kỷ 18 và kiểu Napoli trở thành phiên bản phổ biến thế giới của loại nhạc cụ này. Do ảnh hưởng từ người Tây Ban Nha, người dân Napoli trở thành những người tiên phong trong âm nhạc guitar cổ điển, với Ferdinando Carulli và Mauro Giuliani là những tác gia nổi bật. Điệu tarantella của Napoli ra đời vào cuối thế kỷ 17 là một điệu nhảy tán tỉnh được thực hiện bởi các cặp đôi có "nhịp điệu, giai điệu, cử chỉ và các bài hát đi kèm khá phá cách" với âm nhạc vui tươi tiết tấu nhanh. Thể loại ca khúc Napoli "canzone napoletana" về cơ bản là âm nhạc truyền thống của thành phố, với hàng trăm bài hát dân gian, một số bài có thể bắt nguồn từ thế kỷ 13 và trở thành một loại hình chính thức vào giữa thế kỷ 19 và nửa đầu thế kỷ 20. Bài hát cổ điển Napoli với sự góp mặt của các nhà soạn nhạc như Ernesto Murolo, Libero Bovio, Vincenzo Russo và Salvatore Di Giacomo, đã trở thành một trong những biểu tượng của nền âm nhạc Ý. Trong bối cảnh đó, giọng nam cao Enrico Caruso nổi lên như một nghệ sĩ truyền tải xuất sắc nhất và là một tượng đài âm nhạc Napoli trên toàn thế giới, được coi là một trong những tenor giọng nam cao opera vĩ đại nhất mọi thời đại.
Sau thế chiến, sự tiếp xúc của các nhạc sĩ Napoli với người Mỹ trong thời kỳ chiếm đóng của Hoa Kỳ tại Ý đã làm nảy sinh một làn sóng âm nhạc mới và cha đẻ của nó là Renato Carosone. Trụ sở chính của RAI ở Napoli là kho lưu trữ âm thanh của những ca khúc Napoli. Trong thời hiện đại, canzone napoletana với những đột phá về phong cách đã mở ra cánh cửa cho các thể loại âm nhạc khác như progressive rock, neomelodic, cantautore và sceneggiata.

### Lễ hội

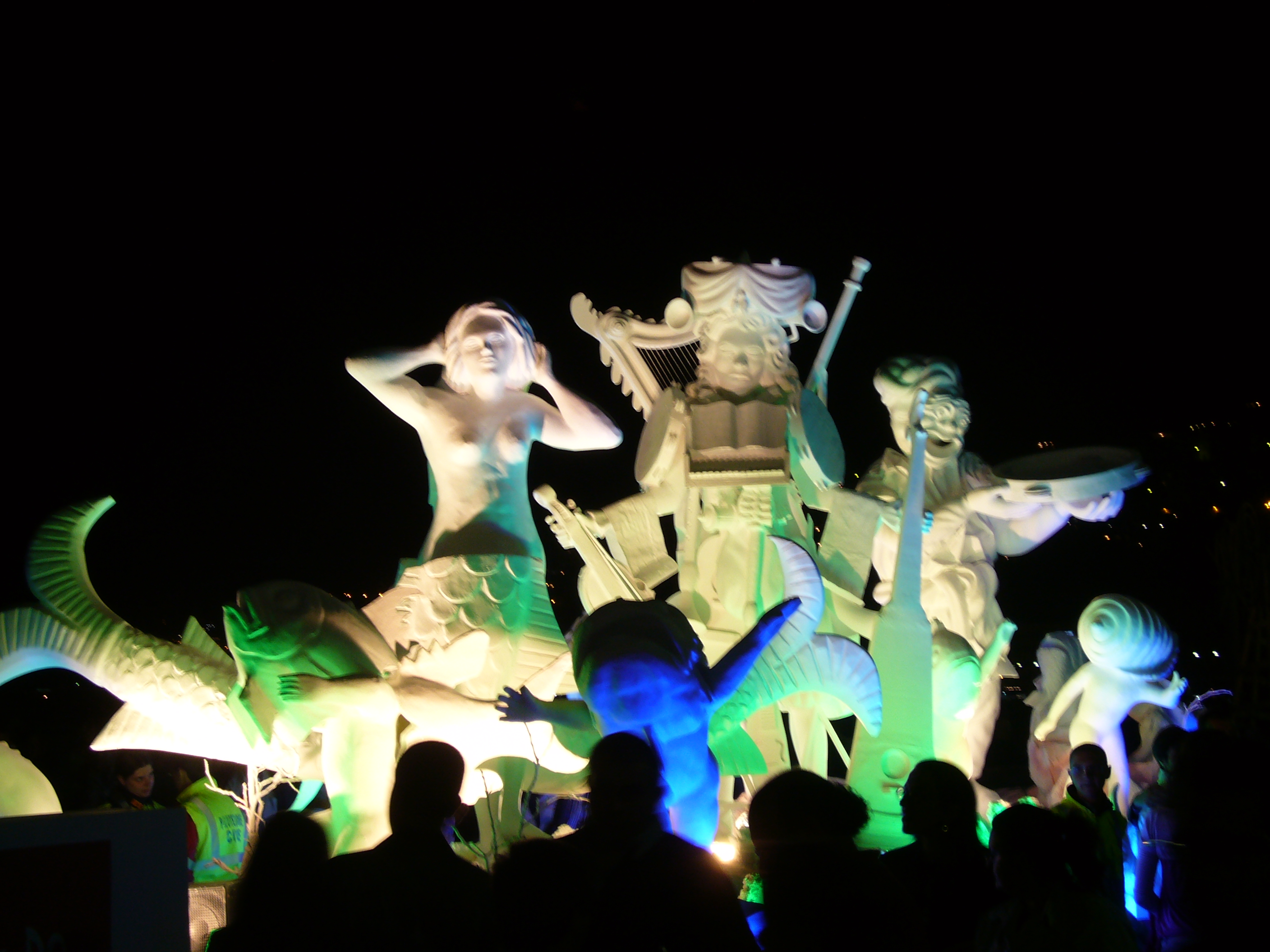
Lễ hội Piedigrotta, Napoli.

Ý nghĩa văn hóa của Napoli thường được thể hiện thông qua một loạt các lễ hội được tổ chức trong thành phố, tiêu biểu như:
- Lễ hội Piedigrotta (Festa di Piedigrotta) – Sự kiện âm nhạc địa phương thường được tổ chức vào Tháng Chín, để tưởng nhớ Đức Mẹ Piedigrotta. Trong suốt cả tháng, một loạt các buổi hòa nhạc và trình diễn âm nhạc, các sự kiện tôn giáo được tổ chức để phục vụ giải trí cho người dân thành phố và các khu vực lân cận.[322]
- Lễ hội Pizza (Pizzafest) – Vì Napoli nổi tiếng là quê hương của bánh pizza, thành phố tổ chức một lễ hội kéo dài 11 ngày dành riêng cho món ăn mang tính biểu tượng này. Đây là sự kiện quan trọng đối với người dân và khách du lịch, vì nhiều trạm ẩm thực mở cửa phục vụ và cho nếm thử nhiều loại bánh pizza chuẩn kiểu Napoli, bên cạnh một loạt các chương trình giải trí khác.[323]
- Tháng Năm của những tượng đài (Maggio dei Monumenti) – Nét văn hóa với loạt các sự kiện đặc biệt dành riêng cho ngày sinh của Carlos III nhà Bourbon. Lễ hội biểu diễn nghệ thuật và âm nhạc của thế kỷ 18, và nhiều tòa nhà thường đóng cửa quanh năm mở cửa cho du khách tham quan vào khoảng thời gian này.[324]
- Sự trở lại của Lễ hội Thánh Gianuariô (Il Ritorno della festa di San Gennaro) – Dịp lễ kỷ niệm đức tin hàng năm được tổ chức trong suốt 3 ngày, để tưởng nhớ vị thánh bảo hộ của thành phố, bao gồm các cuộc diễu hành, lễ rước tôn giáo và các buổi giải trí âm nhạc. Một phiên bản tương tự cũng được tổ chức hằng năm tại khu "Little Italy" quận Manhattan, New York nơi có đông người gốc Ý sinh sống.[325][326]

### Truyền thống và văn hóa dân gian

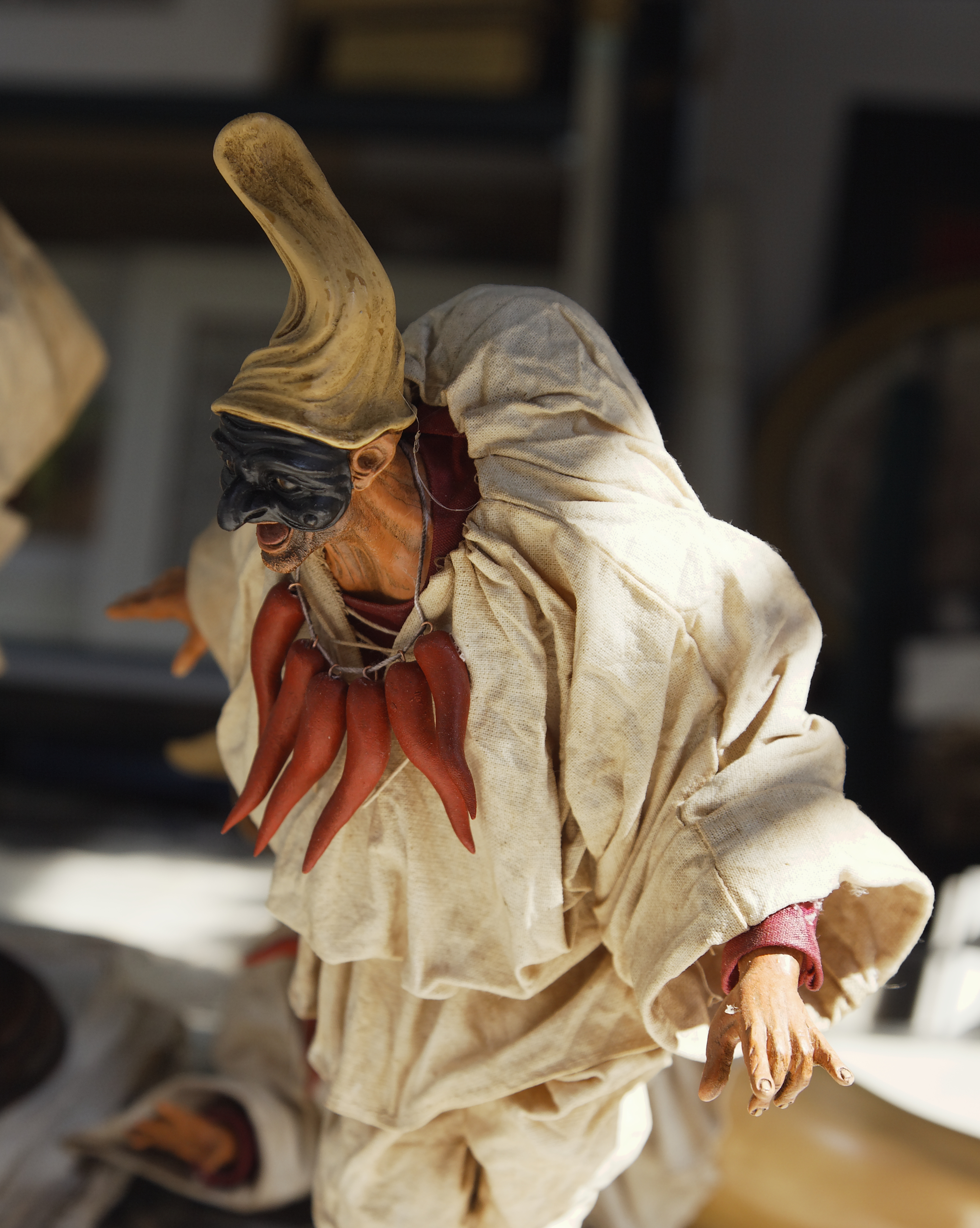
Mặt nạ kịch Pulcinella

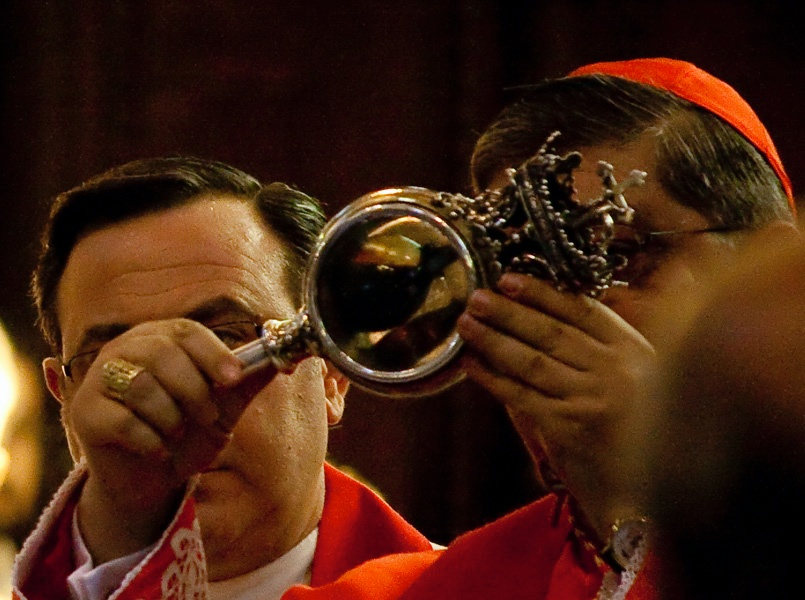
Nghi thức phép lạ "máu hóa lỏng" thiêng liêng của Thánh Gianuariô trong niềm tin Công giáo tại địa phương.

Nền văn hóa phong phú cùng với truyền thống lâu đời đã tạo nên "thần thái Napoli" theo thời gian với bộ thói quen và lối sống của người dân địa phương, định hình bản sắc con người Napoli vững chắc và mạnh mẽ, thể hiện khái quát bối cảnh văn hóa toàn bộ miền Nam hay thậm chí một số trường hợp là đại diện cho cả nước Ý. Pizza, Mặt Trời, tarantella và cây đàn mandolin là 4 biểu tượng văn hóa đời sống của Napoli, trên thực tế được coi là những biểu tượng cổ điển nhất của nước Ý (đôi khi còn được sử dụng với mục đích kỳ thị) trong tư tưởng của tập thể quốc tế. Mặt khác, những hình ảnh biểu tượng đại diện của Napoli đã thành khuôn mẫu như núi Vesuvius; chiếc sừng hoặc ông tiên munaciello, minh chứng cho sự mê tín phổ biến; mozzarella, biểu tượng của ẩm thực Napoli và nước Ý bên cạnh bánh pizza; hay Pulcinella, một trong những loại mặt nạ nổi tiếng nhất của Ý và thường được dùng để đại diện cho nước Ý; cuối cùng là hình tượng cổ kính của những con hẻm Napoli, chủ đạo bởi những căn nhà nhỏ chen chút san sát nhau và quần áo treo đầy dọc đường.
Công giáo có vị thế rất quan trọng trong đức tin và tín ngưỡng của người dân địa phương. Vào ngày 19 tháng 9 hằng năm, Nhà thờ chính tòa Napoli tổ chức lễ phép lạ lâu đời mà hàng ngàn người dân đổ xô đến để chứng kiến máu khô của Thánh Gianuariô được cho là chuyển sang thể lỏng khi đưa đến gần các thánh tích thi thể của ông, minh chứng cho sự sùng đạo của người dân và tình yêu đối với vị thánh quan thầy của thành phố. Trong số các loại hình văn hóa tôn giáo quần chúng, nghệ thuật truyền thống dựng cảnh Giáng sinh của người dân Napoli chiếm ưu thế.

### Điện ảnh và truyền hình

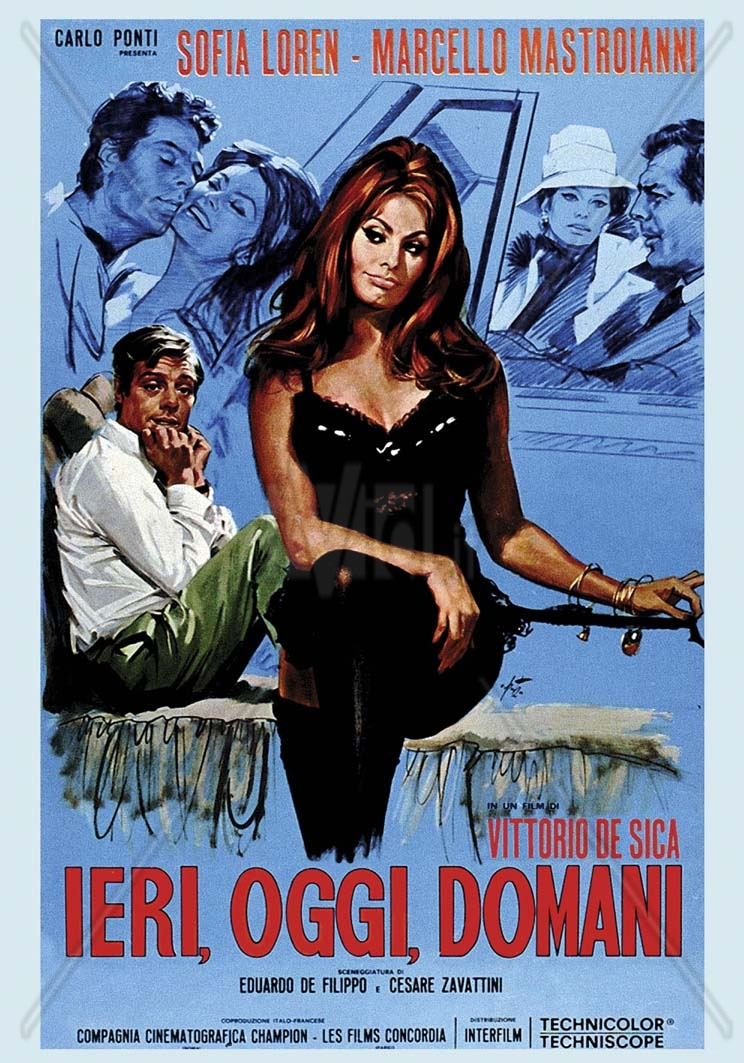
Ieri, Oggi e Domani của Vittorio De Sica, với sự tham gia diễn xuất của Sophia Loren và Marcello Mastroianni, đã thắng tượng vàng cho Phim nói tiếng nước ngoài hay nhất trong lễ trao giải Oscar lần thứ 37.

Napoli có ảnh hưởng đáng kể đến nền điện ảnh Ý. Vì tầm quan trọng của thành phố, nhiều bộ phim và chương trình truyền hình được quay (toàn bộ hoặc một phần) ở Napoli. Ngoài việc làm bối cảnh cho một số bộ phim và chương trình, rất nhiều tài tử nổi tiếng (diễn viên, đạo diễn và nhà sản xuất) xuất thân từ thành phố. Thành phố là địa điểm chính cho những kiệt tác điện ảnh Ý thời kỳ đầu. Assunta Spina (1915) là một bộ phim câm được chuyển thể từ một bộ phim truyền hình chiếu rạp của nhà văn người Napoli, Salvatore Di Giacomo. Phim do Gustavo Serena làm đạo diễn. Serena cũng đóng vai chính trong bộ phim Romeo và Juliet năm 1912.
Napoli là quê hương của một trong những bộ phim màu đầu tiên của Ý, Totò a colori (1952), với sự tham gia của Totò – diễn viên hài nổi tiếng sinh ra ở Napoli. Một số bộ phim hài đáng chú ý lấy bối cảnh ở Napoli bao gồm Ieri, Oggi e Domani (Hôm qua, Hôm nay và Ngày mai) của Vittorio De Sica, với sự tham gia của Sophia Loren và Marcello Mastroianni, đã đạt giải Oscar cho danh mục Phim nói tiếng nước ngoài hay nhất, It Started in Naples, L'oro di Napoli một lần nữa của Vittorio De Sica; phim kịch tính như Profumo di donna của Dino Risi; phim chiến tranh như Bốn ngày Napoli của đạo diễn Nanni Loy người Sardegna; phim nhạc kịch sceneggiata như Zappatore, từ bài hát cùng tên của Libero Bovio và ca sĩ đóng vai chính và nam diễn viên Mario Merola; các phim tội phạm như Il Camorrista với Ben Gazzara đóng vai trùm camorra khét tiếng Raffaele Cutolo; và các phim cổ trang hoặc lịch sử như That Hamilton Woman với sự tham gia của Vivien Leigh và Laurence Olivier.
Các bộ phim Napoli hiện đại hơn bao gồm Ricomincio da tre, mô tả cuộc sống khốn khó của một người di cư trẻ vào cuối thế kỷ 20. Bộ phim Gomorrah năm 2008, dựa trên cuốn sách của Roberto Saviano, khám phá bóng tối của thành phố Napoli thông qua năm câu chuyện đan xen về tổ chức tội phạm khét tiếng của thành phố, cũng như loạt phim truyền hình cùng tên. Một số tập của loạt phim hoạt hình Tom và Jerry cũng có tham chiếu/ảnh hưởng từ Napoli như tập phim Neapolitan Mouse hay ca khúc "Santa Lucia" do mèo Tom chơi trong tập Cat và Dupli-cat có nguồn gốc từ Napoli. Thành phố cũng xuất hiện trong các tập phim truyền hình nhiều kỳ như The Sopranos và phiên bản năm 1998 của Bá tước Monte Cristo với sự tham gia của Gérard Depardieu. Gần đây, Napoli là bối cảnh chính trong tập cuối của loạt phim hành động khoa học viễn tưởng Sense8 của Netflix.

### Thể thao

Tranh tường đường phố Napoli phác họa cầu thủ Diego Maradona.

Cho đến nay bóng đá là môn thể thao phổ biến nhất ở Napoli. Được người Anh đưa đến thành phố vào đầu thế kỷ 20, môn thể thao này đã ăn sâu vào văn hóa địa phương: nó phổ biến ở mọi tầng lớp trong xã hội, từ những trẻ em đường phố scugnizzi đến những tuyển thủ chuyên nghiệp giàu có. Câu lạc bộ bóng đá nổi tiếng nhất của thành phố là S.S.C. Napoli, chơi các trận đấu trên sân nhà tại Sân vận động San Paolo ở phường Fuorigrotta. Sau sự ra đi của  Diego Maradona tháng 11 năm 2020, San Paolo được chính quyền đổi tên thành "Sân vận động Diego Armando Maradona" để vinh danh tưởng nhớ vị tiền đạo người Argentina đã chơi cho họ trong bảy năm. Đội bóng chơi ở Giải vô địch bóng đá quốc gia Ý và đã dành huy hiệu vô địch Scudetto hai lần, thắng chiếc cúp Coppa Italia sáu lần và Supercoppa Italiana hai lần. Đội cũng đã giành được cúp vô địch UEFA Europa League, và từng được vinh danh là Cầu thủ xuất sắc nhất thế kỷ của FIFA là Diego Maradona trong số các cầu thủ của mình. Bản thân Napoli đã sản sinh ra rất nhiều cầu thủ chuyên nghiệp nổi bật, bao gồm Ciro Ferrara và Fabio Cannavaro. Cannavaro là đội trưởng đội tuyển quốc gia Ý cho đến năm 2010, và đã dẫn dắt đội giành chức vô địch World Cup 2006. Do đó, anh được vinh danh là Cầu thủ xuất sắc nhất năm của FIFA.
Một số đội bóng nhỏ hơn của thành phố bao gồm F.C. Neapolis và Internapoli, chơi tại Sân vận động Arturo Collana. Napoli cũng có các đội thuộc các môn thể thao khác như Eldo Napoli là đội đại diện tại Serie A của môn bóng rổ và thi đấu ở Bagnoli. Thành phố đồng đăng cai EuroBasket 1969. Partenope Rugby là đội bóng bầu dục nổi tiếng nhất của thành phố: đội đã hai lần vô địch giải bóng bầu dục Serie A. Các môn thể thao địa phương phổ biến khác bao gồm bóng nước, đua ngựa, chèo thuyền, đấu kiếm, quyền Anh và võ thuật. Học viện đấu kiếm quốc gia Napoli (Accademia Nazionale di Scherma) là nơi duy nhất tại Ý cấp danh hiệu "Bậc thầy kiếm thuật" và "Bậc thầy kendo" sau kỳ thi khảo hạch.

## Camorra và khủng hoảng đô thị

### Camorra – Tội phạm có tổ chức

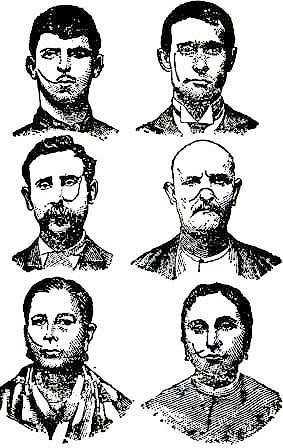
Camorristi đầu thế kỷ 20.

Camorra là tên gọi của mafia tại Napoli, hoạt động chủ yếu ở thành phố và địa bàn vùng Campania. Đây là một trong những tổ chức tội phạm lớn nhất và cổ xưa nhất tại Ý, có nguồn gốc từ thế kỷ 17. Khác với cấu trúc hình chóp kim tự tháp của Mafia Sicilia, cơ cấu của Camorra được tổ chức theo hướng "hàng ngang" hơn và chia thành các nhóm riêng lẻ còn được gọi là "gia tộc". Mỗi capo là người đứng đầu mỗi gia tộc, bên trong đó có thể phân làm hàng chục hoặc hàng trăm nhánh tùy thuộc vào quyền lực và cấu trúc của gia tộc đó, đặc trưng bởi tính phân mảnh cao. Do đó khi các gia tộc hoạt động độc lập, họ thường có xu hướng thù địch với nhau hơn vì đụng chạm lợi ích cũng như giành quyền kế vị và chinh phục các địa bàn gây ảnh hưởng, tuy nhiên cũng làm cho tổng thể Camorra kiên cường hơn trong trường hợp các thủ lĩnh hàng đầu bị bắt hoặc sát hại, và các băng đảng và tổ chức mới sẽ xuất hiện từ những tàn tích của những gia tộc cũ. Các mục tiêu kinh doanh chính của Camorra là buôn bán ma túy, lừa đảo, làm hàng giả và rửa tiền. Các thành viên được gọi là camorristi, gắn liền với các hoạt động buôn lậu, bảo kê, hối lộ, cướp của và giết người cũng như không có gì lạ khi các gia tộc Camorra thâm nhập vào chính trị của từng khu vực tương ứng do họ kiểm soát. Theo báo cáo 2007 của Confesercenti – tổ chức thương mại lớn thứ hai của Ý, Camorra kiểm soát các ngành công nghiệp sữa và cá, buôn bán cà phê và hơn 2.500 tiệm làm bánh ở Napoli. Ký sự điều tra về Camorra cho thấy mạng lưới các gia tộc rộng lớn này hiện đang lấn át Mafia Sicilia, 'Ndrangheta và các băng nhóm tội phạm có tổ chức khác ở miền nam nước Ý, về số lượng, về quyền lực kinh tế và trong những cuộc bạo lực đẫm máu tàn nhẫn.
Camorra minh chứng là một tổ chức cực kỳ khó chiến đấu lại ở Ý. Không giống như Mafia Sicilia có hệ thống phân cấp rõ ràng và phân chia lợi ích, các hoạt động của Camorra khá phân tán và ít tập trung hơn nhiều. Do đó khiến cho tổ chức trở nên khó khăn hơn nhiều để chống lại thông qua những cuộc đàn áp mạnh tay. Ở Campania nơi tỷ lệ thất nghiệp cao và cơ hội bị hạn chế, Camorra trở thành một phần không thể thiếu trong cấu trúc xã hội, mang lại cảm giác cộng đồng và cung cấp công ăn việc làm cho các thanh niên, định hướng theo đuổi các hoạt động tội phạm, bao gồm buôn lậu thuốc lá, buôn bán ma túy và trộm cắp. Chính phủ đã nỗ lực chống lại các hoạt động của Camorra, tuy nhiên gặp khó khăn trong việc tìm kiếm nguồn vốn để thúc đẩy các cải cách dài hạn cần thiết này để cải thiện triển vọng kinh tế địa phương và tạo việc làm. Trên thực tế, việc thực thi pháp luật và chống tội phạm tỏ ra kém hiệu quả trong môi trường có lịch sử lâu dài về sự khoan dung và chấp nhận tội phạm cũng như được vận hành bởi quy tắc ngầm omertà. Kể từ đầu những năm 1980 và sự tham gia sâu rộng vào hoạt động buôn bán ma túy, Camorra đã có sự hiện diện mạnh mẽ ở các nước châu Âu khác và duy trì liên hệ chặt chẽ với các tập đoàn ma túy Nam Mỹ, tạo điều kiện cho ma túy tràn vào châu Âu. Theo phát biểu tại Ủy ban Chống Mafia năm 2021, các băng đảng Camorra hùng mạnh nhất hiện nay là gia tộc Mazzarella và Liên minh Secondigliano.

### Suy thoái đô thị và khủng hoảng rác thải
Cuộc khủng hoảng rác thải Napoli là một chuỗi các sự kiện xung quanh việc thu gom rác và việc đổ chất thải độc hại bất hợp pháp vào các bãi chôn lấp quá tải trong và xung quanh khu vực đô thị Napoli từ năm 1994 đến 2012, gây ra tác động tiêu cực đến môi trường cũng như những ảnh hưởng nghiêm trọng đến sức khỏe con người cho đến nay. Do việc đốt các chất thải độc hại tích tụ trong các bãi rác lộ thiên trên đường phố, Napoli và các khu vực lân cận từng được mang danh hiệu "Vùng đất của những giàn hỏa thiêu" (terra dei fuochi). Báo cáo năm 2008 chỉ ra có sự nhúng tay của Camorra, đã tạo ra một loại hình kinh doanh béo bở trong ngành xử lý rác thải đô thị, đồng lõa với các công ty công nghiệp, kim loại nặng, chất thải công nghiệp, hóa chất và chất thải sinh hoạt thường được trộn lẫn với nhau, sau đó đổ gần đường và đốt để tránh bị phát hiện, dẫn đến ô nhiễm đất và không khí nghiêm trọng, từ đó nảy sinh ra thuật ngữ tội phạm môi trường "ecomafia". Cuộc khủng hoảng quản lý chất thải chủ yếu là kết quả của việc chính phủ không kiểm soát được việc đổ chất thải bất hợp pháp, dù cho đã cố gắng bắt buộc các chương trình tái chế và quản lý chất thải nhưng lực bất tòng tâm, tạo cơ hội cho các hoạt động bất hợp pháp, nảy sinh thêm nhiều rào cản thách thức trong việc giải quyết cuộc khủng hoảng này. Tất cả những vấn đề này đã được các phương tiện truyền thông công khai mạnh mẽ, tạo ra một hình ảnh rất tiêu cực về Napoli cũng như miền nam nước Ý nói chung. Các định chế và một số nhân vật đáng chú ý nhấn mạnh sự bất công của định kiến rập khuôn trên, ăn sâu vào các khu vực phía bắc của đất nước – nơi có xu hướng chiếm ưu thế hơn nhiều khía cạnh tích cực khác về dân sinh và chất lượng sống.

## Giáo dục

### Đại học và giáo dục bậc cao

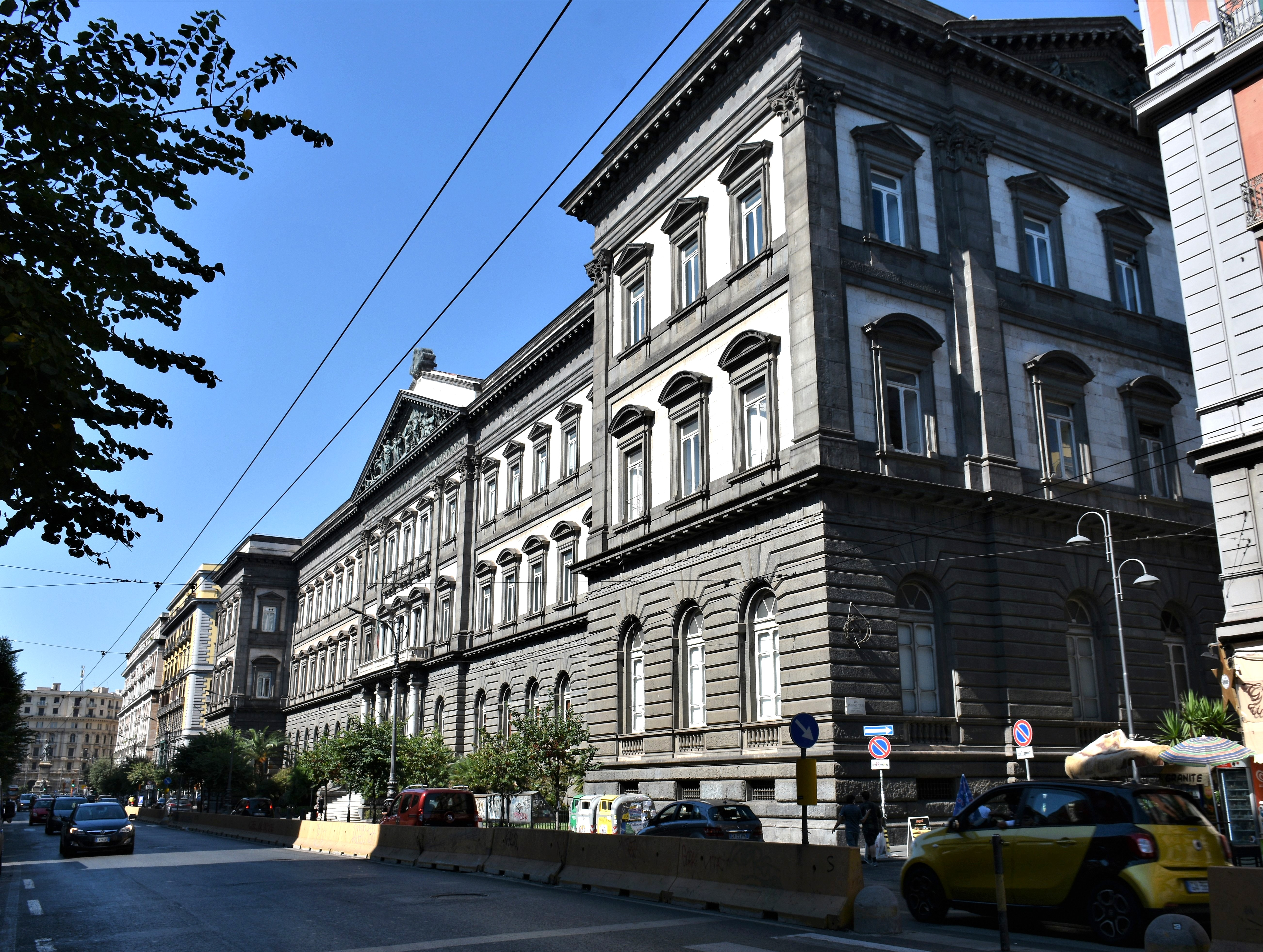
Đại học Napoli do Hoàng đế Federico II của Đế quốc La Mã Thần thánh thành lập ngày 5 tháng 6 năm 1224, là viện đại học công lập đầu tiên của thế giới.

Napoli được biết đến với nhiều viện giáo dục đại học và trung tâm nghiên cứu, là một trong những cái nôi học thuật hàn lâm và tri thức lớn của thế giới phương Tây. Thành phố là nơi tọa lạc của viện đại học công lập lâu đời nhất trên thế giới với tên chính thức là Đại học Napoli Federico II, là một trong những đại học nổi bật nhất ở Ý, có khoảng 100.000 sinh viên và 3.000 giáo sư (theo số liệu năm 2020). Bên cạnh đó, Napoli còn có viện đại học trọng điểm thứ hai và hiện đại hơn là Đại học vùng Campania mang tên kiến trúc sư người Ý Luigi Vanvitelli, được mở vào năm 1989. Một trung tâm giáo dục đáng chú ý khác là Đại học Đông phương Napoli, chuyên về văn hóa phương Đông, và được thành lập bởi nhà truyền giáo Dòng Tên Matteo Ripa vào năm 1732 sau khi ông trở về từ triều đình Khang Hy.
Các trường nổi bật khác ở Napoli bao gồm Đại học Parthenope, đại học tư thục Suor Orsola Benincasa, và Chủng viện Thần học Dòng Tên Nam Ý. Nhạc viện San Pietro a Majella là cơ sở giáo dục âm nhạc hàng đầu tại Napoli; được thành lập vào năm 1826 với tên gọi "Nhạc viện Hoàng gia" sau sự hợp nhất của bốn nhạc viện danh giá từ thế kỷ 16. Ngày nay hoạt động giảng dạy được tổ chức cho tất cả các nhạc cụ và một bảo tàng âm nhạc độc đáo được đặt bên trong. Học viện Mỹ thuật Napoli ra đời năm 1752 theo lệnh của Carlos III nhà Bourbon, là trường nghệ thuật hàng đầu của thành phố và là một trong những ngôi trường cổ kính nhất ở Ý, đóng vai trò rất quan trọng trong sự phát triển sau này của hội họa Napoli và hình thành trường phái Posillipo.

### Thư viện và cục lưu trữ

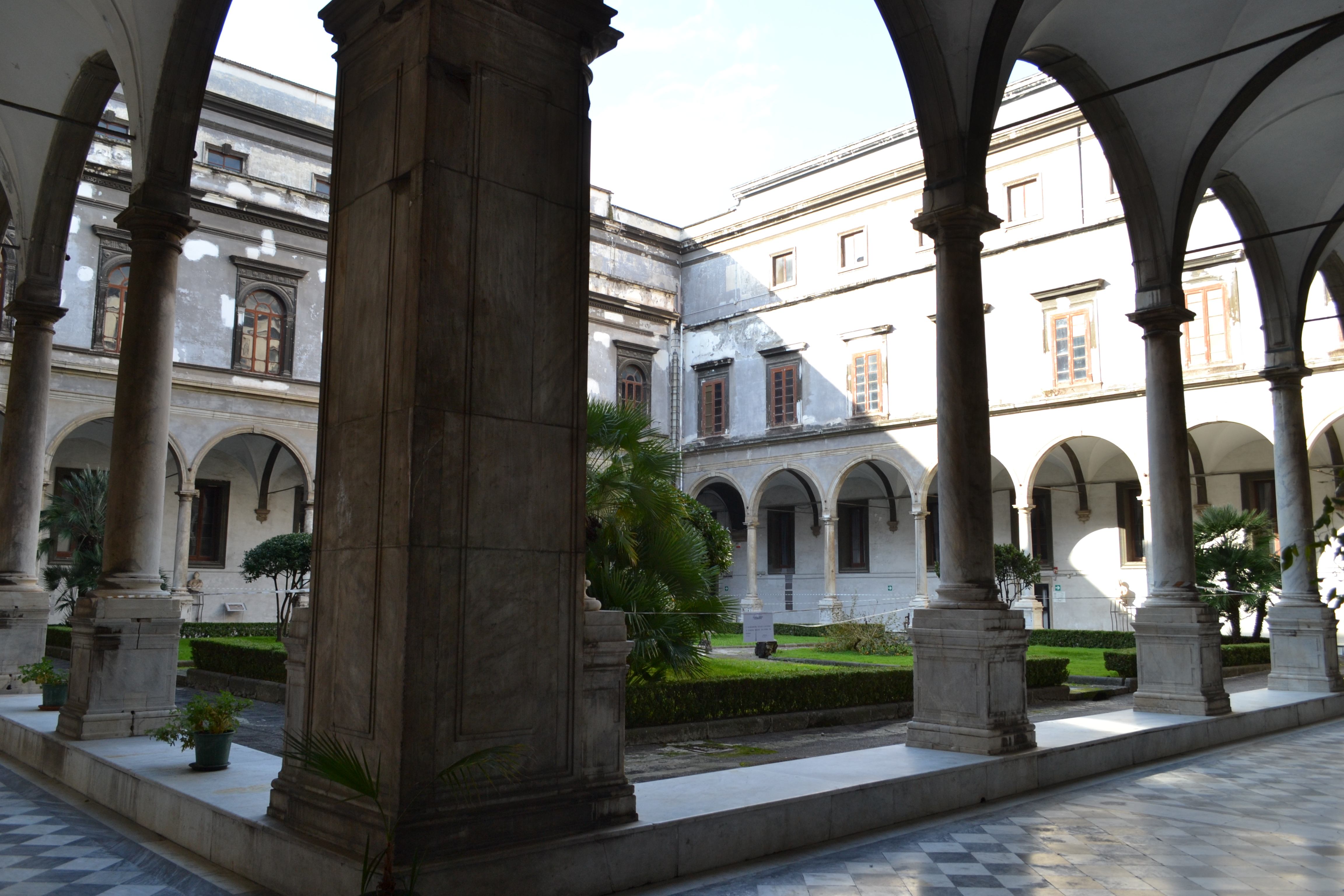
Đan viện bên trong Nhà thờ các thánh Severino và Sossio là nơi đặt Cục Lưu trữ quốc gia Ý tại Napoli.

Napoli có cơ quan Cục Lưu trữ quốc gia được thành lập vào năm 1808 để tập trung tất cả các kho lưu trữ cổ xưa của Vương quốc Napoli vào một địa điểm duy nhất. Hiện tại, nó trở thành cơ sở của Cục Lưu trữ nhà nước Ý tại Napoli, tọa lạc bên trong đan viện của Nhà thờ Severino e Sossio và thuộc quản lý của Bộ Văn hóa Ý.
Hiện tại trong địa phận Napoli có 14 thư viện thuộc quyền sỡ hữu của thành phố. Lâu đời nhất Napoli và thứ hai ở Ý là thư viện Girolamini bên trong nhà thờ cùng tên, mở cửa cho công chúng vào năm 1586. Lớn nhất thành phố và đứng thứ ba cả nước về quy mô là Thư viện quốc gia Vittorio Emanuele III, mở cửa vào năm 1804 với tên gọi "Thư viện hoàng gia Napoli" tọa lạc bên trong Điện Hữu Học (Palazzo degli Studi). Các bộ sưu tập sách nằm tại đây đã được chuyển từ cung điện Capodimonte theo di nguyện của hoàng gia, và sau thống nhất nước Ý nó được gọi là Thư viện quốc gia.
Các thư viện, kho lưu trữ hoặc bộ sưu tập văn thư khác của thành phố gồm có hệ thống thư viện Đại học Napoli, Nhạc viện San Pietro a Majella, Cục Lưu trữ quốc gia, Quỹ Thư viện Benedetto Croce, Viện Nghiên cứu Lịch sử Ý, Hiệp hội Sử học nước nhà Napoli, thư viện Tarsia, thư viện thuộc Bảo tàng Khảo cổ học quốc gia, thư viện lịch sử nghệ thuật Bruno Molajoli và nhiều thư viện khác.

### Trường đào tạo và nghiên cứu

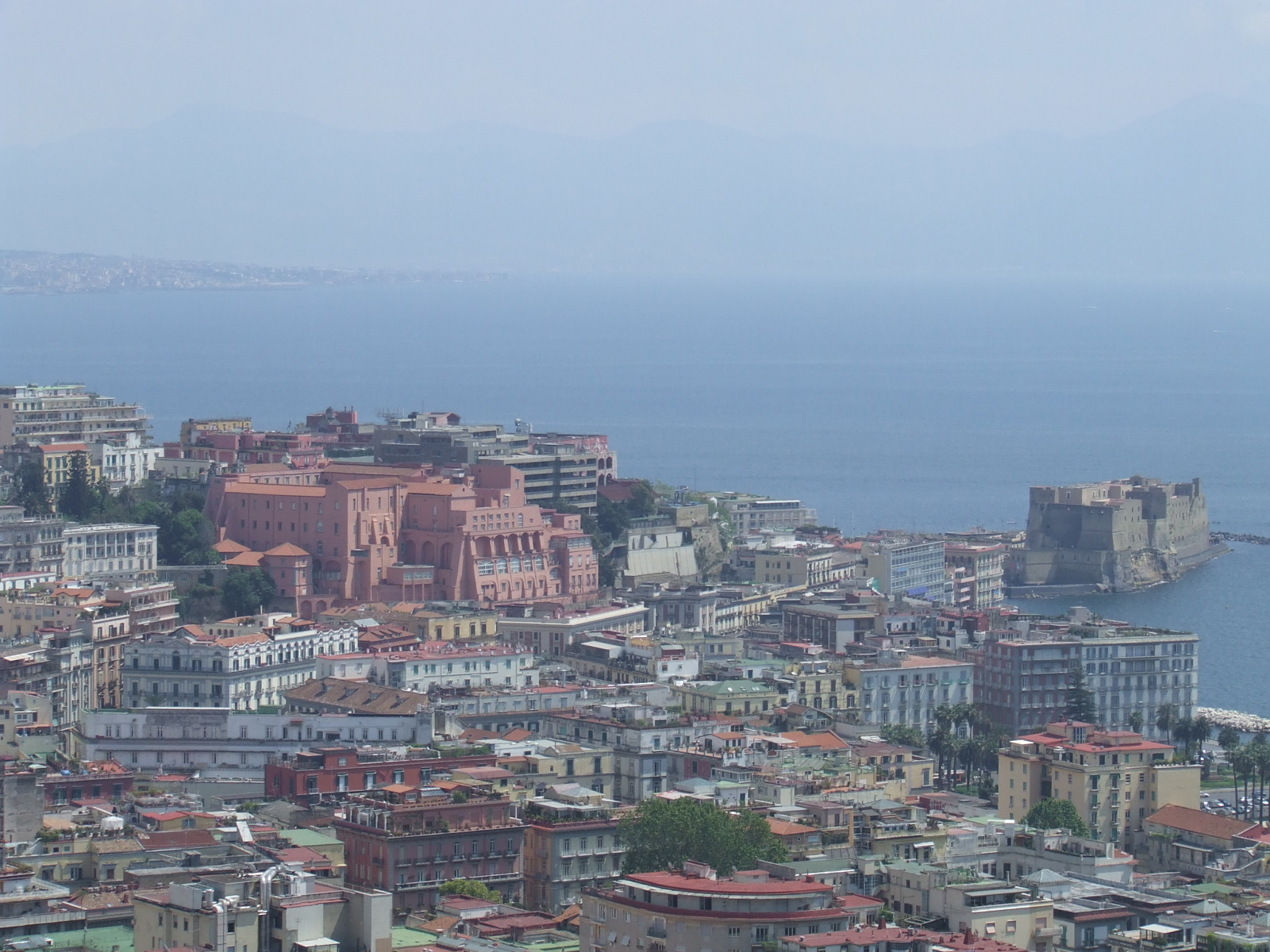
Khu phức hợp Nunziatella, trường đào tạo quân sự lâu đời nhất vẫn còn hoạt động trên thế giới.

Với nguồn gốc Hy Lạp của thành phố, trường phái Napoli có nguồn gốc lẫy lừng và rất cổ xưa. Trong thời La Mã, trường phái quan sát của Epicurus khá nổi tiếng.
Một trong những học viện quan trọng nhất ở Napoli chắc chắn là trường quân sự "Nunziatella", học viện đào tạo quân sự lâu đời nhất tại Ý cũng như trường quân sự lâu đời nhất vẫn còn hoạt động trên thế giới. Thành lập vào năm 1787 bởi Ferdinando IV nhà Bourbon với tên gọi Học viện quân sự hoàng gia, vào năm 2012 trường đã được bầu chọn là di sản văn hóa của các quốc gia Địa Trung Hải bởi Hội đồng nghị viện các nước Địa Trung Hải. Đây là nơi đào tạo danh giá cả về quân sự lẫn dân sự, các giáo sư và cựu sinh viên của trường gồm những nhân vật tầm cỡ như thủ tướng, bộ trưởng, nghị sĩ, thậm chí là vua nước Ý, cũng như những người nổi tiếng của Ý và quốc tế.
Các viện nghiên cứu quan trọng nhất tại Napoli gồm có Đài quan sát thiên văn Capodimonte, thành lập vào năm 1812 bởi vua Joachim Murat và nhà thiên văn học Federigo Zuccari; trạm nghiên cứu động vật biển lâu đời nhất trên thế giới Stazione Zoologica Anton Dohrn, được lập ra vào năm 1872 bởi nhà khoa học người Đức Anton Dohrn – trong đó bao gồm thủy cung lâu đời nhất ở Ý và lâu đời thứ hai ở châu Âu; và đài quan sát núi lửa lâu đời nhất thế giới, Đài quan sát Vesuvius lập vào năm 1841, nằm trên sườn núi Vesuvius gần thành phố Ercolano, và hiện là một viện chuyên ngành vĩnh viễn của Viện Vật lý Địa cầu Quốc gia Ý. Ngoài ra, các tổ chức như Trung tâm Tài nguyên Sinh vật biển châu Âu, Viện ung thư quốc gia Pascale, Viện Di truyền học y khoa Telethon, Viện quốc gia Vật lý hạt nhân, Hiệp hội quốc gia về Khoa học, Văn học và Nghệ thuật... cũng có trụ sở hoặc cơ quan đại diện tại Napoli.

## Tổ chức hành chính và chính quyền

### Chính quyền thành phố
Mỗi comune (huyện) trong số 8.101 comune ở Ý ngày nay được đại diện bởi một hội đồng thành phố do một thị trưởng được bầu đứng đầu, và được gọi một cách không chính thức là công dân thứ nhất (primo cittadino). Hệ thống này, hoặc một hệ thống khác cũng rất tương tự, đã có từ khi Napoléon xâm lược Ý vào năm 1808. Khi Vương quốc Hai Sicilia được khôi phục, hệ thống này được giữ nguyên với các thành viên của giới quý tộc đảm nhiệm vai trò thị trưởng. Vào cuối thế kỷ 19, đảng phái chính trị đã bắt đầu xuất hiện; trong thời kỳ phát xít, mỗi comune được đại diện bởi một quyền trưởng (podestà). Kể từ Thế chiến thứ hai, cục diện chính trị của Napoli không hoàn toàn ngã về cánh hữu cũng như cánh tả – cả những người theo chủ nghĩa dân chủ Cơ đốc giáo và những người theo chủ nghĩa xã hội dân chủ đều cai quản thành phố vào những thời điểm khác nhau, với tần suất gần như ngang nhau. Hiện nay, thị trưởng thành phố Napoli là Luigi de Magistris của đảng Dân chủ và Tự trị; de Magistris đã giữ chức vụ này kể từ cuộc bầu cử năm 2011.

### Phường

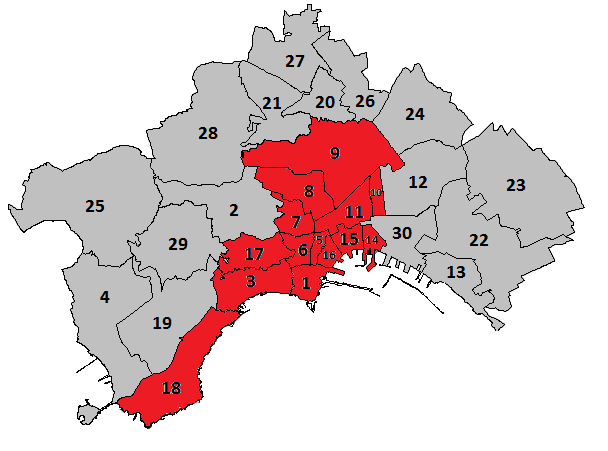
Bản đồ 30 phố phường Napoli, các phường màu đỏ chứa các khu vực tập hợp thành khu trung tâm lịch sử Napoli được UNESCO công nhận di sản thế giới.

Dựa trên các đặc điểm về địa lý và địa hình, chức năng cũng như hoàn cảnh lịch sử cụ thể, Napoli được chia làm 30 khu phố hay "phường" (quartieri) sau đây (dựa trên bản đồ):
|  | 1. San Ferdinando 2. Arenella 3. Chiaia 4. Bagnoli 5. San Giuseppe 6. Montecalvarlo 7. Avvocata 8. Stella 9. San Carlo all'Arena 10. Vicaria |  | 11. San Lorenzo 12. Poggioreale 13. San Giovanni a Teduccio 14. Mercato 15. Pendino 16. Porto 17. Vomero 18. Posillipo 19. Fuorigrotta 20. Miano |  | 21. Piscinola-Marianella 22. Barra 23. Ponticelli 24. San Pietro a Patierno 25. Pianura 26. Secondigliano 27. Sciampìa 28. Chiaiano 29. Soccavo 30. Zona Industriale |  |  |

### Phân chia hành chính
Ba mươi phường ở trên được nhóm lại với nhau thành mười ủy ban cộng đồng chính quyền, gọi là "quận" (hay municipilità trong tiếng Ý). 10 quận hành chính của Napoli là:
| Quận      | Bao gồm các phường                                             | Dân số (người) năm 2001 | Diện tích (km²) | Mật độ (người/km²) | Bản đồ             |
| --------- | -------------------------------------------------------------- | ----------------------- | --------------- | ------------------ | ------------------ |
| Quận 1    | Chiaia, Posillipo, San Ferdinando                              | 82.673                  | 8,80            | 9.553,07           | 10 quận của Napoli |
| Quận 2    | Avvocata, Mercato, Montecalvario, Pendino, Porto, San Giuseppe | 91.536                  | 4,56            | 20.073,68          | 10 quận của Napoli |
| Quận 3    | San Carlo all'Arena, Stella                                    | 103.633                 | 9,51            | 10.897,27          | 10 quận của Napoli |
| Quận 4    | Poggioreale, San Lorenzo, Vicaria, Zona Industriale            | 96.078                  | 9,27            | 10.364,4           | 10 quận của Napoli |
| Quận 5    | Arenella, Vomero                                               | 119.978                 | 7,42            | 16.169,54          | 10 quận của Napoli |
| Quận 6    | Barra, Ponticelli, San Giovanni a Teduccio                     | 138.641                 | 19,28           | 7.190,92           | 10 quận của Napoli |
| Quận 7    | Miano, San Pietro a Patierno, Secondigliano                    | 91.460                  | 10,26           | 8.914,23           | 10 quận của Napoli |
| Quận 8    | Chiaiano, Marianella, Piscinola, Scampia                       | 92.616                  | 17,45           | 5.307,51           | 10 quận của Napoli |
| Quận 9    | Pianura, Soccavo                                               | 106.299                 | 16,56           | 6.419,02           | 10 quận của Napoli |
| Quận 10   | Bagnoli, Fuorigrotta                                           | 101.192                 | 14,16           | 7.416,38           | 10 quận của Napoli |
| Tổng cộng | 10 quận, 30 phường                                             | 1.024.106 người         | 117,27 km²      | 8.733 người/km²    | 10 quận của Napoli |

### Thành phố đô thị Napoli

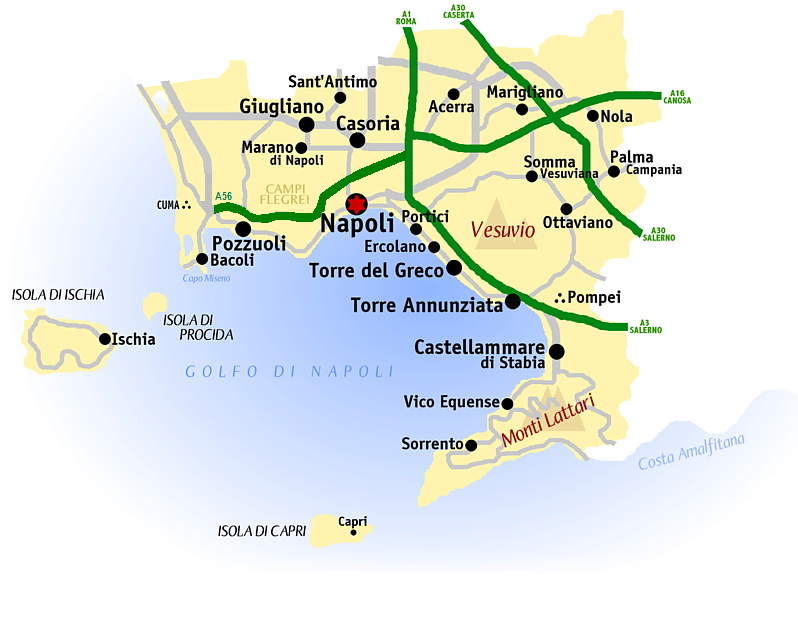
Thành phố đô thị Napoli

Thành phố đô thị Napoli (Città metropolitana di Napoli) được thành lập vào ngày 1 tháng 1 năm 2015 và là một trong 14 thành phố đô thị của Ý – đơn vị hành chính tương đương cấp tỉnh, thay thế cho đơn vị hành chính cũ trước đó là tỉnh Napoli. Với hơn 3 triệu dân, đây là thành phố đô thị đông dân thứ 3 của Ý và đứng nhất quốc gia tính theo mật độ dân số.
Toàn bộ khu vực có mức độ đô thị hóa cao, diện tích 1.171 km² với tổng cộng 92 huyện thị bao gồm cả thành phố Napoli – đóng vai trò là "tỉnh lỵ" nòng cốt và nơi đặt trung tâm hành chính của thành phố đô thị. Các bờ biển của vịnh nhìn ra biển Tyrrhenum, về phía khu vực cánh đồng Phlegraei giáp với vịnh Gaeta tại bờ biển Domitianus về phía tây bắc, về phía đông nam có dãy núi Sữa (Monti Lattari) nằm trên bán đảo Sorrento giáp với bờ biển Amalfi; phía Bắc giáp với tỉnh Caserta và về phía đông bắc với các tỉnh Benevento và Avellino, về phía đông giáp với vùng nông thôn Nocerino-Sarnese của tỉnh Salerno. Núi lửa Vesuvius chiếm phần rất lớn ở khu vực trung tâm lãnh thổ của thành phố đô thị.

### Các thể chế, tổ chức và hiệp hội
Napoli ngoài tư cách là thủ phủ của thành phố đô thị và vùng Campania cũng như là nơi đặt trung tâm hành chính thành phố đô thị và chính quyền vùng, thành phố còn là nơi đặt trụ sở của các cơ quan quốc gia như Cơ quan Bảo đảm Truyền thông (AGCOM) và Biệt thự Rosebery, dinh thự chính thức vào mùa hè của Tổng thống Cộng hòa Ý.
Trên trường quốc tế, Napoli là nơi tọa lạc của một trong những Đại sứ quán Mỹ lâu đời nhất thế giới và đầu tiên trên lãnh thổ bán đảo Ý vào năm 1796 khi còn là kinh đô của Vương quốc Hai Sicilia. Hiện nay, thành phố là nơi thiết đặt cơ quan ngoại giao của các quốc gia trên thế giới với tổng cộng 76 tổng lãnh sự quán và các lãnh sự quán danh sự.
Đặc biệt, Napoli là đầu não tổng chỉ huy các lực lượng quân đội Tổ chức Hiệp ước Bắc Đại Tây Dương (NATO) của khu vực Nam Âu (kèm với các căn cứ nhỏ khác tại Capodichino, Camaldoli và Agnano), là trung tâm chỉ đạo chiến lược cho mặt trận phía nam bao gồm Bắc Phi, Sahel và Trung Đông. Thành phố là nơi có trung tâm đào tạo phát triển lập trình viên do Apple hợp tác thành lập với Đại học Napoli, trở thành Học viện iOS đầu tiên tại châu Âu. Ngoài ra, Học viện Networking và Trung tâm cải tiến Cisco, Đài quan sát quốc tế về Kinh tế biển và cơ quan tổ chức phi chính phủ quốc tế Lazarus Union tại Ý. cũng đặt tại Napoli.

## Kinh tế

### Tổng thể
Napoli nằm ở trung tâm của những tuyến đường quan trọng bậc nhất Địa Trung Hải, đồng thời tọa lạc trên vùng nội địa rất màu mỡ giữa hai khu vực núi lửa, do đó ngay từ thời cổ đại Neapolis đã có thể trông cậy vào một nền kinh tế vững mạnh gắn liền với nông nghiệp, nguyên vật liệu thô và đồ thủ công. Trong thời trung đại và cận đại, Napoli trở thành một trong những trung tâm lớn của Ý về ngành công nghiệp dệt may, đặc biệt là khâu dệt lụa. Trong thời đại công nghiệp, khu liên hợp kỹ thuật lớn đầu tiên của Ý ra đời ở Napoli, tới năm 1860 nó có lực lượng lao động khoảng 1200 đơn vị. Trong thời kỳ 20 năm Phát xít, Napoli có thể xem là đã trở thành hiện thực công nghiệp hóa với khoảng 14% dân số làm việc trong lĩnh vực này. Thành phố đã có sự tăng trưởng kinh tế đáng kể kể từ sau Chiến tranh thế giới thứ hai nhất là trong giai đoạn kỳ tích kinh tế Ý và từng là một thành phố công nghiệp sầm uất mặc dù nhiều nhà máy đã đóng cửa trong vài thập kỷ qua.
Hiện tại, Napoli là nền kinh tế lớn thứ tư của Ý sau Milano, Roma và Torino, và là nền kinh tế đô thị lớn thứ 103 thế giới tính theo sức mua, với GDP năm 2011 ước tính là 83,6 tỷ USD, tương đương 28.749 đô-la trên đầu người. Napoli đứng thứ 26 (trong số 115) ở châu Âu về GDP (61,8 tỷ đô-la vào năm 2014, cao hơn các quốc gia như Slovenia và tương đương với các thành phố như Zurich hoặc Copenhagen). Nổi bật hơn cả, Napoli là một trạm trung chuyển container hàng hóa trọng điểm và cảng Napoli – một trong những cảng lớn nhất và nhộn nhịp nhất của Địa Trung Hải, luôn là nguồn thu nhập chủ đạo của thành phố. Mặc dù có những giai đoạn cải thiện ngắn, nhưng tiềm lực kinh tế chưa bao giờ đạt đến mức tương xứng, không chỉ do đầu tư của nhà nước chưa đủ mà còn do sự xâm nhập của Camorra và nạn tham nhũng chính trị làm nản lòng các quỹ đầu tư tư nhân, có tác động to lớn đến nền kinh tế quốc gia. Bên cạnh đó, tình trạng thất nghiệp vẫn là một trong những vấn đề nổi cộm và nghiêm trọng nhất của Napoli, đứng thứ năm về tốc độ tăng tỷ lệ thất nghiệp trong cuộc Đại suy thoái và với thu nhập bình quân đầu người là 12.755 euro vào năm 2016, mức thấp nhất ở Ý.
Việc thiếu sự phát triển thực sự ở mảng ngành công nghiệp đã khiến Napoli chuyển dịch trở thành một trung tâm quan trọng thuộc khu vực ba của nền kinh tế (thương mại, hành chính, tài chính, vận tải và du lịch) và các lĩnh vực nâng cao như nghiên cứu công nghệ (các học viện Apple và Cisco). Trong đó khu vực kinh doanh thương mại và dịch vụ quan trọng nhất thuộc về quận tài chính Napoli. Vào năm 2005, 264.946 công ty đã được đăng ký Kinh doanh tại Phòng Thương mại Napoli. Khu vực dịch vụ sử dụng phần lớn người dân Napoli, mặc dù hơn một nửa trong số này là các doanh nghiệp nhỏ, được phân chia như sau: 54% trong số đó thuê ít hơn 20 nhân công; trong khi doanh nghiệp quy mô vừa với trên hơn 200 lao động là 52 đơn vị, và doanh nghiệp có trên 500 công nhân là 12 đơn vị.
Năm 2003, việc làm ở khu vực Napoli được phân bổ như sau:
|           | Dịch vụ công | Sản xuất | Thương mại | Xây dựng | Giao thông | Dịch vụ tài chính | Nông nghiệp | Khách sạn | Nhóm ngành khác |
| --------- | ------------ | -------- | ---------- | -------- | ---------- | ----------------- | ----------- | --------- | --------------- |
| Phần trăm | 30.7%        | 18%      | 14%        | 9.5%     | 8.2%       | 7.4%              | 5.1%        | 3.7%      | 3.4%            |

### Du lịch
Du lịch là một trong những ngành lớn nhất của nền kinh tế Napoli, là một trong những thành phố du lịch hàng đầu của Ý. Với 3,7 triệu lượt du khách năm 2018, thành phố đã nổi lên khỏi tình trạng suy thoái du lịch nặng nề trong những thập kỷ qua chủ yếu là do điểm đến đơn phương của một thành phố công nghiệp mà còn do những tổn hại về hình ảnh do các phương tiện truyền thông Ý gây ra, từ trận động đất Irpinia năm 1980 và khủng hoảng rác thải, liên quan đến khu vực ven đô thị của thành phố. Phần đông khách du lịch đến Napoli cũng đồng thời ghé thăm các điểm tham quan lân cận bên ngoài thành phố, bao gồm núi lửa Vesuvius, tàn tích cổ điển Pompeii cũng như bờ biển Amalfi tuyệt đẹp gần đó với các thị trấn như Sorrento, Positano, Amalfi, hay các đảo Capri, Ischia và Procida hay Đại cung điện hoàng gia Caserta, được kết nối với thành phố bằng cả tuyến giao thông tư nhân và công cộng. Các chuyến thăm hàng ngày đến Napoli được thực hiện bởi nhiều nhà điều hành tour du lịch khác nhau ở Roma và bởi tất cả các khu du lịch chính của vùng Campania: Napoli là đô thị được ghé thăm thứ 5 tại Ý và là đứng nhất ở miền Nam.

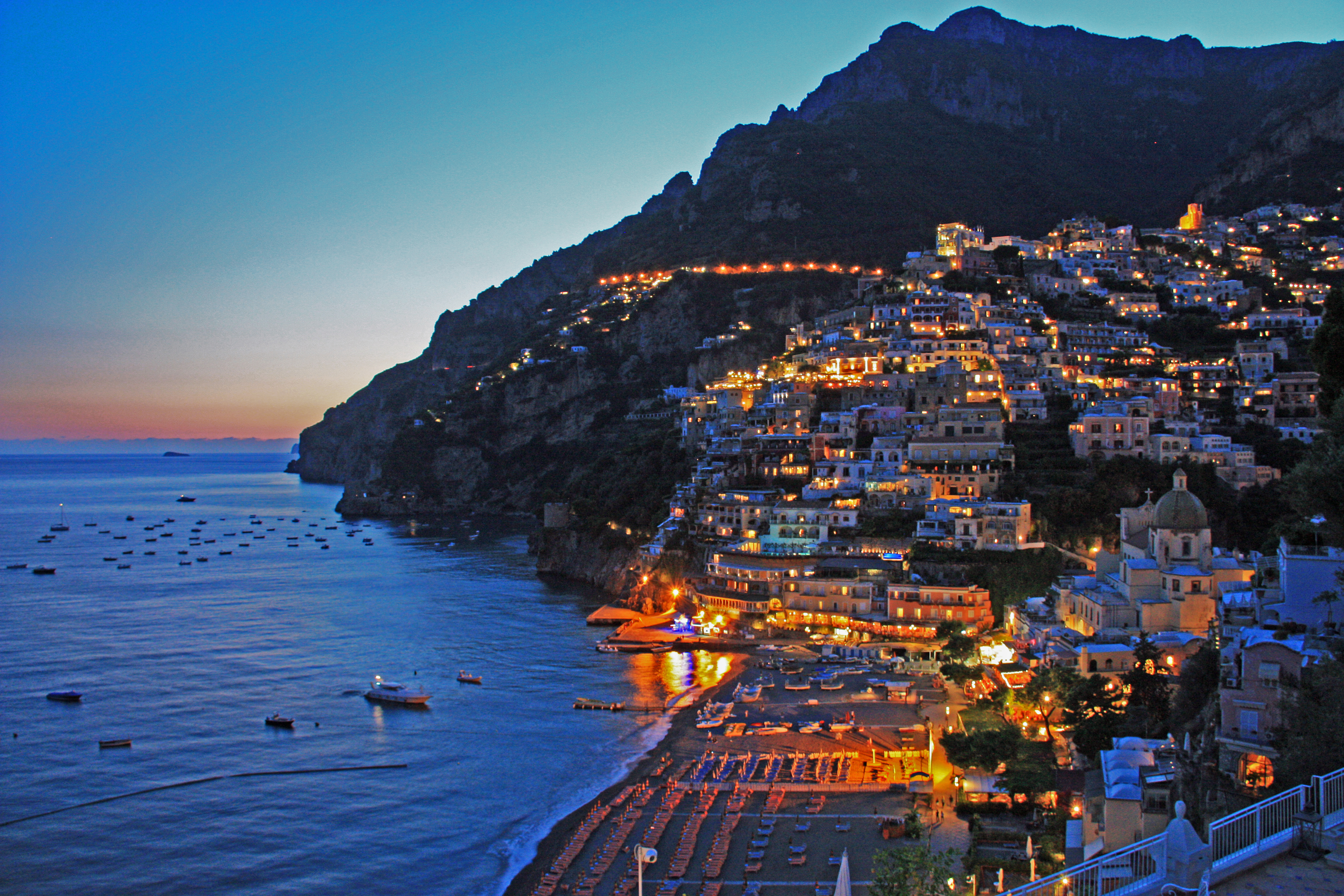
Bờ biển Amalfi cảnh đẹp hữu tình lân cận Napoli cũng là địa điểm rất nức tiếng mà phần đông du khách đồng thời ghé thăm.

Napoli từ lâu đã bị mang tiếng xấu là một thành phố tội phạm và nguy hiểm, thường bị du khách bỏ qua do những định kiến phổ biến. Trên thực tế, thành phố ngày nay là một nơi tương đối an toàn đối với khách du lịch, nhưng mức độ nguy hiểm thực tế luôn bị phóng đại. So với các thành phố khác ở Ý, Napoli có vẻ hỗn loạn, bẩn thỉu và vô tổ chức hơn, cơ sở hạ tầng kém cùng với tỷ lệ thất nghiệp cao. Theo thống kê mức độ tội phạm thực tế ở Napoli thấp hơn so với Roma, Milano, Torino và các thành phố lớn khác của châu Âu, nơi chia sẻ chung tình trạng giật ví, móc túi, lừa đảo tại các địa điểm du lịch đông đúc, trên phương tiện công cộng hoặc tại các ga đường sắt chính. Tuy nhiên tội phạm bạo lực rất hiếm xảy ra đối khách du lịch ở Napoli, và sự hiện diện của Camorra thường chỉ ảnh hưởng đến những người có liên quan đến lĩnh vực kinh doanh tại địa phương và hầu như không ảnh hưởng đến trải nghiệm du lịch của các khu vực trung tâm thành phố. Ngành này không ngừng phát triển và triển vọng vươn tới đẳng cấp thành phố nghệ thuật một lần nữa được mong đợi trong thời gian tương đối ngắn; du lịch ngày càng đóng vai trò quan trọng quyết định đối với nền kinh tế của thành phố, đó là lý do tại sao, chính xác như đã xảy ra chẳng hạn như trong trường hợp của Venezia hoặc Firenze, xu hướng phải trải qua việc chỉnh trang đô thị ở khu trung tâm lịch sử hiện nay là rất cao.

## Cơ sở hạ tầng và giao thông vận tải

### Đường bộ

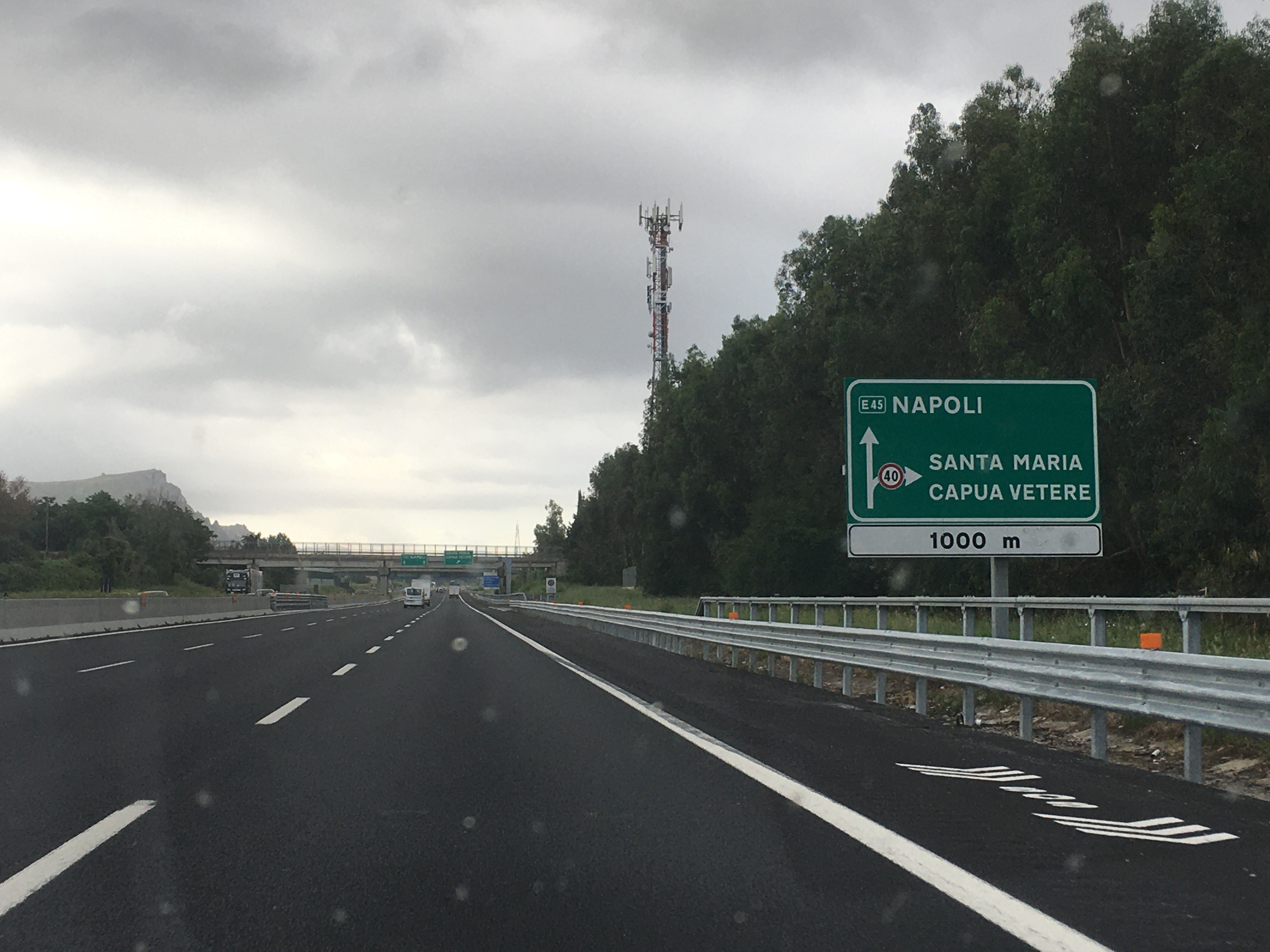
Autostrada A1, tuyến đường dài nhất nước Ý nối Milano xuống Napoli.

Napoli là ngã ba đường quan trọng trong cả nước, kết nối bởi một số đường cao tốc trọng điểm. Autostrada A1 hay đường cao tốc Mặt Trời (Autostrada del Sole) là đường cao tốc dài nhất ở Ý nối thủ phủ của 2 miền Bắc Nam là Milano và Napoli. A3 chạy về phía nam từ Napoli đến Salerno – nơi bắt đầu A2 xuôi tiếp hướng nam xuống đến mũi ngón chân của "chiếc ủng Ý" là thành phố Reggio Calabria. A16 có biệt danh là "Đường cao tốc Lưỡng Hải" (autostrada dei Due Mari) bắt đầu từ Napoli giáp biển Tyrrhenum chạy về phía đông đến Canosa di Puglia có biển Adriatic.
Đường vành đai Napoli (tên chính thức là đường cao tốc A56), với 270.000 lượt di chuyển mỗi ngày, chạy dọc khu vực nội thành của thành phố, băng qua những ngọn đồi với nhiều đường hầm khác nhau; việc kết nối các phường quận được thực hiện thông qua đường vành đai bên ngoài Circumvallazione Esterna di Napoli, đường trục quốc lộ Mediano, đường trục tỉnh lộ Perimetrale di Melito-Scampia, đường quốc lộ 162 dir del Centro Direzionale.

### Đường sắt

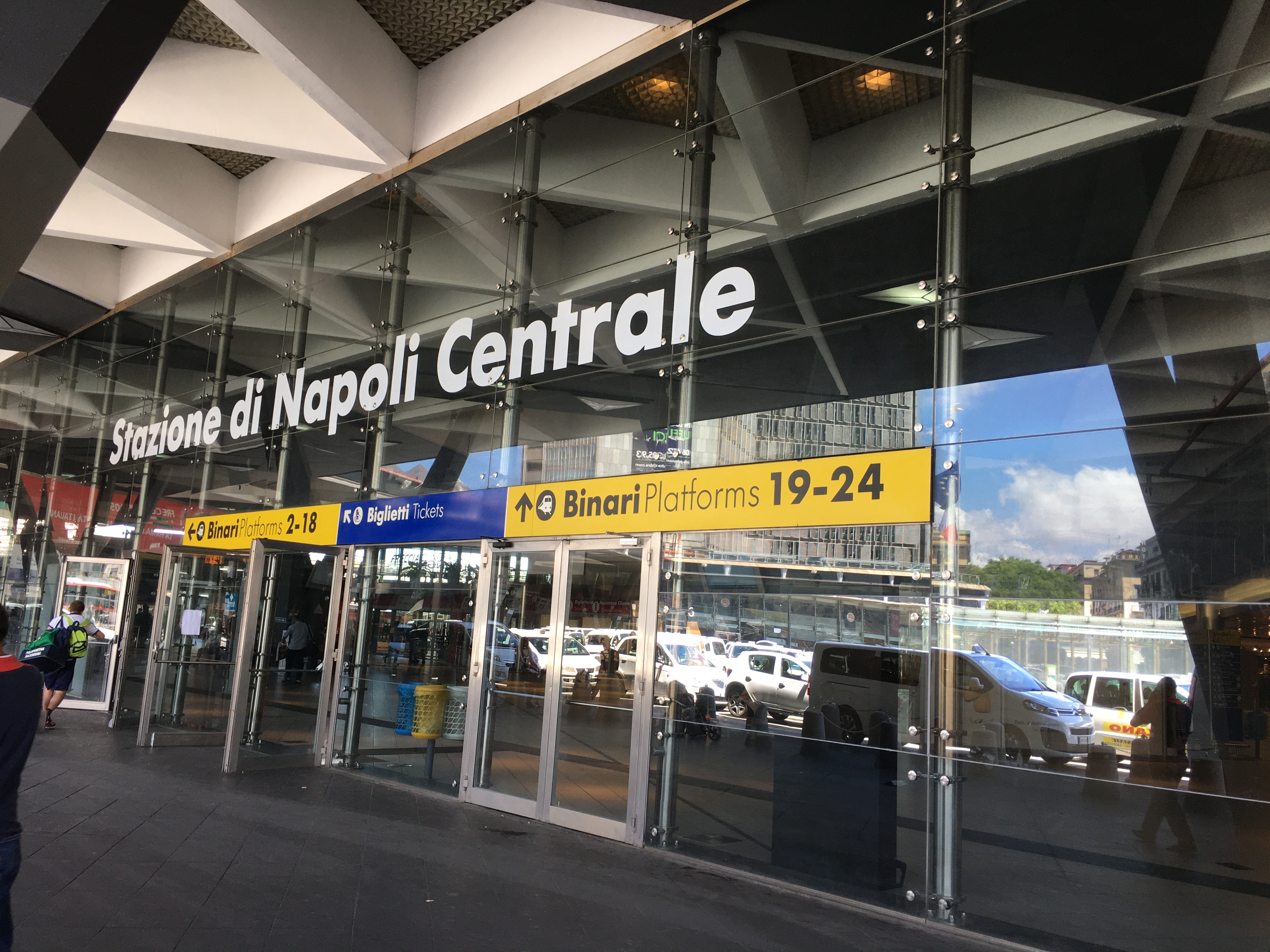
Napoli Centrale, nhà ga chính của thành phố

Napoli là nút giao thông đường sắt trọng điểm của miền Nam nước Ý, được tiếp cận bởi các tuyến đường sắt chính của Ý như Đường tàu cao tốc Roma–Napoli, đường sắt Roma–Cassino–Napoli, đường sắt Roma–Formia–Napoli, Napoli–Salerno và Napoli–Foggia.
Nhà ga Napoli Centrale là nhà ga chính của thành phố cũng như cả khu vực miền Nam và là nhà ga đứng thứ bảy của Ý tính theo lưu lượng hành khách. Ga Napoli Afragola, nằm trên tuyến cao tốc Roma–Napoli, là một trạm trung chuyển khu vực vĩ mô cho các vùng Puglia, Lazio, Basilicata, Campania và Calabria. Kể từ năm 2007, các chuyến tàu chạy với tốc độ 300 km/h (186 dặm/giờ) đã kết nối Napoli với Roma với thời gian hành trình dưới một tiếng, và các dịch vụ đường sắt cao tốc trực tiếp cũng hoạt động đến Firenze, Bologna, Milano, Torino và Salerno. Dịch vụ "xe lửa đường thủy" ngủ qua đêm hoạt động mỗi tối đến các thành phố ở Sicilia.
Tuyến đường sắt hành khách Napoli, một phần của nó được bao gồm trong tuyến đường sắt đô thị của thành phố được gọi là Tuyến 2, xuyên đô thị từ đông sang tây. Các ga chính của nó lần lượt là Napoli Campi Flegrei (phía Tây), Napoli Mergellina (giữa) và Napoli Piazza Garibaldi (phía Đông) – tại đây sẽ giao với tuyến tàu điện ngầm số 1 (Metro Linea 1) vận hành bởi ANM và với hơn 5 tuyến tàu vùng đi ra các vùng ngoại ô thuộc công ty EAV.

### Cảng

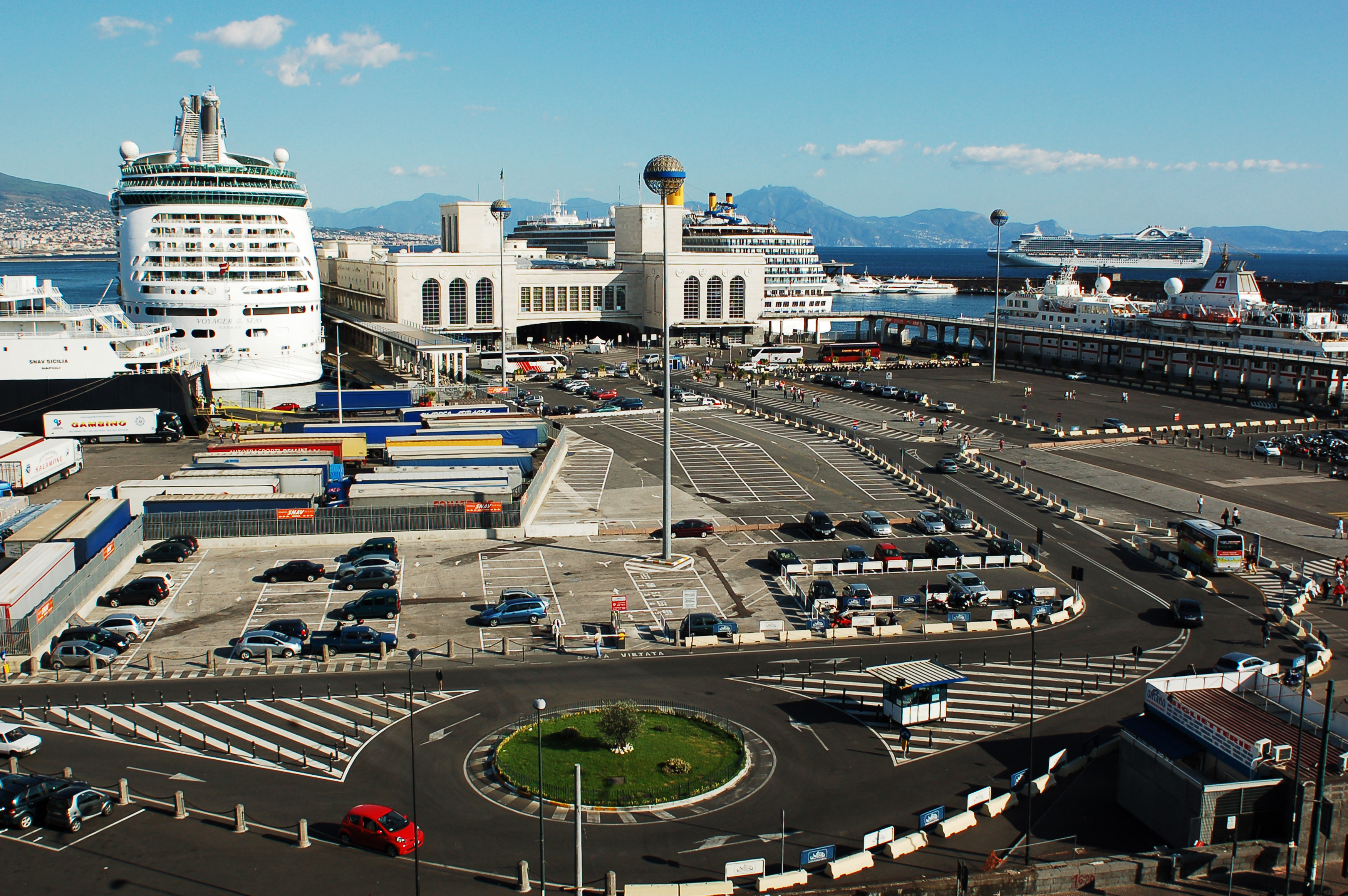
Quang cảnh Cảng Napoli, ở giữa bức ảnh là mặt tiền của Nhà ga hàng hải Napoli.

Cảng Napoli nằm ở trung tâm Địa Trung Hải và đã hoạt động từ thời cổ đại, thực hiện các chức năng thương mại và kết nối giao thông đường thủy. Với lưu lượng 6.562.325 hành khách năm 2016 cộng với hơn 1,4 triệu hành khách du thuyền quốc tế năm 2019, đây là một trong những cảng quan trọng nhất ở cả châu Âu và khu vực Địa Trung Hải. Nhà ga hàng hải Napoli (Stazione marittima di Napoli) – một trong những ga đường biển lớn nhất tại châu Âu – có nhiệm vụ là nhà ga đón khách chính của bến cảng, đồng thời cũng là trung tâm tổ chức một số sự kiện quan trọng như hội sách, các buổi hòa nhạc, sàn nhảy khiêu vũ chào đón năm mới. Bên cạnh đó, thành phố cũng được phục vụ bởi các cảng Pozzuoli và cảng Mergellina. Các cảng khác, chẳng hạn như Nisida, Posillipo, Molosiglio và cảng nhỏ tại Santa Lucia thay vào đó chỉ có chức năng phục vụ du lịch. Cảng Napoli chạy một vài dịch vụ phà công cộng, tàu cánh ngầm và tàu thủy SWATH, kết nối nhiều địa điểm ở cả thành phố đại đô thị Napoli, bao gồm Capri, Ischia và Sorrento, và tỉnh Salerno bên cạnh, bao gồm cả Salerno, Positano và Amalfi. Dịch vụ cũng mở hoạt động cho các điểm đến xa hơn, chẳng hạn như Sicilia, Sardegna, Ponza và Quần đảo Eolie.

### Sân bay

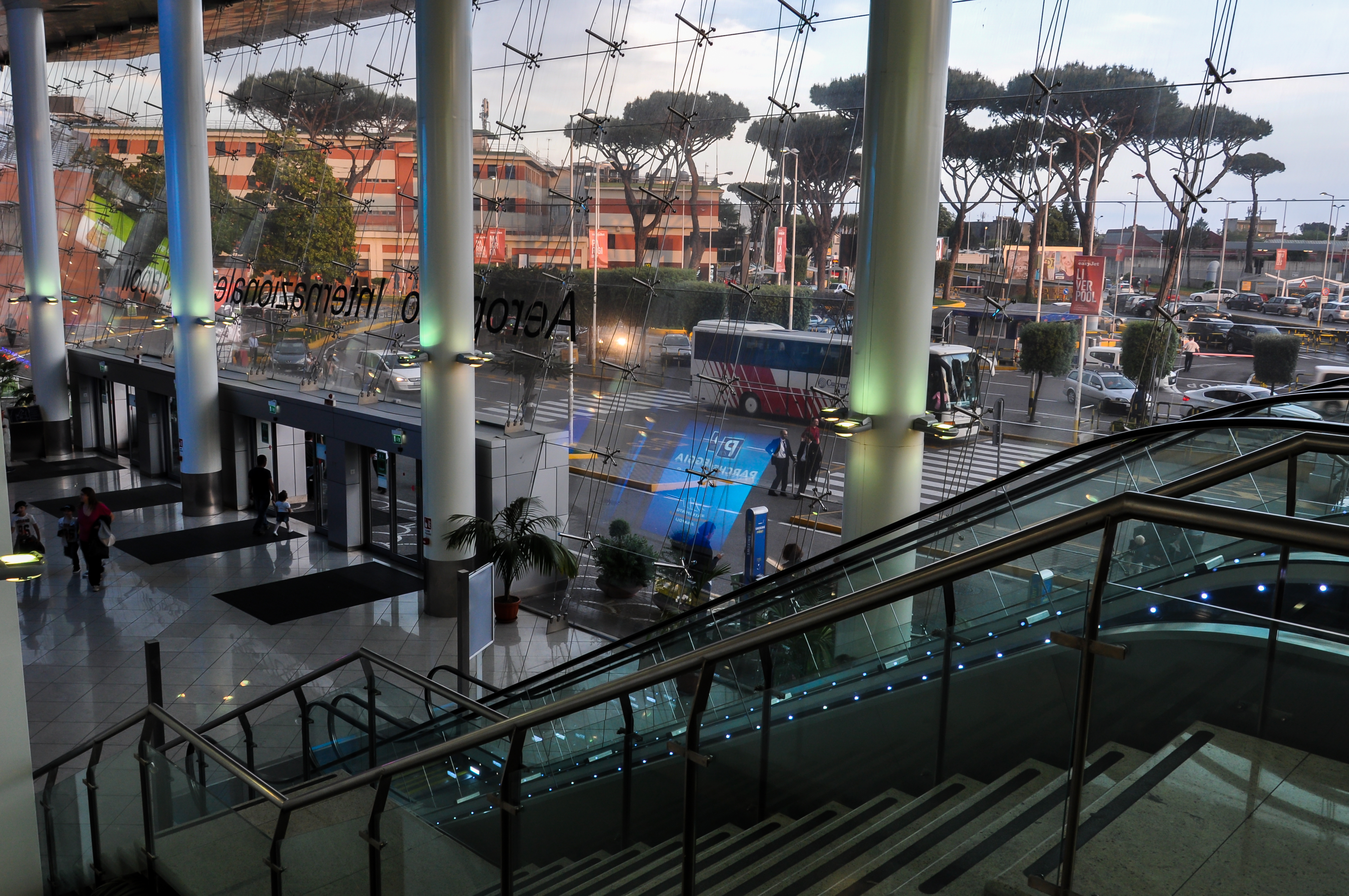
Sân bay quốc tế Napoli-Capodichino

Sân bay quốc tế Napoli hay còn gọi là Napoli-Capodichino nằm ở phường ngoại ô San Pietro a Patierno, cách trung tâm thành phố khoảng 4,5 km. Đây là sân bay lớn nhất ở miền nam nước Ý, với khoảng 250 chuyến bay quốc gia và quốc tế đến hoặc đi hàng ngày. Đây là sân bay bận rộn thứ 5 ở Ý về số lượng hành khách (khoảng 11 triệu người) và là sân bay đứng đầu về tốc độ tăng trưởng trong số các sân bay tầm trung của châu Âu. Capodichino đã nhận được "Giải thưởng Aci Europe" là sân bay tốt nhất ở châu Âu trong hạng mục có 5–10 triệu lượt hành khách trong năm 2017. Với tốc độ phát triển theo cấp số nhân nhưng không thể mở rộng thêm diện tích do nằm trong khu vực đông dân cư, việc sát nhập với sân bay Salerno-Costa d'Amalfi đã diễn ra năm 2019 và sẽ chứng kiến các chuyến bay thương mại đầu tiên sau khi hoạt động kéo dài đường băng được hoàn thành dự kiến khoảng 2024.
Ngoài ra thành phố còn có sân bay Napoli-Grazzanise, nhiều lần được xem là một trung tâm giao thông liên lục địa tiềm năng của thành phố, hiện phục vụ dưới mục đích là căn cứ quân dụng do Không quân Ý quản lý.

### Giao thông đô thị và phương tiện công cộng
Đường phố Napoli khu vực trung tâm nổi tiếng chật hẹp, vì vậy dân chúng thường sử dụng xe ô tô hatchback nhỏ gọn và xe tay ga để di chuyển cá nhân. Napoli sở hữu mạng lưới giao thông công cộng rộng khắp, không chỉ phục vụ trong địa phận thành phố mà còn phục vụ hầu hết các khu vực đô thị xung quanh. Mạng lưới này chủ yếu dựa trên một hệ thống đường sắt địa phương dài 31 km (gồm hai tuyến metro nội thành và một tuyến liên tỉnh được gọi là tuyến Cầu Vồng Linea Arcobaleno nối thành phố với phần còn lại của chùm đô thị ở phía bắc) kết hợp với tuyến đường sắt đô thị của thành phố được gọi là Tuyến 2 và các tuyến đường sắt tàu vùng Circumvesuviana (tuyến vòng qua núi lửa Vesuvius, bao gồm Tuyến 3 và 4 đô thị), Circumflegrea (tuyến vòng Cánh đồng Hỏa Diệm Phlegraei, bao gồm Tuyến 5 đô thị), Cumana (đến Cumae, bao gồm Tuyến 7 đô thị), MetroCampania NordEst (đông bắc đến Benevento).
Tàu điện nổi (tram) cùng với xe điện bánh hơi có chức năng kết nối cảng, nhà ga trung tâm và vùng ngoại ô phía đông. Xe buýt có mạng lưới phủ khắp chia thành 30 loại xe buýt khác nhau để thích ứng với hình thái và cấu trúc xây dựng đặc biệt của Napoli thường có những con hẻm hẹp (đặc biệt là ở khu trung tâm cổ kính) và những con phố dốc, ví dụ như xe buýt nhỏ có thể dễ dàng đi vào các ngõ và những con phố hẹp nhất, và loại buýt nối toa có 2 toa cứng vững trở lên được nối với nhau bằng khớp quay ở vị trí trung tâm có khả năng chở gấp đôi số hành khách mà không gặp trở ngại do chiều dài quá khổ của xe buýt. Đội ngũ nhân viên thực hiện phục vụ chuyên chở hơn 500.000 chuyến đi hàng ngày trên khoảng 130 tuyến xe buýt.
Tàu điện ngầm Napoli là hệ thống đường sắt vận chuyển tốc hành dưới lòng đất kết hợp cả những đoạn đường sắt trên mặt, hiện bao gồm 2 tuyến metro là Tuyến 1 và 6. Việc kéo dài các tuyến metro hiện tại cũng như các nghiên cứu khả thi và các dự án hình thành các tuyến mới khác đang trong quá trình thi công và thực hiện với các bến xe trung chuyển ở các khu vực ngoại vi và bao gồm hơn 100 nhà ga trên toàn bộ bề mặt thành phố. Đặc biệt, nhiều trong số các nhà ga tàu điện ngầm của thành phố được chú ý nhờ kiến trúc trang trí và nghệ thuật công cộng.
Bên cạnh tàu điện ngầm, Napoli còn sỡ hữu hệ thống tàu leo dốc gồm 4 tuyến là Centrale, Chiaia, Montesanto và Mergellina. Ngoài ra, còn có bốn thang máy công cộng đang hoạt động trong thành phố: tại cầu Chiaia, phố Acton, cầu Sanità, và trong công viên Ventaglieri, đi kèm với hai thang cuốn công cộng.
Một dịch vụ vận tải bằng tàu cánh ngầm trong khu vực gọi là "Metro miền Biển" (Metrò del Mare), hoạt động hàng năm từ tháng 7 đến tháng 9 được duy trì bởi một nhóm các chủ tàu và chính quyền địa phương, kết nối thành phố với các khu nghỉ dưỡng ven biển chính của khu vực.

## Thành phố kết nghĩa
Napoli thiết lập quan hệ kết nghĩa và hợp tác với 52 thành phố:
- Durrës, từ 2017
- Buenos Aires, từ 1993
- Jeddah, từ 2018
- Baku, từ 1972
- Sarajevo, từ 1976
- Plovdiv, từ 1995
- Calgary, từ 2006
- Toronto, từ 2001
- Trịnh Châu, từ 2010
- Santiago de Cuba, từ 1993
- Dubai, từ 2003
- Nice, từ 1970
- Marseille, từ 1984
- Hamburg, từ 1985
- Leipzig, từ 2012
- Kagoshima, từ 1960
- Athens, từ 2000
- Thessaloniki, từ 2008
- Kolkata, từ 2003
- Benevento, từ 1981
- Firenze, từ 2014
- Formia, từ 1989
- Milano, từ 1978
- Verona, từ 2002
- Nosy Be, từ 2006
- Acapulco de Juárez, từ 1986
- Bethlehem, từ 1960
- Nablus, từ 2005
- Lima, từ 2008
- Kraków, từ 2009
- Jastrzębie-Zdrój, từ 2017
- Porto, từ 2009
- Birmingham, từ 1995
- Leicester, từ 2001
- Luân Đôn, từ 1997
- Călărași, từ 2003
- Sighetu Marmației, từ 2003
- Sankt-Peterburg, từ 1998
- Kragujevac, từ 2002
- Kobanî, từ 2015
- Barcelona, từ 2015
- Palma de Mallorca, từ 2009
- Valencia, từ 2000
- Honolulu, từ 2008
- Memphis, từ 1996
- Naples, Florida, từ 2017
- San Francisco, từ 2013
- Seattle, từ 1999
- Los Angeles, từ 1999
- Budapest, từ 1997
- Caracas, từ 2001
- Valencia, Venezuela, từ 2014